# Древняя Япония
История древней Японии охватывает временной отрезок, начиная с палеолита и заканчивая периодом Хэйан. В эту эпоху произошло заселение Японских островов, формирование основ хозяйства и религиозных представлений, а также формирование и становление японской государственности. В дальнейшем правители древней Японии предприняли первые контакты с внешним миром, провели реформы государственного устройства и сформировали государственную идеологию. Вся история древней Японии сопровождалась ассимиляцией народов Японского архипелага, изменениями земельных отношений, выделением сословий и аристократии, междоусобными войнами, а также развитием ремёсел и культуры.
На заключительном этапе истории древней Японии, в период Хэйан, народ Ямато обрёл своё национальное самосознание. Практически во всех сферах жизни были созданы собственные аналоги, основанные на достижениях китайской культуры. В системе власти — это дуальная система правления, изначально построенная на родственных отношениях по материнской линии, а затем — на отношениях отца и сына. В религии — это появление японских форм буддизма, которые органично соединились с синтоизмом. В культуре — это создание собственной письменности, расцвет местной литературы, изобразительного искусства и архитектуры. Вместе с тем, нарушилась внутренняя цельность правящей элиты, потерпели крах принципы правовой системы японской государственности, возникли частные формы земельной собственности, что в итоге привело к кардинальным изменениям в обществе.

## История
История древней Японии делится на три больших этапа, которые в свою очередь делятся на более мелкие исторические периоды (дзидай). Первый этап известен как «Доисторическая Япония» и включает в свой состав три периода — японский палеолит, Дзёмон и Яёй (условно этот этап можно соотнести с первобытным обществом). На второй этап пришлось формирование японской государственности, он подразделяется на два периода существования государства Ямато — Кофун и Асука. Третий период, также известный как «Рицурё кокка» («Государство законов»), делится на два периода — Нара и Хэйан.
Основными источниками по исследованию древней Японии являются исторические сочинения, регулярно появлявшиеся с VIII века, деловая переписка между чиновниками, наносимая на деревянные дощечки (моккан) в VII—VIII веках, и памятники материальной культуры, систематическое изучение и коллекционирование которых началось в период сёгуната Токугава. Многие японские правители и богатые феодалы той эпохи финансировали изучение и реставрацию древних храмов и дворцов, раскопки и обмеры курганов, исследования найденных печатей, керамики и других предметов быта. Особенно ценны трактаты Сайто Саданори, Яно Кадзусады, Гамо Кумпэя, Камэи Наммэя и Аояги Танэнобу. Первым европейцем, который познакомил Запад с древними артефактами Японии, был немец Филипп Франц фон Зибольд.
Однако серьёзные археологические исследования начались только после реставрации Мэйдзи, с прибытием в Японию американца Эдварда Морса и англичанина Уильяма Гоуленда (первый проводил раскопки так называемых «раковинных куч» — кайдзука, второй заложил основы профессионального изучения курганов). Дальнейшим толчком к развитию современной археологической школы стало создание в 1896 году Японского археологического общества и образование нескольких факультетов археологии при ведущих университетах. В XX веке большой вклад в изучение древней Японии и этногенеза японцев внесли археологи, историки и этнографы Косаку Хамада, Тёсукэ Сэридзава, Сосукэ Сугихара, Сюити Гото, Суэдзи Умэхара, Таро Вацудзи, Эйитиро Исида, Сайта Тома, Таро Вакамори, Масао Ока, Итиро Явата и Намио Эгами, языковеды Симпэй Огура, Хисаносукэ Идзуи, Сусуму Оно и Сиро Хаттори, фольклористы Кунио Янагида и Нобухиро Мацумото.
Особенностью археологии в Японии является слабая сохранность исходного антропологического материала, что связано с повышенной кислотностью местной почвы, которая плохо сохраняет костные останки человека, животных и другую органику. Наилучшей сохранностью обладают скелеты, относящиеся к периоду Дзёмон, когда бытовал обычай захоронения в пещерах и «раковинных кучах». Совсем немного находок относится к последующим периодам (Яёй и Кофун), а для периодов Нара и Хэйан антропологический материал практически отсутствует (для захоронений в земле роковую роль играли почвы, кроме того, широкое распространение получила буддийская практика сожжения трупов).

### Палеолит

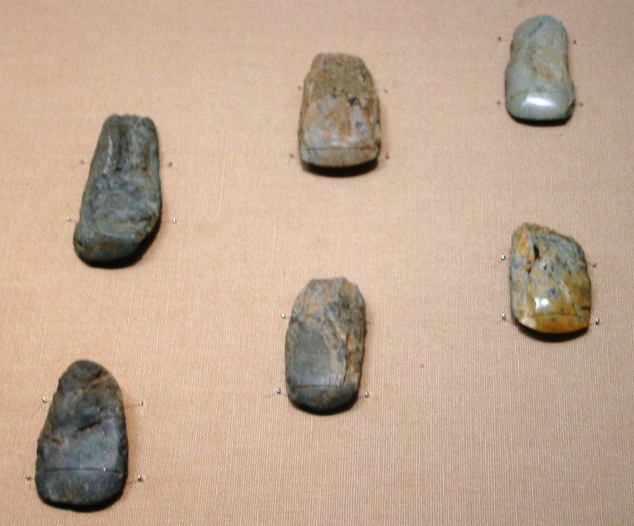
Полированные каменные топоры (около 30 тыс. лет до н. э.). Токийский национальный музей

Поздний палеолит на Японских островах охватывает период с 40-го тысячелетия до н. э. до 12-го тысячелетия до н. э. Иногда его ещё называют «периодом Ивадзюку» (по месту обнаружения в 1949 году первой палеолитической стоянки в префектуре Гумма). Ранее употреблялись термины «период пред-дзёмон» и «докерамический период», но в последнее время они выходят из обихода. Памятники палеолита, открытые только после Второй мировой войны, относительно немногочисленны и нередко их атрибуция вызывает много вопросов.
Среди важнейших находок этого периода — скелет из пещеры Ямасита (датируется около 30 000 годом до н. э.), скелет из пещеры Пиндза-Абу (датируется около 30 000 годом до н. э.) и скелеты «людей Минатогава» (датируются около 15 000 годом до н. э.), обнаруженные на Окинаве. Главными занятиями населения в эпоху палеолита были охота и собирательство. Жителям островов были знакомы каменные топоры и ножи, а также копья в виде заточенных деревянных палок.
Для стоянки Касивадай 1 (Kashiwadai 1) с комплексом микропластинчатой техники калиброванные даты оцениваются в 25 тыс. лет назад. Каменные орудия с позднеплейстоценовой стоянки Ками-Сиратаки 2 (Kamishirataki 2) на острове Хоккайдо имеют сходство с находками с верхнепалеолитической (15,28—16,56 тыс. лет назад) стоянки Куперс-Ферри (Cooper’s Ferry) на реке Салмон (бассейн Колумбии, штат Айдахо, США), что свидетельствует о первоначальном заселении Америки вдоль тихоокеанского побережья.
В конце периода палеолита и в начале периода Дзёмон сформировалось тёплое Цусимское течение, произошло значительное потепление и повышение влажности. Климат Японского архипелага приобрёл черты морского, приближённого к современному. Все эти факторы привели к увеличению снежного покрова, заболачиванию низменностей, разрастанию широколиственных лесов и росту популяции людей, однако исчезли некоторые виды слонов и оленей.

### Период Дзёмон
Период Дзёмон (или японский неолит) охватывает отрезок времени с 12-го тысячелетия до н. э. до III века до н. э. Назван так по типу керамики с верёвочным орнаментом («дзёмон»). Этот термин впервые был употреблён Эдвардом Морсом в 1879 году и получил полное признание в 1937 году благодаря работам Яманоути Сугао, после чего вся хронология периода Дзёмон стала строиться на типологии керамики. Культура Дзёмон, в отличие от всех культур более поздних периодов, была распространена на всём Японском архипелаге от Рюкю до Хоккайдо и Курильских островов. Население занималось собирательством, охотой, речным и морским рыболовством, кое-где одомашнило диких кабанов. Важное значение имело изготовление разнообразной керамики (однако, в отличие от Китая, возникновение гончарного производства не послужило одним из факторов перехода к земледелию). Кроме того, группы охотников и рыболовов, занимавшиеся изготовлением керамики, быстрее переходили к оседлому образу жизни. Возле поселений стали появляться «раковинные кучи», куда жители не только выбрасывали отходы жизнедеятельности, но и в которых хоронили покойников.
Люди периода Дзёмон уже знали серьги, изготовленные из раковин, камня, глины и зубов диких животных, а также браслеты и ожерелья из раковин и камней, гребни из костей, лак уруси, грубую одежду из шкур и примитивной ткани. На севере Японского архипелага охотники стали применять лук и стрелы с каменными и костяными наконечниками, а также различные капканы и силки. Рыбаки среднего периода Дзёмон повсеместно использовали долблёные деревянные лодки, сети из растительных волокон с каменными и керамическими грузилами, костяные крючки и гарпуны, ловушки-загоны для речной ловли. Обитатели побережья, употреблявшие больше белков, имели более крепкое телосложение, чем жители внутренних районов, которые занимались только охотой и собирательством. Кроме того, к этому периоду относятся и глиняные статуэтки догу, имевшие ритуальный характер (большинство — антропоморфные, остальные — зооморфные). Среди догу преобладали своеобразно стилизованные женские изображения с утрированными формами, которые по своему орнаменту и предназначению приближаются к ритуальным керамическим сосудам этой эпохи. Во многих жилищах периода Дзёмон археологи обнаружили тщательно отделанные каменные ступы (исидзара), что свидетельствует о первых шагах в развитии земледелия, и длинные каменные жезлы (сэкибо) неизвестного назначения.
На рубеже 2 — 1-го тысячелетий до н. э. происходит распространение хвойных пород, заменивших характерные для 5 — 3 тысячелетий до н. э. широколиственные вечнозелёные леса (во многих районах архипелага стремительно исчезли некоторые виды дуба, камелии и камфорного дерева). Средняя продолжительность жизни человека периода Дзёмон составляла около 20 лет, и лишь немногие преодолевали 30-летний рубеж. По различным оценкам, в начале периода население Японского архипелага составляло около 20 тыс. человек, в период наибольшего расцвета культуры Дзёмон, пришедшегося на середину периода, оно возросло до 260 тыс. человек, однако к концу периода вследствие кризиса население сократилось до 70 тыс. человек (наиболее сильно кризис проявился в юго-западной части Японии, менее богатой ресурсами, и гораздо слабее затронул приморские поселения).

### Период Яёй
Период Яёй (или японский бронзово-железный век) охватывает отрезок времени с начала III века до н. э. до конца III века н. э. Назван так по специфическому типу керамики, найденному в 1884 году в местности Яёй (современный район Бункё в Токио). С 1896 года понятие «керамика Яёй» прочно вошло в научный обиход. Культура Яёй охватывала ареал от северного Кюсю до Сикоку, юго-западного и центрального Хонсю (первоначальным центром культуры был север Кюсю, откуда она распространялась в северо-восточном направлении и достигла своего расцвета в регионе Кансай), но практически не была представлена на Окинаве, юге Кюсю, севере Хонсю и Хоккайдо. Этот период соответствует появлению на архипелаге протояпонцев (праяпонцев) и их культуры. Масштабные миграции с Корейского полуострова принесли в Японию технику заливного рисоводства, производства бронзы и железа, шёлкоткачество и другие новшества. Согласно некоторым оценкам, население Японских островов на начальном этапе выросло в 3 — 4 раза, а к концу периода Яёй составляло около 3 млн человек.

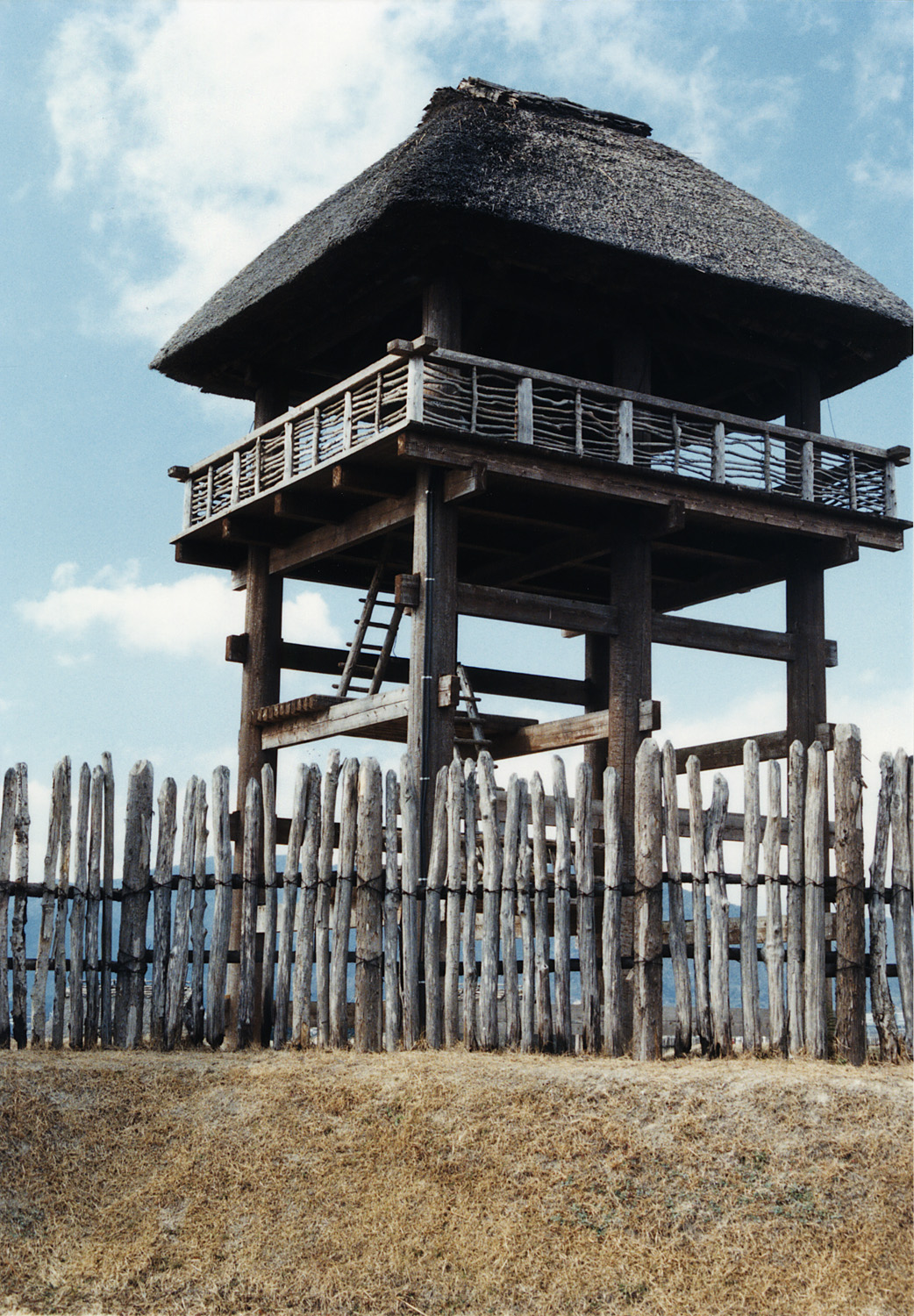
Реконструкция типичного укрепления периода Яёй. Стоянка Ёсиногари, северный Кюсю

Переселенцы, составившие костяк населения культуры Яёй, по антропологическим признакам были близки к обитателям северной Азии (они были несколько выше «человека Дзёмон», имели более вытянутую форму черепа, шире расставленные ноздри, более приплюснутый нос и иную форму зубов). В связи с употреблением пищи с высоким содержанием крахмала (рис, просо, чумиза, гречиха, сладкий батат) у человека культуры Яёй стало больше гнилых зубов. Поселения мигрантов были значительно крупнее, чем поселения периода Дзёмон (существовали даже «суперпоселения» с числом жителей свыше 1,5 тыс. человек), хотя и в них основным типом жилья долгое время были полуземлянки. Поначалу переселенцы не вступали в значительные столкновения с местным населением, осваивая преимущественно малозаселённые земли. Пришельцы и их потомки успешно вовлекали аборигенов в свою систему общественно-хозяйственных связей. Однако, после перехода значительной части населения архипелага к оседлому образу жизни и орошаемому земледелию, в период среднего и позднего Яёй стал наблюдаться рост социального напряжения (участились конфликты за свободные земли и источники воды, поселения стали обноситься изгородью и окружаться рвами с водой).
За пределами культуры Яёй существовали обширные области северного Хонсю и Хоккайдо, где климат не благоприятствовал заливному рисоводству, а богатые рыбные ресурсы не стимулировали переход к другим способам хозяйствования. Южный Кюсю в силу горного рельефа также был не слишком интересен мигрантам-рисоводам (на Рюкю земледельческий уклад начал формироваться лишь в XII веке, а айны, обитавшие на севере Хонсю и позже вытесненные на Хоккайдо, сохраняли традиции первобытного общества ещё в XIX веке).
К концу периода Яёй на Японском архипелаге сформировались три основных хозяйственных уклада (равнинный, прибрежный и горный), три главных хозяйственно-культурных зоны (северо-восточный Хонсю и Хоккайдо, северный Кюсю, юго-западный Хонсю и Сикоку, южный Кюсю и Окинава), четыре главных культурных центра (северный Кюсю, Кансай, Канто и Симане). Кроме того, Китай и Корея утвердились в роли культурных доноров, отчасти под их влиянием сформировались некоторые общие принципы ритуальной практики (сокрытие сакральных предметов) и определились главные священные предметы (зеркала и мечи).

### Период Кофун

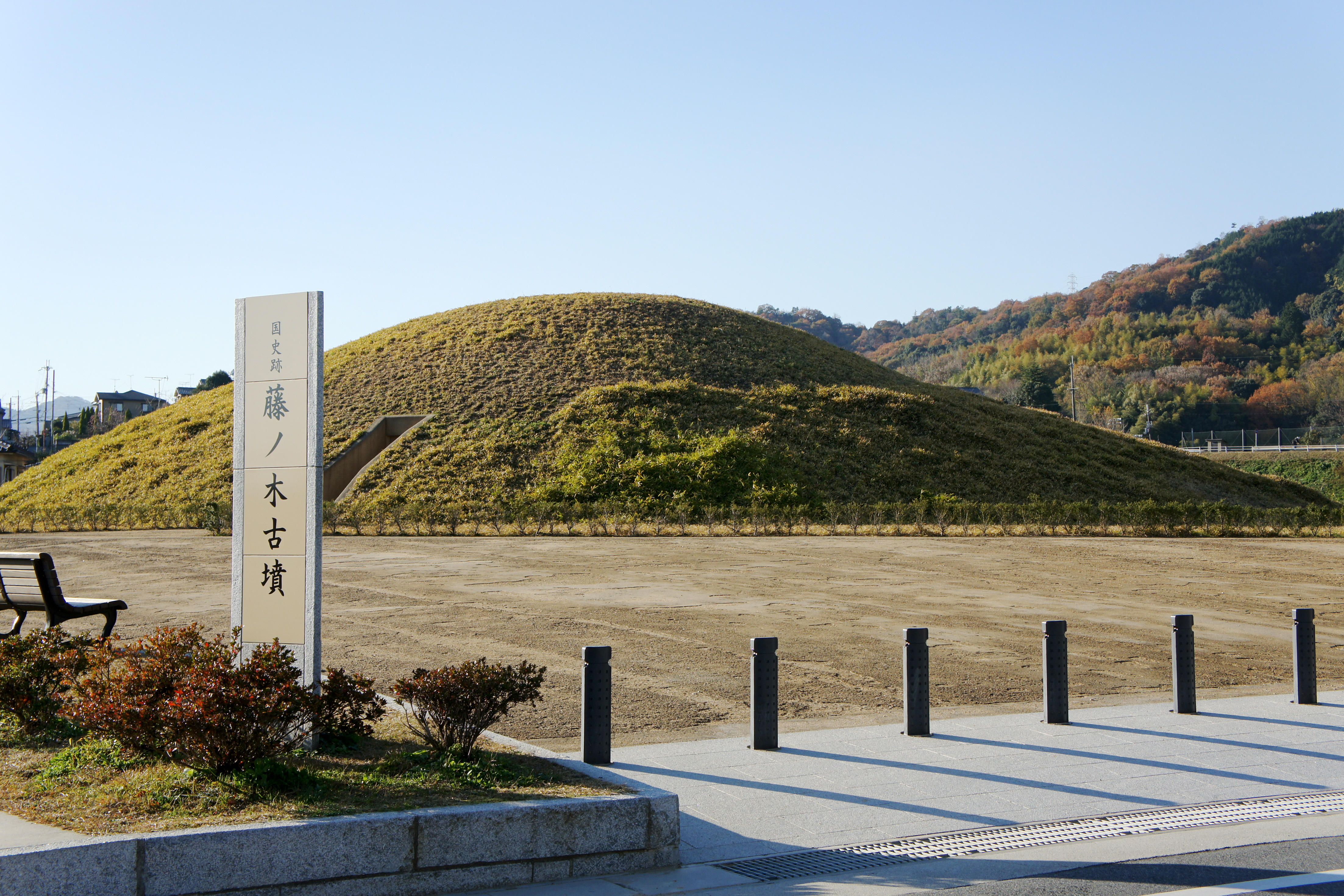
Типичный курган периода Кофун. Префектура Нара

Период Кофун (курганный) охватывает отрезок времени с IV (или со второй половины III века) по конец VI века и назван так по многочисленным погребальным сооружениям курганного типа, которые свидетельствуют о значительной социальной дифференциации (Кофун можно соотнести с началом Древнего мира). Изучение курганов началось в XVII веке и к концу XX века их было открыто более 10 тысяч (крупнейшие курганы, которые причисляют к захоронениям правящего рода, расположены на равнине Нара). Во второй половине XIX века определённые курганы были закреплены за конкретными правителями древности, но это было сделано больше по политическим мотивам, в подавляющем большинстве случаев чисто гипотетически, без серьёзных исследований и подтверждений. Во второй половине периода Кофун произошло окончательное становление родоплеменного государства Ямато, в связи с чем он часто именуется «периодом Ямато». В период Кофун началось распространение буддизма, который в дальнейшем сыграл роль общегосударственной идеологии.

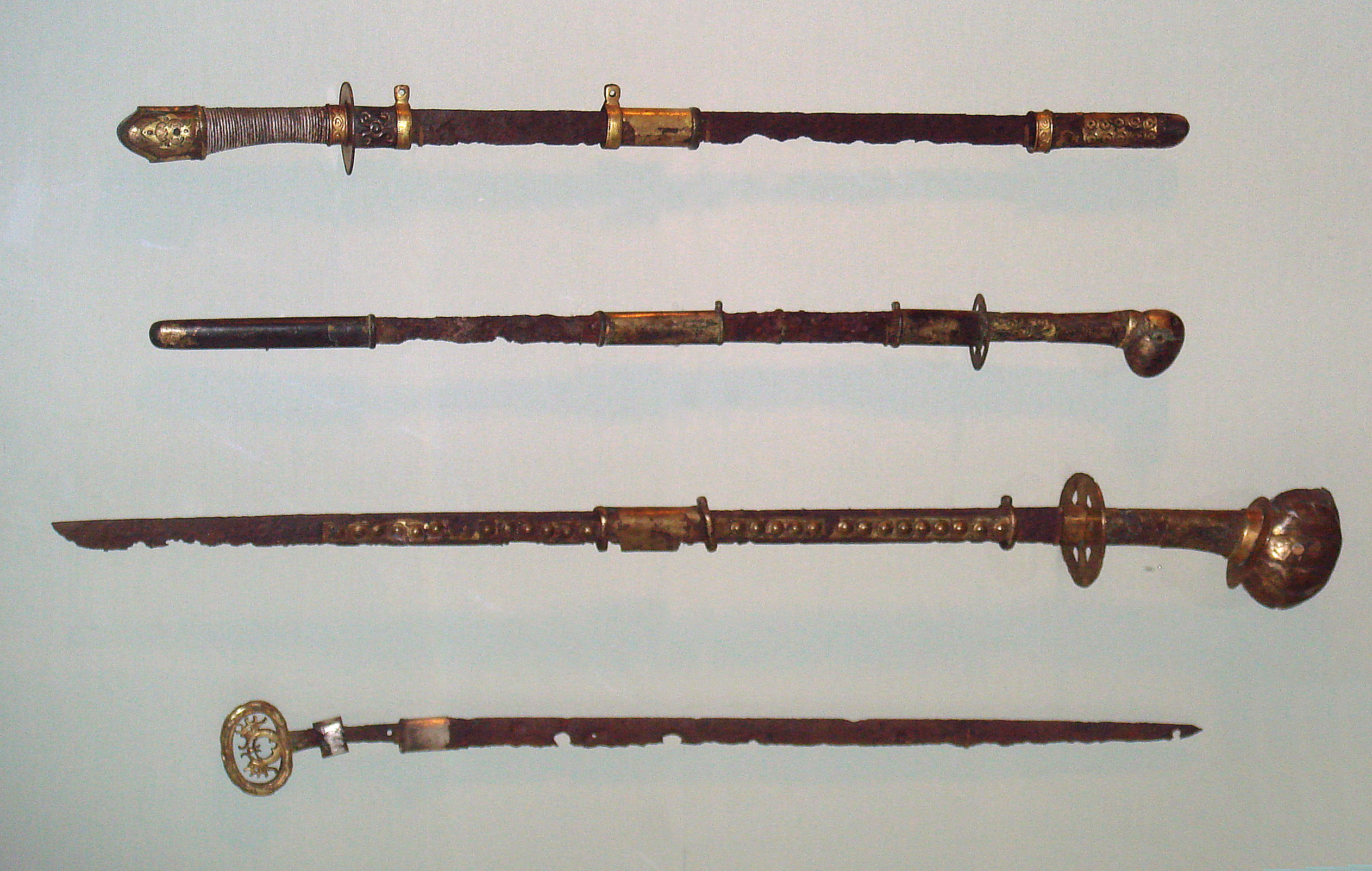
Мечи периода Кофун

Продвижение основных носителей культуры Кофун (переселенцев с Корейского полуострова и их потомков) из северной части Кюсю на равнину Нара сопровождалось распространением курганов и новых погребальных ритуалов, а также вытеснением бронзовых зеркал и колоколов. Строительство огромных курганов свидетельствует о существовании в обществе значительной социальной дифференциации, усилении контроля над массами населения и появлении государственных структур.
Со временем культурным и хозяйственным центром архипелага стало государство Ямато, возникшее на равнине Нара, но север Кюсю, благодаря тесным контактам с материком и наличию месторождений железосодержащего песка, продолжал играть важную роль в экономической и политической жизни Японии. В период Кофун на архипелаге начала распространяться письменность (китайские иероглифы, заимствованные из Кореи), что позволило в дальнейшем изучать историю древней Японии не только по археологическим находкам, но и по сведениям из письменных источников (многие из них в VIII веке были включены в мифологическо-летописные своды).
Во второй половине IV века Ямато установило тесные союзнические отношения с корейским государством Пэкче, которое враждовало с Когурё и Силла (против них правители Ямато даже совершали военные походы). К V веку государство Ямато опиралось на наместников и военачальников, которые представляли или утверждали власть императорского дома в отдалённых провинциях. Символом власти и знаком вступления в должность служил меч, вручавшийся императором чиновнику. К этому времени уже существовала продолжительная традиция преемственности полномочий, которые передавались от отца к сыну. Границы Ямато простирались от равнины Канто на севере до Кюсю на юге, но полного доминирования на этой территории не было. В V веке, в связи с ростом значения морских коммуникаций, политический и экономический центр Ямато переместился на побережье Осакского залива. Однако, несмотря на то, что «царские» курганы теперь стали возводить в областях Идзуми и Кавати, подавляющее большинство правителей продолжали править из своих дворцов на равнине Нара. Большие курганы стали появляться и на периферии, где они символизировали привилегии, которые правящий род даровал своим наместникам или местным правителям, признававшим власть государства Ямато.

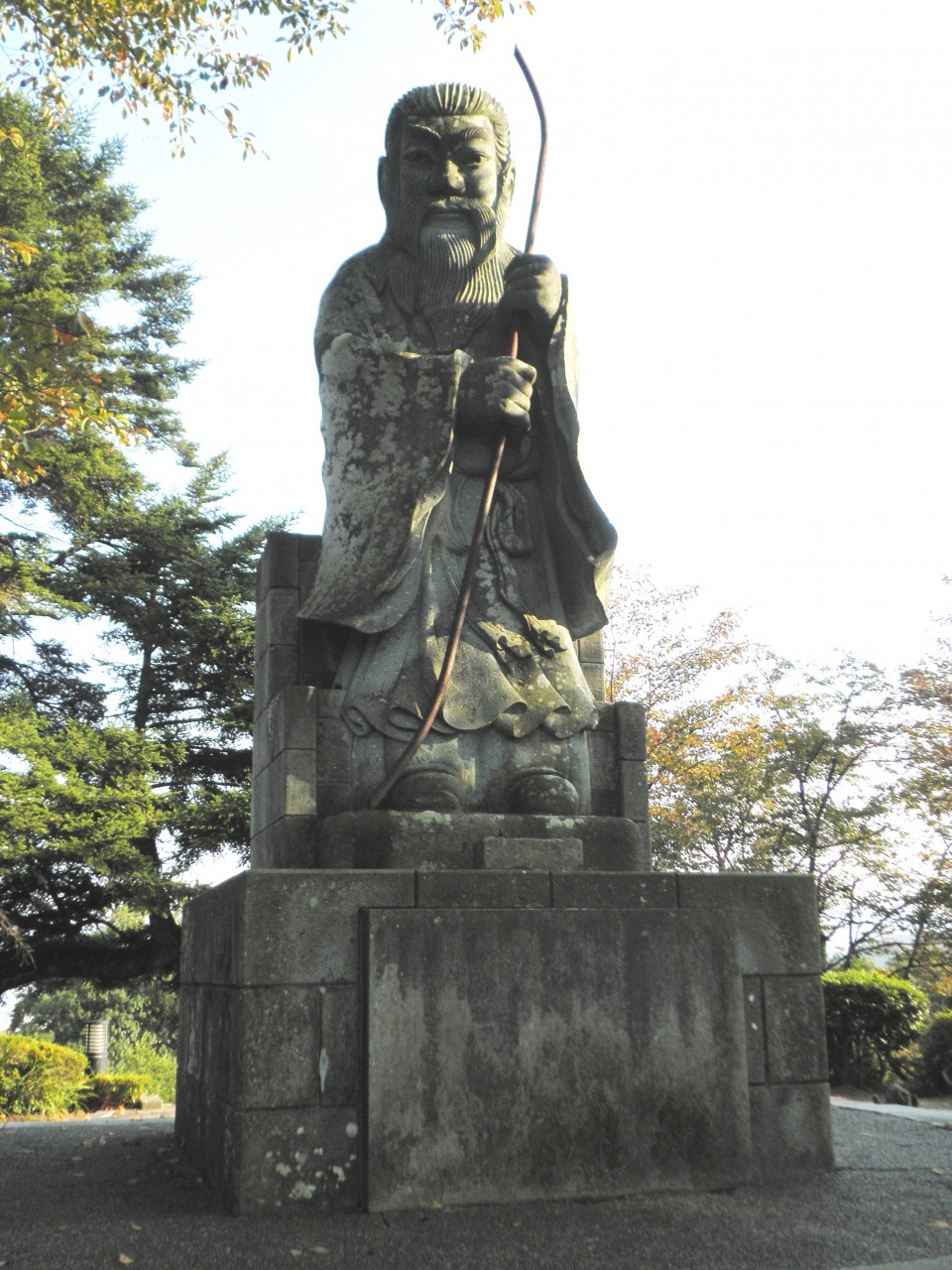
Памятник императору Кэйтаю

На внешней арене Ямато поддерживало тесные связи с Пэкче и Южной Сун, причём временами Пэкче переходило в разряд вассалов Ямато (члены королевской семьи Пэкче, включая наследников трона, содержались при дворе Ямато в качестве заложников, а император Юряку даже просил южносунского императора Шунь-ди поставить его во главе Пекчэ). В начале VI века, после смерти императора Бурэцу, не оставившего наследника, на престол взошёл император Кэйтай — представитель боковой линии правящего рода, основавший новую династию. Он перенёс императорский дворец из района порта Нанива в Иварэ, к подножию горы Мива, где и зародилось государство Ямато (согласно разным версиям, перенос дворца был обусловлен опасениями вторжения со стороны Силла и близостью к владениям усилившегося рода Сога).
Вскоре после смерти императора Кэйтая под ударами войск Силла на юге Корейского полуострова была потеряна земля Мимана (по корейски Имна или Кая), долгое время бывшая данником Ямато. Отчасти это произошло из-за неурядиц в самом государстве Ямато, где правитель северного Кюсю Иваи в 527 году выказал неповиновение японской экспедиции, отправленной для борьбы с Силла (мятеж Иваи был подавлен, но и вторжение в Корею пришлось отложить). Чтобы загладить вину отца, сын Иваи преподнёс императору землю с крестьянами (миякэ) на севере Кюсю, которая стала наследственным владением правителей Ямато (ранее такие домены располагались только на равнине Нара).
Правители Ямато с помощью военной агрессии не оставляли попыток контролировать ситуацию на Корейском полуострове, но регулярно терпели одно поражение за другим. Одновременно всё большее внимание властей сосредотачивалось на строительстве внутренней государственной инфраструктуры. Одним из средств, с помощью которых правители во второй половине VI века стремились обеспечить стабильность в государстве и культурную однородность, был буддизм. Но борьба за доминирование при дворе, усиленная религиозными распрями между сторонниками синтоизма и буддизма, вылилась в междоусобную войну кланов Сога и Мононобэ.

### Период Асука

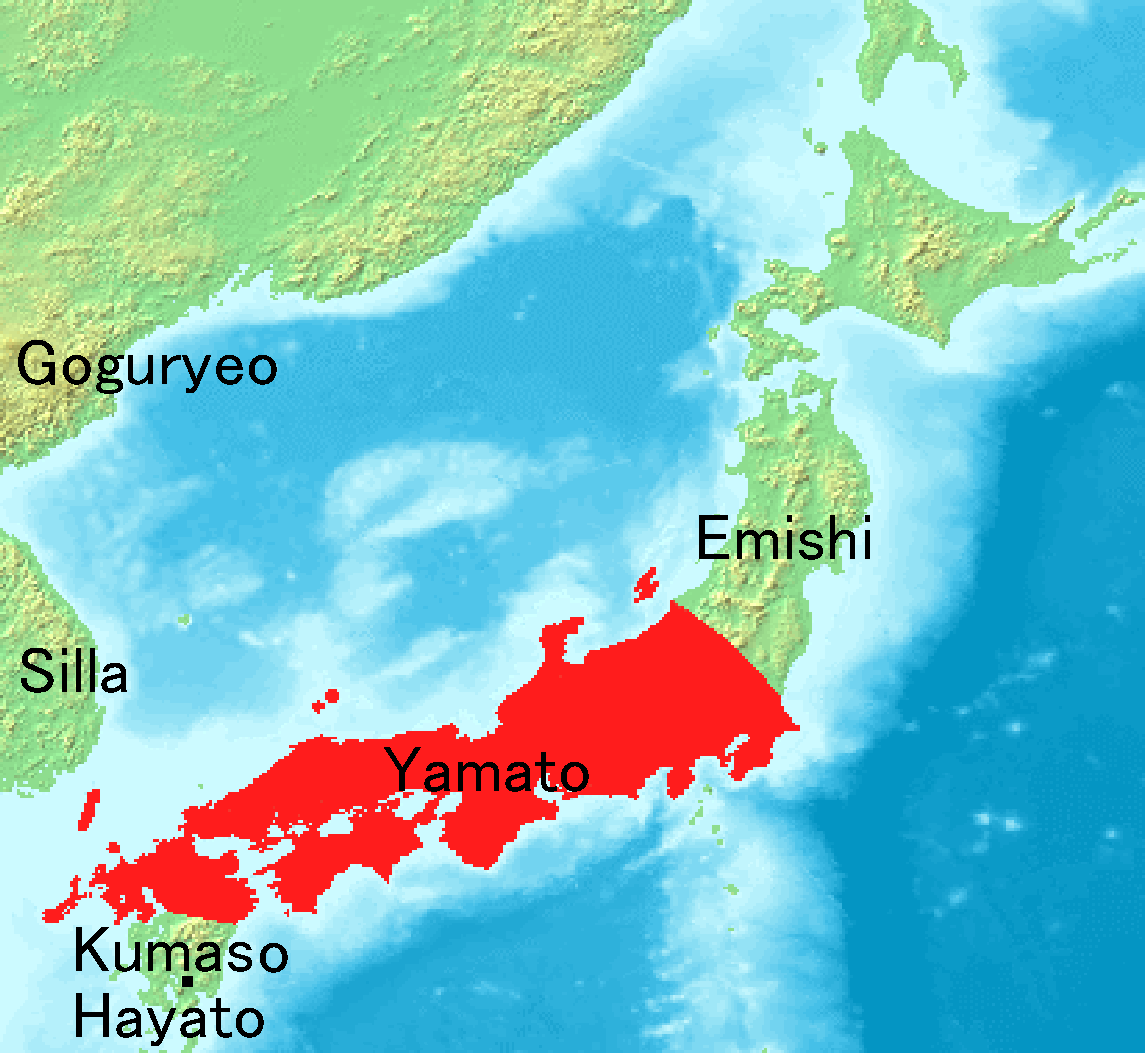
Территория государства Ямато

Период Асука (592—710) назван по местонахождению резиденций правителей Ямато в районе современного села Асука (после воцарения императрицы Суйко в долине реки Асука было построено несколько дворцов и лишь некоторые правители Ямато селились в других местах, в частности в Наниве и Фудзивара-кё). Это период окончательного становления японской государственности, а также грандиозных реформ Тайка, стремившихся превратить Ямато в «цивилизованное» государство на манер китайской империи Тан.
С конца VI века процесс становления государственности шёл особенно быстро. Период Асука был временем грандиозных изменений на Дальнем Востоке, которые влияли на ситуацию в Ямато, а также временем постоянного политического противоборства за различные интересы наиболее влиятельных родов внутри Японии (борьба за возможность возвести на престол своего ставленника сопровождалась чередой заговоров и непрекращающимися дворцовыми интригами). К началу VIII века буддизм стал играть роль составной части государственной идеологии, значительное влияние при дворе приобрёл род Фудзивара, отпочковавшийся от рода синтоистских жрецов Накатоми.
Период создания централизованного государства в Японии совпал с эпохой установления в Китае крепкой верховной власти династий Суй (581—618) и Тан (618—907). Эти династии оказывали большое культурно-политическое влияние на японское общество и стремились поддерживать оживлённые экономические и дипломатические контакты между Китаем и Ямато. Первое японское посольство ко двору Суй было отправлено в 600 году (перед этим японская миссия посетила Китай почти столетие назад, в 502 году), после чего страны регулярно обменивались посольствами. Дипломаты привозили на архипелаг важную информацию, касавшуюся организации государственного аппарата, землепользования, образования и налогообложения. Кроме посольств, в Китай и Корею на обучение отправлялись чиновники и буддийские монахи.

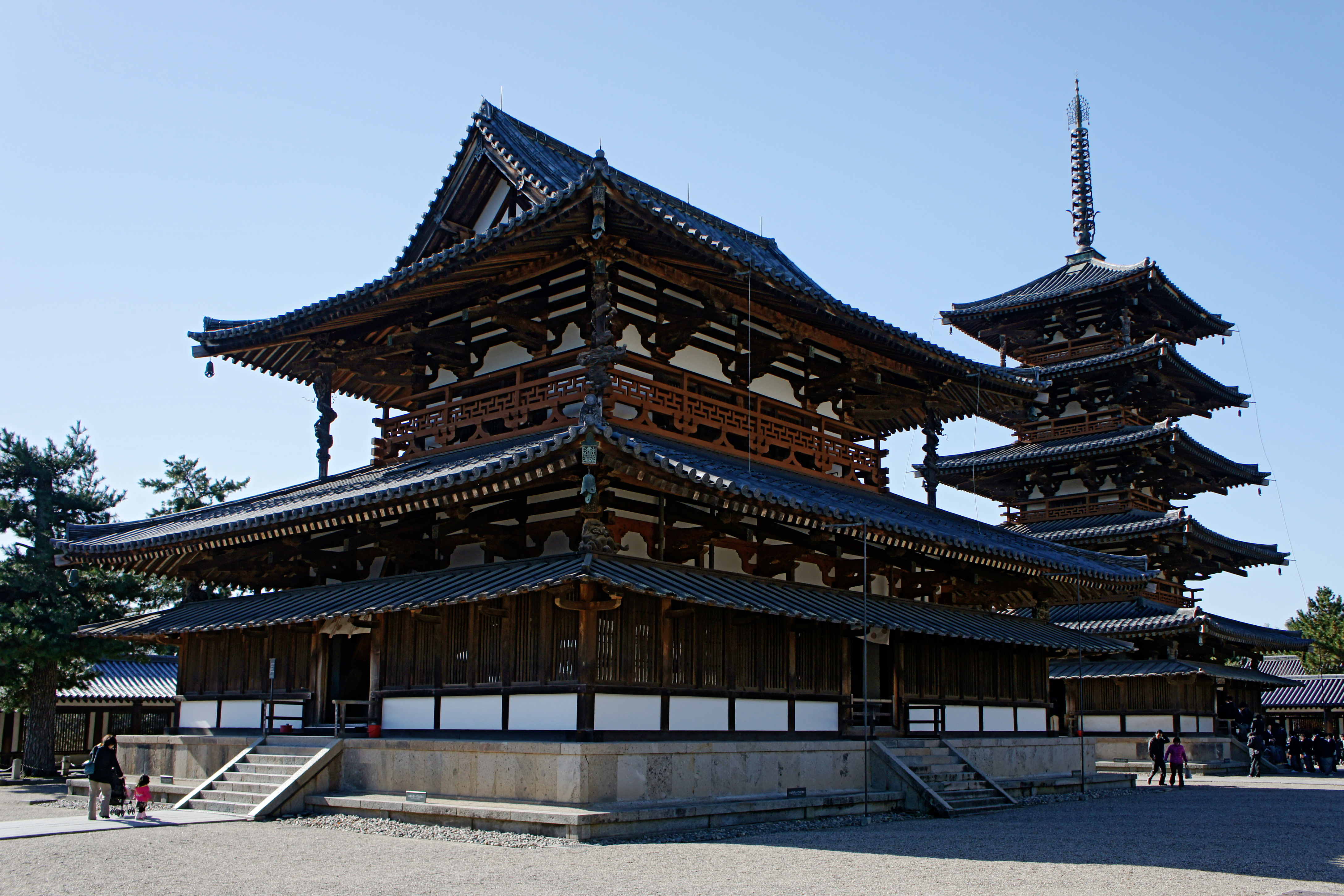
Буддийский храм Хорю-дзи в префектуре Нара

Не теряло государство Ямато активности и на Корейском полуострове. В 598 году правитель Силла откупился данью от военной экспедиции Ямато, но в 600 году японские войска вынудили Силла уступить ряд территорий и выплачивать ежегодную дань. В 660 году объединённая армия Силла и Тан разгромила союзное Ямато государство Пэкче. В ответ Ямато направило в Корею экспедиционный корпус численностью 27 тыс. человек, который успешно действовал до поражения японского флота в устье реки Пэккан (663 год). После этого японские войска и остатки армии Пэкче были эвакуированы на Японские острова, а Ямато практически утратило своё влияние на Корейском полуострове (это поражение открыло глаза правителям Ямато на то, что без коренных внутренних реформ японцы не смогут конкурировать с танским Китаем). В 668 году китайско-корейские силы покорили и Когурё, в 676 году танские войска были изгнаны из Кореи, земли которой были объединены под эгидой государства Силла. Поначалу Силла и Ямато сблизились, особенно при императоре Тэмму, но позже их отношения охладели (при императрице Дзито и её племяннике, императоре Момму). Правители Ямато отказались от активной внешней политики и стали опасаться вторжения со стороны Кореи и Китая, укрепляя японское побережье крепостями и сторожевыми постами, особенно на Кюсю.

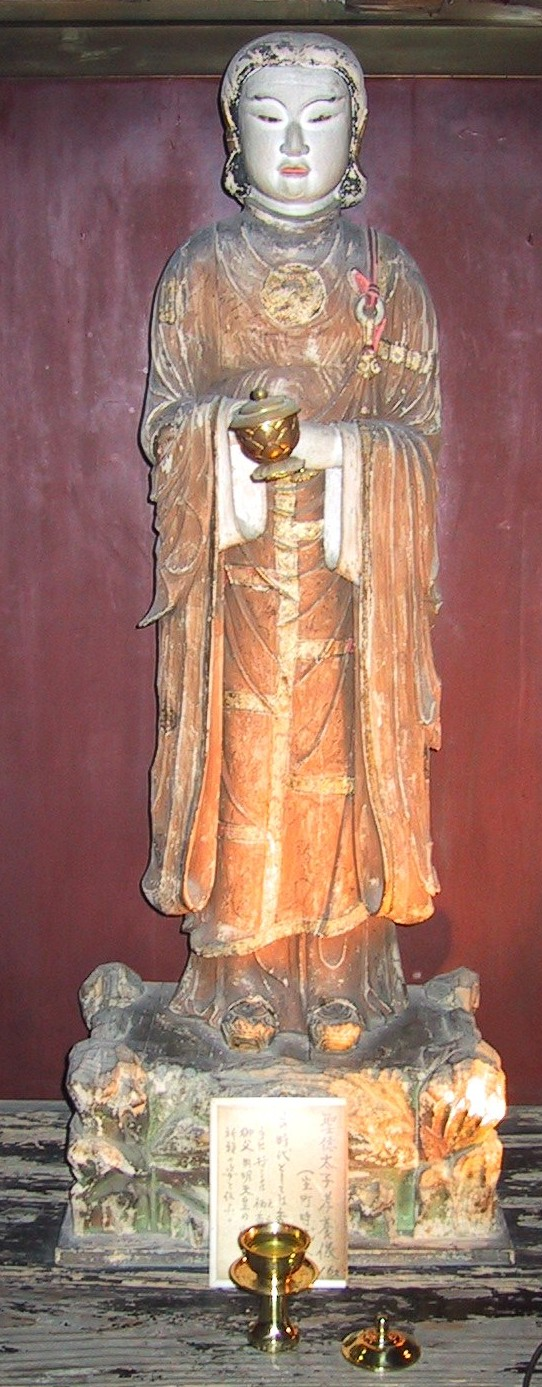
Скульптура принца Сётоку

Влияние рода Сога зиждилось не только на тесных родственных отношениях с правящим домом. Сога смогли поставить под свой контроль многочисленных переселенцев из Кореи и Китая, которые селились вокруг владений рода и дворцов правителей Ямато, а также активно вливались в состав государственного аппарата. В 592 году в результате заговора, организованного родом Сога при поддержке китайских переселенцев из мощного рода Ямато-но Ая (буквально — «ханьцы Ямато»), был убит император Сусюн, а на престол возведена его родная сестра Суйко. Фактическая власть в Ямато оказалась в руках племянника Суйко — принца Сётоку и её дяди Сога-но Умако.
После смерти Суйко (628 год) Сога-но Эмиси поспособствовал тому, чтобы престол занял император Дзёмэй. После его кончины в 641 году при поддержке Сога-но Ирука (который уничтожил основного претендента на трон — принца Ямасиро-но Оэ, сына Сётоку) на престол взошла императрица Когёку. Конкуренты Сога сочли претензии рода на власть неприемлемыми и в 645 году принц Нака-но Оэ (сын Дзёмэя) на глазах у Когёку убил Сога-но Ирука. Влиятельный Сога-но Эмиси, не успевший собрать достаточно сильное войско, покончил с собой, Когёку была вынуждена отречься от престола, а её место занял младший брат Нака-но Оэ — император Котоку, начавший реформы Тайка («Великие перемены»). Род Сога потерял своё былое влияние, а при императоре Тэмму стал называться Исикава.
После смерти императора Тэндзи в 672 году разгорелась кровопролитная междоусобная война («смута года дзинсин»). Престол занял сын покойного — император Кобун (бывший принц Отомо, занимавший должность дайдзё-дайдзин), но ему противостояла группировка принца Оама, младшего брата Тэндзи. В ходе войны, продолжавшейся около месяца, Кобун потерпел поражение и покончил жизнь самоубийством. После того, как на трон под именем Тэмму взошёл принц Оама, оформилось ядро «новой» знати, прошедшей войну и лично преданной императору. Костяк этой знати составляли роды, которые были недовольны ущемлением своих наследственных прав в результате реформ Тайка (провинциальная знать и часть старой аристократии, лишившиеся многих привилегий). Тэмму пожаловал высокие титулы всем родам, отличившимся во время войны, а родам, которые не поддержали будущего императора, лишь сохранил старые титулы. Таким образом, выходцы из сравнительно молодых родов возвысились над представителями старой аристократии и получили доступ к среднему звену «служилой знати». Играя на противоречиях внутри правящей элиты, Тэмму укрепил свои позиции и продолжил политику реформ, направленных на создание централизованного государства.
В правление Тэмму изменился и титул правителя. Если ранее его называли окими (японское прочтение китайских иероглифов «великий ван»), то с последней четверти VII века — тэнно (китайский астрологический термин «тяньхуан», обозначавший «Небесного владыку» или же Полярную звезду; в Японии данный термин понимался прежде всего как «сын Неба»). Обозначение страны как «Поднебесная», а правителя — как «сын Неба», должно было указывать на одинаковый статус императоров Японии и Китая.

### Период Нара

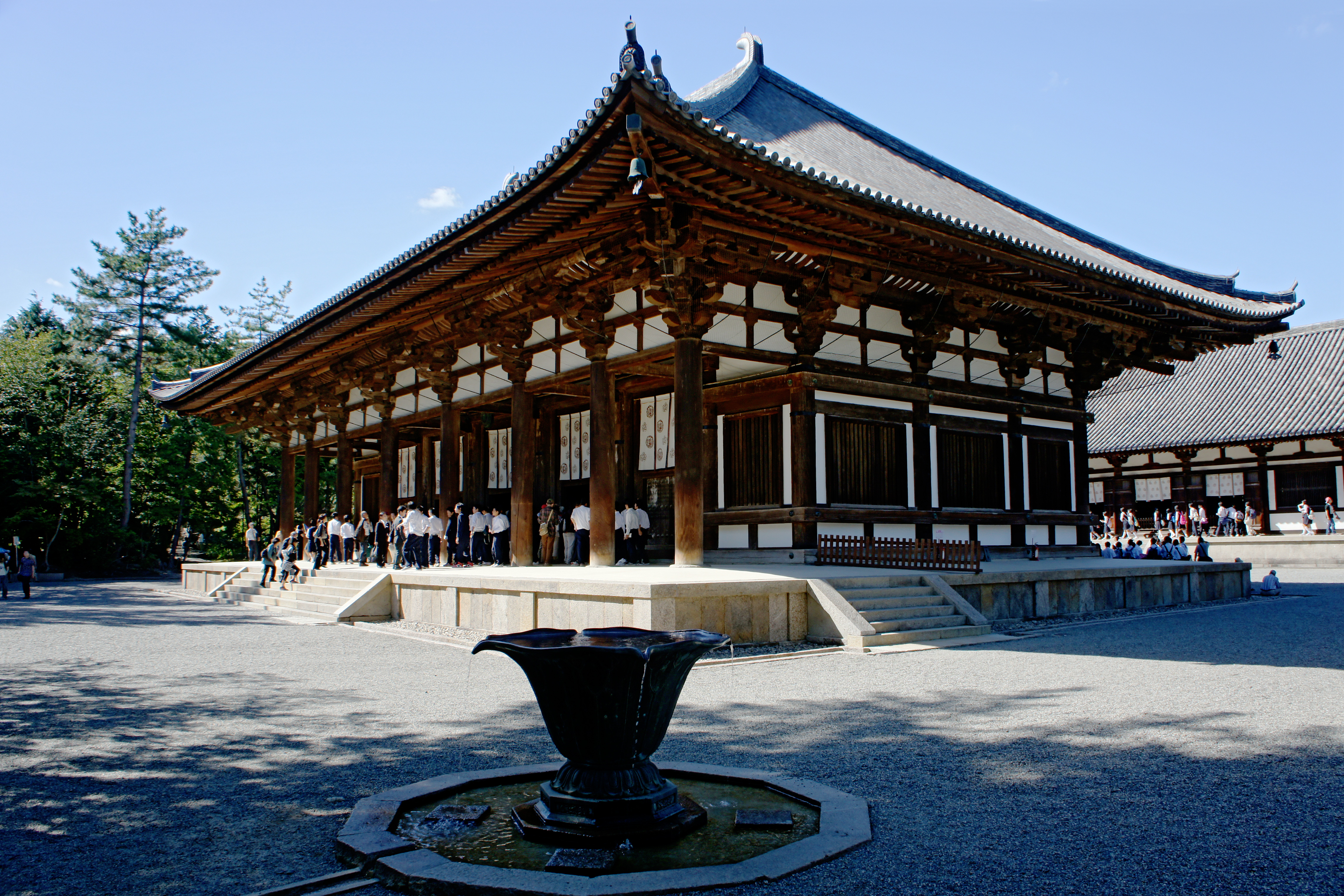
Буддийский храм Тосёдай-дзи в Наре

Период Нара (710—794) назван по местонахождению первой по-настоящему постоянной столицы Японии в городе Нара (также к нему обычно приплюсовывают ещё десятилетие, когда двор находился в Нагаока-кё). В этот период название страны было изменено на Нихон («там, откуда восходит солнце» или более привычное нам «страна восходящего солнца»), появились первые письменные памятники — мифологическо-летописные своды «Кодзики» и «Нихон сёки», было введено денежное обращение и распространилось частное землевладение. В результате активного строительства государства централизованного типа в соответствии со сводами законов вторая половина VII века, период Нара и начало следующего периода Хэйан часто именуются «Рицурё кокка» («государство законов» или «государство, основанное на законах»). Формирование японской государственности сопровождалось созданием официальной идеологии, основанной на традиционном синтоизме и импортированных с континента буддизме, конфуцианстве и китайских общественно-политических концепциях (в результате получился сложный конгломерат идей и представлений местного и зарубежного происхождения). К концу VIII века общая численность населения архипелага составляла около 6 млн человек.
Формирование государства шло по танскому образцу, а корейское влияние практически сошло на нет. Желание подражать Китаю проявлялось во всех областях: идеологии, структуре власти, административном делении, землепользовании, письменности, архитектуре и т. д. Однако, в результате влияния местных политических и культурных традиций, вносивших коррективы во все инициативы центральной власти, сформировалось общество, кардинально отличавшееся от китайского. Централизованное государство опиралось не на чиновников, отобранных по профессиональным качествам, как это практиковалось в Китае, а на родовую аристократию, которая сохранила влияние на всех уровнях бюрократического аппарата.

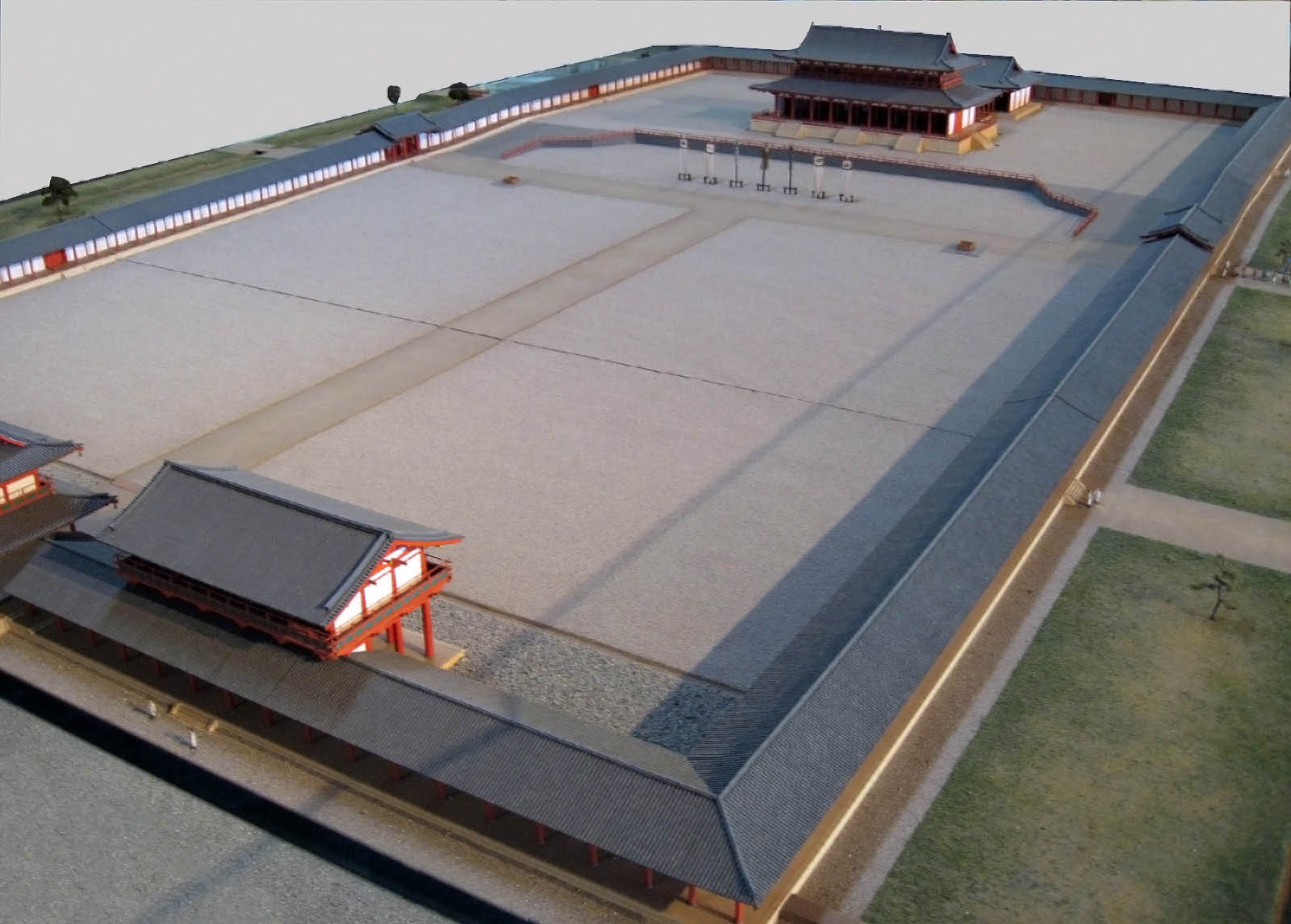
Модель императорского дворца в Наре

Важнейшим и наиболее грандиозным проектом периода Нара было строительство новой столицы, в которой, согласно разным оценкам, проживало от 100 до 200 тыс. человек. Это были чиновники с семьями (до 40 тыс. человек), ремесленники, монахи, военные и крестьяне. Большую прослойку составляли приезжие — провинциальные чиновники, прибывавшие по делам, а также крестьяне, стекавшиеся на стройки, для службы в армии или просто в поисках работы и пособий. На территории дворца проживал император, его старшая и многочисленные младшие жёны, служанки, набираемые из семей уездной знати и влиятельных родов района Кинай. Также в столице, недалеко от дворцового комплекса, обитали братья и сёстры императора с семьями и около 150 семей высшей аристократии.
Среди японской элиты шла постоянная борьба за место в политической иерархии, которое открывало доступ к землям и налоговым поступлениям. Из-за отсутствия прописанного в законе порядка престолонаследия влиятельные роды и придворные группировки пытались утвердить на престоле своих ставленников. Их широкий круг объяснялся существовавшей полигамией, что приводило к тому, что на трон претендовали десятки людей с формально одинаковыми правами. В конце периода Асука и на протяжении периода Нара широкое распространение получило отречение от престола в пользу одного из родственников (в 697 году императрица Дзито уступила трон племяннику Момму; после смерти в 707 году императора Момму в нарушение всех традиций трон заняла его мать Гэммэй; в 715 году Гэммэй отреклась от престола в пользу своей незамужней дочери Гэнсё; в 724 году императрица Гэнсё отреклась от престола в пользу Сёму, сына Момму; в 749 году Сёму отрёкся от престола в пользу своей дочери Кокэн, а та в 758 году — в пользу Дзюннина). После оттеснения рода Сога за монополию на «поставку» невест для императорского дома соперничали несколько влиятельных кланов, имевших прочные позиции при дворе и родственные связи с правящим родом (Фудзивара, Киёхара, Татибана, Ки и Миёси).

Камон рода Фудзивара

В начале VIII века начало формироваться политическое доминирование в придворных делах рода Фудзивара, представители которого принимали активное участие в управлении страной, в составлении законодательных сводов и исторических хроник. Фамилия Фудзивара в 669 году была дарована императором Тэндзи аристократу Накатоми-но Каматари, который участвовал в заговоре против рода Сога. Постепенно род Фудзивара стал основным «поставщиком» невест для правящего рода, а дяди по материнской линии традиционно имели значительное влияние на своих племянников. Начало этому положил сын Катамари Фухито, ставший удайдзином. Двух своих дочерей он выдал замуж за императоров Момму и Сёму, а четверо его сыновей заняли высокие чиновничьи ранги. Сам род не был монолитен, внутри него существовали различные группировки со своими интересами. Так, четверо сыновей Фухито положили начало четырём основным кланам рода Фудзивара: «южному» («нанкэ»), «северному» («хоккэ»), «церемониальному» («сикикэ») и «столичному» («кёкэ»).
В 729 году четверо братьев Фудзивара обвинили в подготовке заговора принца Нагая (сына Момму и их сестры), занимавшего пост садайдзина. Они вынудили Нагая и всю его семью совершить самоубийство, таким образом избавившись от конкурентов в борьбе за престол. В 737 году все четверо братьев, входивших в состав дайдзёкана, умерли от эпидемии оспы, после чего ведущее положение при дворе занял представитель рода Татибана (при нём членом дайдзёкана был лишь один выходец из рода Фудзивара). В результате придворных интриг Киби-но Макиби, Татибана-но Мороэ и монаха Гэмбо один из внуков Фухито, Фудзивара-но Хироцугу, был отправлен на Кюсю, где в 740 году поднял мятеж. Через два месяца 17-тысячная армия, мобилизованная со всех провинций, разбила отряды Хироцугу, который попал в плен и был казнён. После этого возглавляемый им клан «сикикэ» пришёл в упадок, а позиции рода Фудзивара при дворе вновь ослабли.

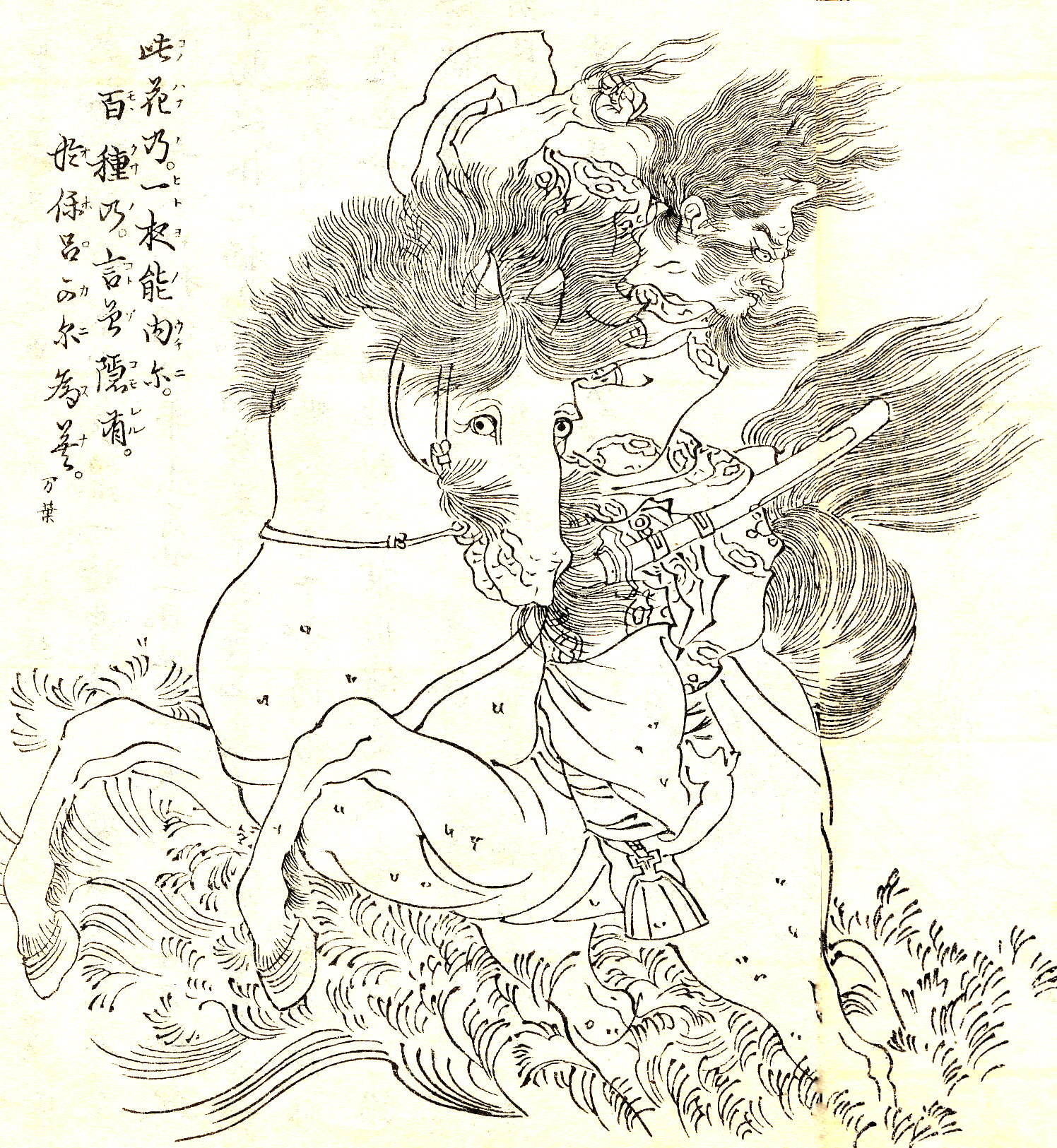
Фудзивара-но Хироцугу

Вскоре на первый план выдвинулся клан «нанкэ», возглавляемый другим внуком Фухито — Фудзивара-но Накамаро. Он возвысился в последние годы правления императора Сёму, но особое влияние приобрёл в правление Кокэн и Дзюннин (был зятем последнего). Фактически Кокэн контролировала её мать Комё, бывшая супруга Сёму и тётка Накаморо. В 757 году был раскрыт заговор против клана «нанкэ», организованный родом Татибана (во главе него стояли Татибана-но Нарамаро, сын Мороэ, а также принц Фунадо и Отомо-но Комаро), после чего Накамаро фактически захватил всю полноту власти. Он собирал налоги от своего имени, чеканил собственную монету, занял пост дайдзё-дайдзина и даже стал именоваться Эми-но Осикацу, присвоив себе, таким образом, привилегию императора табуировать прижизненное имя.
В 761 году интересы Фудзивара-но Накамаро нарушил придворный монах Докё, выходец из провинциального рода Югэ. Этот целитель не только излечил бывшую императрицу Кокэн, но и стал её фаворитом. Принявшая монашество Кокэн вступила в борьбу с императором Дзюннином и в 764 году разбила в сражении верные ему войска. Фудзивара-но Накамаро был убит, Дзюннин — отправлен в ссылку, где через несколько дней скончался при таинственных обстоятельствах, а Кокэн вторично взошла на трон под именем императрицы Сётоку. Для Докё были введены специальные титулы — дайдзё дайдзин-дзэндзи («великий министр-монах») и хоо («повелитель дхармы»).
Сётоку и Докё всячески способствовали дальнейшему распространению буддизма в Японии. Для ритуального очищения от скверны, вызванной мятежом Фудзивара-но Накаморо, правители повелели вырезать из дерева 1 млн моделей пагод. В 766 году, в честь обнаружения в храме Суми-дэра мощей Будды, Сётоку пожаловала Докё новый титул — «император закона Будды». В 769 году в столице распространился слух, что синтоистский бог Хатиман из храма Уса на Кюсю желает, чтобы Докё стал императором. Но посланник Сётоку вернулся с Кюсю от оракула с абсолютно противоположным ответом. Докё не возобновлял своих претензий на престол, однако сумел сохранить влияние на императрицу. После смерти Сётоку в 770 году новый император Конин изгнал Докё в отдалённый храм, где тот и скончался через два года.

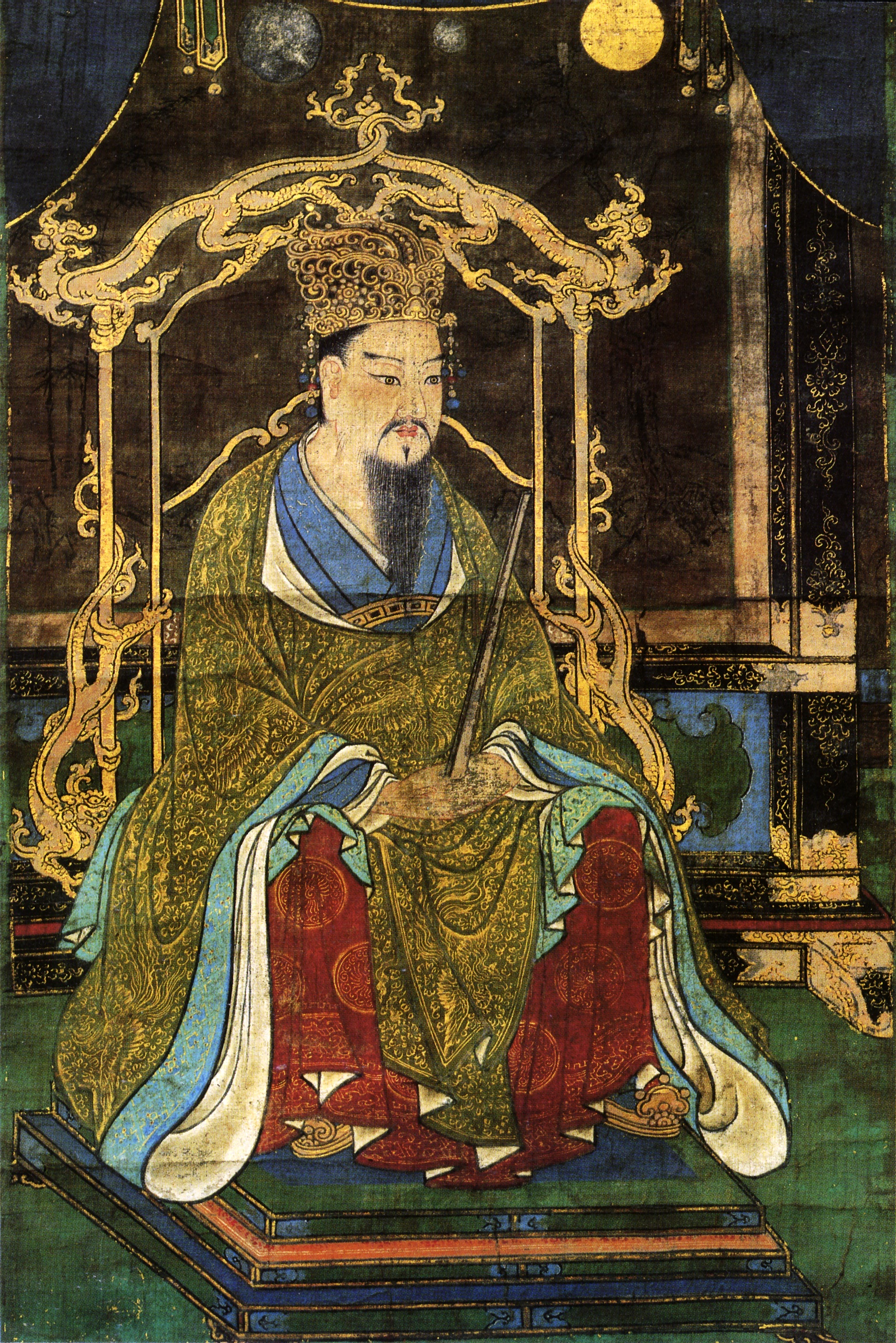
Портрет императора Камму. XVI век

Недовольство действиями Докё привело к тому, что Конин изменил прежний нэнго, что считалось недопустимым с точки зрения императорской этики, прекратил государственную поддержку буддийских храмов и ужесточил контроль над пострижением в монахи. При дворе усилилось негативное отношение к буддистам и иностранцам, а правящая элита вновь повернулась в сторону синтоизма, осознав, что он является гарантом её наследственных привилегий. В 781 году при поддержке Фудзивара-но Момокава на японский престол взошёл старший сын Конина Камму (его матерью была наследница корейского иммигрантского рода Такано, который вёл своё происхождение от королевской семьи Пэкче). Новый император начал целый ряд кардинальных преобразований, направленных на укрепление государственной власти, и достиг значительной самостоятельности в принятии решений.
В 784 году императорский двор переехал в новую столицу Нагаока-кё, однако в 785 году был убит Фудзивара-но Танэцугу — императорский фаворит, ответственный за строительство города. За причастность к этому заговору от двора был отлучён принц Савара, неожиданно умерший в ссылке. В 794 году двор был перенесён в провинцию Ямасиро, где под руководством Вакэ-но Киёмаро и была построена новая столица — Хэйан-кё («столица мира и спокойствия»).
Внешняя политика Японии в период Нара переориентировалась от вмешательства в дела государств Корейского полуострова в сторону некоторой самоизоляции. Так как Япония, в отличие от Силла, не приняла практики получения от танского императора печати, которой он удостоверял легитимность вассального правителя, отношение Китая к Японии было достаточно прохладным. Посольства, направлявшиеся в танский Китай, Силла и Бохай, не только встречались с правителями этих государств, но и собирали различную информацию. Обычно дипломаты из посольств пребывали в Китае 3 — 4 года, иногда — до 10 лет, а буддийские монахи — от 10 до 20 лет. Численность посольств колебалась от 100 до 600 человек: дипломаты, которых возглавлял чиновник 4-го ранга, врачи, фармацевты, астрологи, ремесленники, писари, знавшие китайский, монахи и члены экипажей кораблей. В среднем Китай по официальным каналам посещало 30 — 40 человек в год.

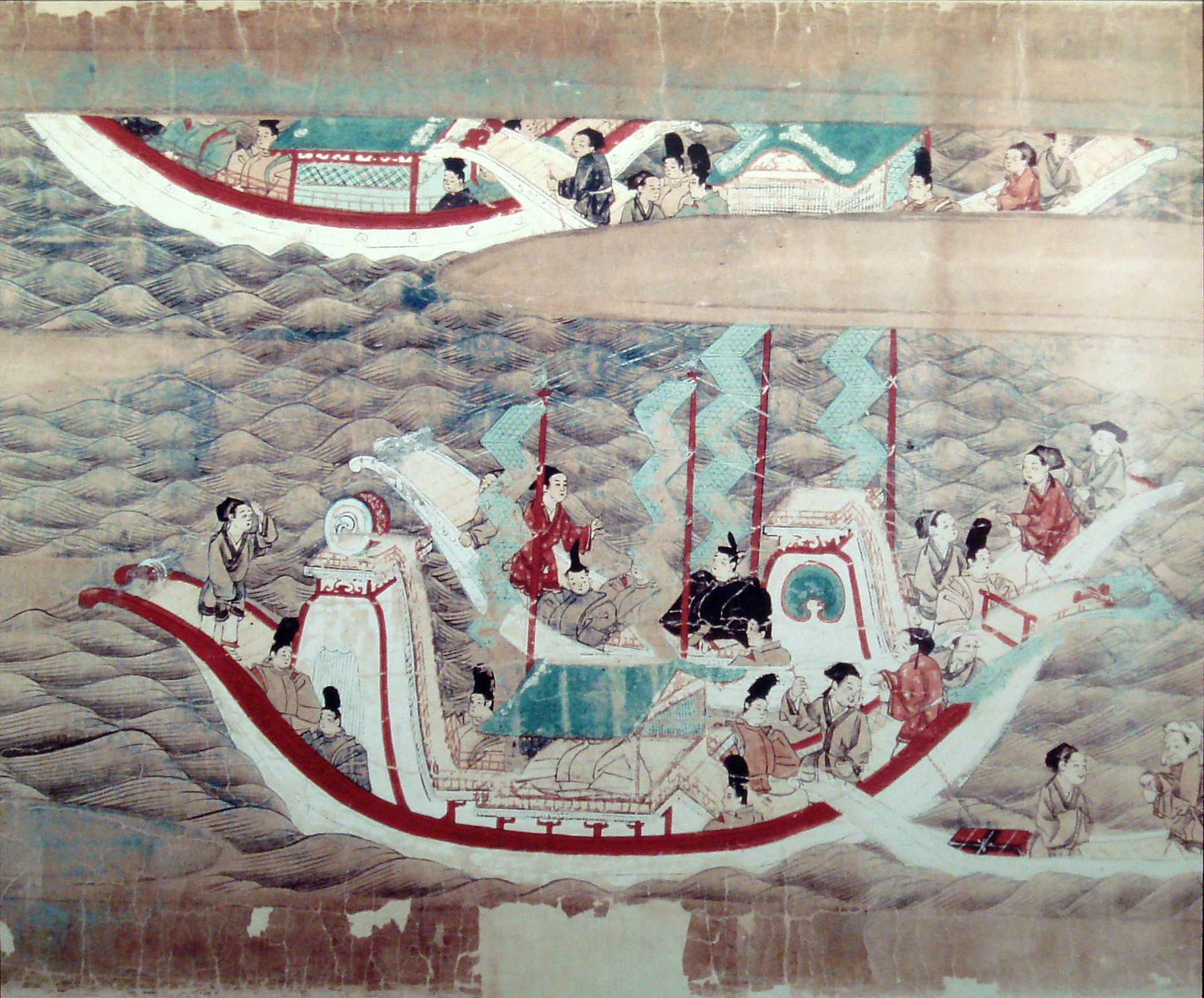
Японское посольство, следующее в танский Китай. Рисунок VIII—IX веков

Отношения с Объединённым Силла, которое Япония продолжала считать своим вассалом, в первой трети VIII века носили более интенсивный характер, чем с танским Китаем. Однако во время посольств 732 и 735 годов Силла отказалась платить дань и заявила о своей независимости. В ответ на это Япония стала планировать масштабное вооружённое вторжение на Корейский полуостров, чему помешало лишь отстранение от власти Фудзивара-но Накаморо. После того, как Китай признал Силла, официальные силланско-японские отношения сошли на нет и после 779 года фактически прекратились.
В 727 году в Японию прибыло первое посольство государства Бохай, принятое императором Сёму (как и Силла, японцы считали Бохай своим вассалом). Поначалу Бохай, часто конфликтовавшее с Силла и Китаем, пыталось превратить Японию в своего союзника, однако со второй половины VIII века их отношения перешли на уровень торговли и церемоний (бохайские посольства везли меха, женьшень и мёд, а японские — шёлк и лаковые изделия). После смерти Сётоку (770 год) Япония ограничила свою активность на международной арене, особенно в отношении Силла и Китая, и взяла курс на самоизоляцию. Единственным государством, с которым Япония продолжала поддерживать контакты через посольства, оставалось Бохай. Внешняя торговля ограничивалась импортом предметов роскоши; японцев больше интересовали заимствованные с материка идеи и знания, а не готовые товары.

### Период Хэйан

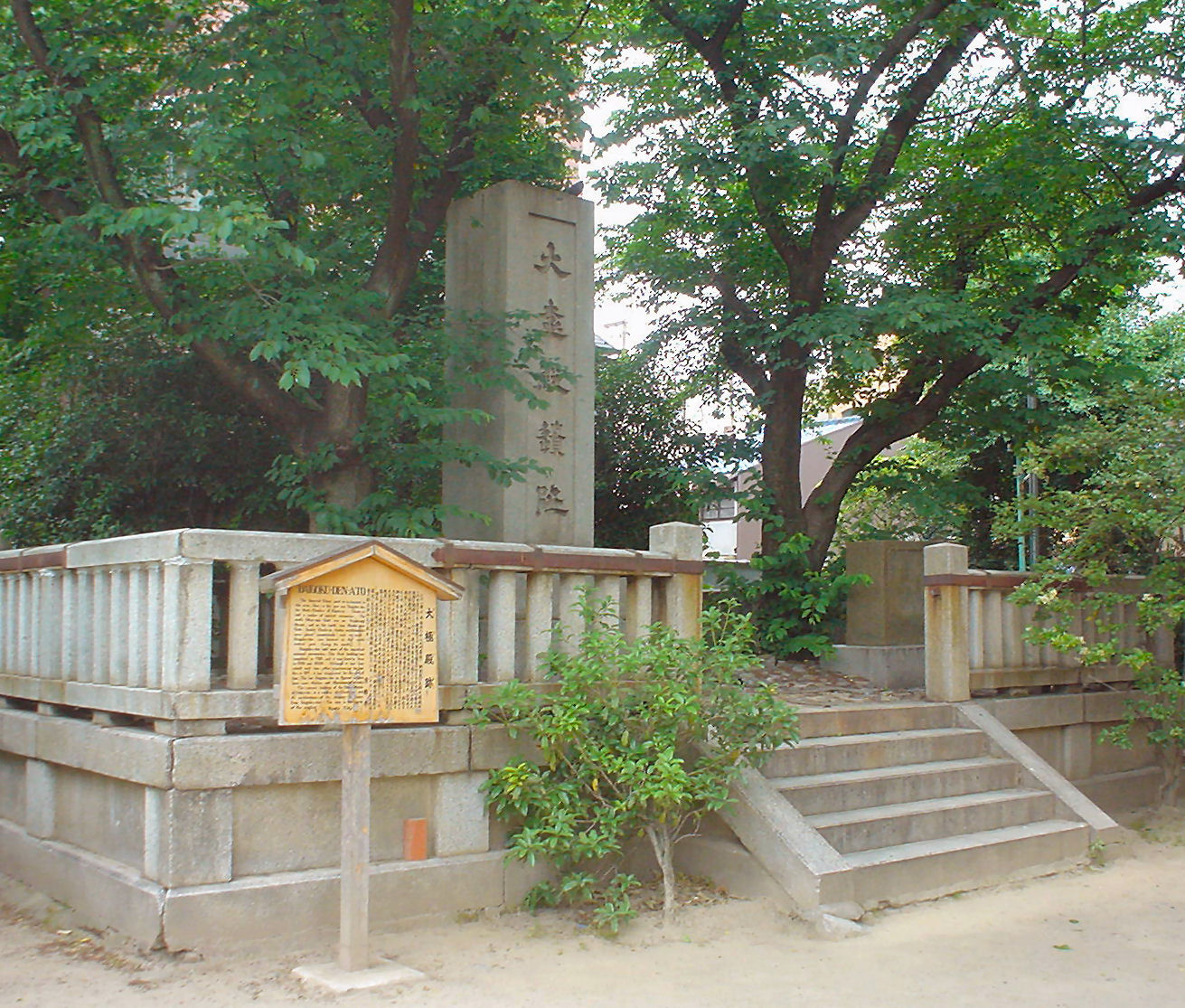
Памятная стела, установленная в Киото на месте бывшего императорского дворца

Период Хэйан (794—1185) назван по местонахождению новой столицы — Хэйан-кё (современный Киото). В этот период проявились тенденции упадка централизованной государственной власти и роста частных владений (сёэн), сложилась система вассальных отношений и возникла блестящая аристократическая культура, были созданы многочисленные литературные произведения и выдающиеся памятники архитектуры. Несмотря на все усилия центральных властей, надельная система землепользования (хандэн), а за ней и вся система «государства рицурё» полностью разрушились. Таким образом, период Хэйан стал временем становления в Японии раннефеодального общества. В связи с доминированием рода Фудзивара вторую половину периода Хэйан часто именуют «периодом Фудзивара».
В начале периода Хэйан население Японии составляло 5,5 — 6 млн человек. Император Камму продолжил деятельность своего отца по расширению границ страны на северо-восток и в 789, 794 и 801 годах посылал войска против эмиси. В первом походе императорская армия потерпела поражение от военачальника эмиси Атэруи, потеряв более тысячи человек, но в 801 году под командованием Саканоуэ-но Тамурамаро смогла продвинуться вглубь провинции Муцу, закрепившись на реке Китаками.

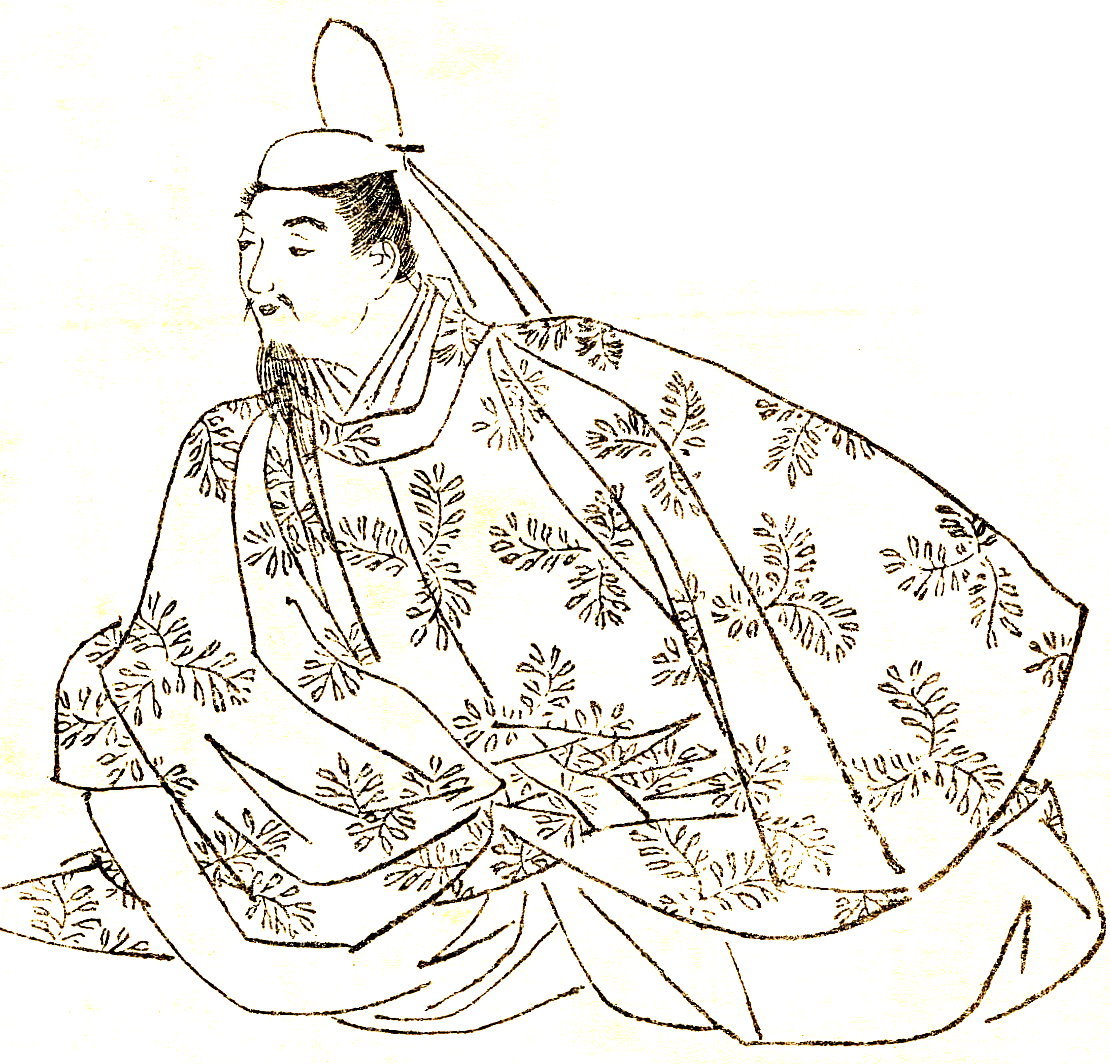
Фудзивара-но Ёсифуса. Рисунок Кикути Ёсая

В разветвлённом роде Фудзивара к власти допускались представители только определённых кланов, приближённых к правящей ветви (сэкканкэ). Все остальные кланы постепенно отдалялись от основной ветви и нередко основывали самостоятельные рода (например, Кандзюдзи, Накамикадо или Канъин). К середине IX века наибольшей силой при дворе обладал клан хоккэ, а другие кланы либо служили в провинции, либо занимали небольшие должности в столице. Среди провинциальных ветвей рода Фудзивара выделялась та, представители которой закрепились в провинции Муцу (члены этой ветви даже породнились с влиятельными родами эмиси, благодаря чему стали самой могущественной силой на северо-востоке страны).
Первым представителем рода Фудзивара, который занял высокое место в системе государственного управления, был Фудзивара-но Ёсифуса, женатый на дочери императора Сага. В 859 году Ёсифуса сделался сэссё — регентом при малолетнем императоре Сэйва (причём, он стал первым регентом не из императорского дома). С этого времени, несмотря на сопротивление рода Татибана, власть рода Фудзивара достигла своего пика, утвердившись в виде института сэккан сэйдзи. Отныне соправителями императора (сэссё или кампаку) всегда были его дяди или дедушки по материнской линии из рода Фудзивара, а традиция брать в жёны женщин из этого рода прервалась только на императоре Акихито в XX веке. Другие представители рода Фудзивара стабильно занимали важные должности удайдзина, садайдзина и найдайдзина, а также старшего придворного.

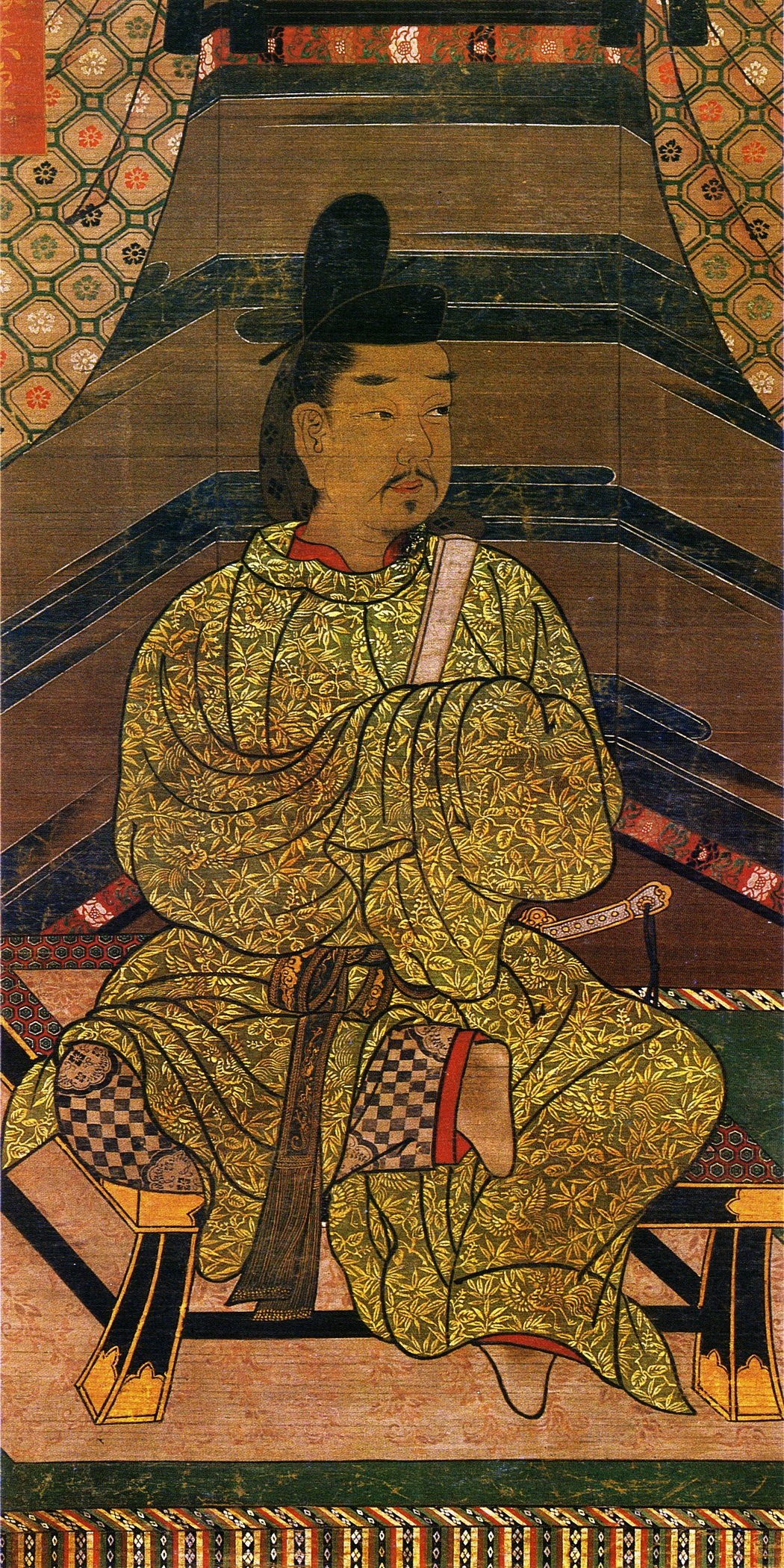
Император Дайго

Ёсифусу на посту регента при императоре Ёдзэе сменил его племянник Фудзивара-но Мотоцунэ. В 885 году он впервые получил должность кампаку, фактически встав у руля государства. В 887 году на престол взошёл император Уда, не связанный родственными узами с Фудзивара (его мать была внучкой императора Камму). Уда противостоял попыткам Мотоцунэ влиять на политику двора, и после смерти регента в 891 году новый кампаку не был назначен (молодой император опирался на советников из родов Миёси и Сугавара). Однако, представители рода Фудзивара, контролировавшие дайдзёкан, пытались навязать Уда своего наследника престола. В 897 году Уда отрёкся от трона в пользу своего 13-летнего сына Дайго. Его 34-летнее правление считалось «золотым веком» Японии: Дайго лично уделял большое внимание государственным делам и подбору высших чиновников, строго следовал конфуцианским идеалам и укреплял систему рицурё. При нём блестящую карьеру сделали учёный и просветитель Миёси Киёюки, занявший должность кампаку, а также поэт и каллиграф Сугавара-но Митидзанэ, происходивший из знатного учёного рода (его прадед был наставником императора Камму, дед основал частную конфуцианскую школу, а отец возглавлял дайгакурё — ведомство образования).
Дайго обходился без регентов из рода Фудзивара, но Фудзивара-но Токихира, сын Мотоцунэ, оставался одной из самых влиятельных персон государства. Он ревновал к успехам Митидзанэ, которого Уда назначил начальником дворцовых покоев, а затем — воспитателем наследника. В 898 году Митидзанэ занял пост удайдзина, а в 901 году получил 2-й чиновничий ранг. После этого Фудзивара-но Токихира обвинил Митидзанэ в заговоре против императора. Учёного лишили всех рангов и назначили управителем (дадзайгон-но соти) на Кюсю, где он и умер через два года. Вскоре на род Фудзивара и окружение императора обрушились различные беды, а на столицу — эпидемии и стихии, что было трактовано как гнев духа несправедливо обиженного Митидзанэ. Чтобы умилостивить покойника, ему присвоили 1-й ранг и предоставили должность дайдзё-дайдзина, было построено синтоистское святилище, куда поместили его труды, а в 988 году Митидзанэ был канонизирован как покровитель наук и каллиграфии (стал первым человеком, официально признанным синтоистским божеством).

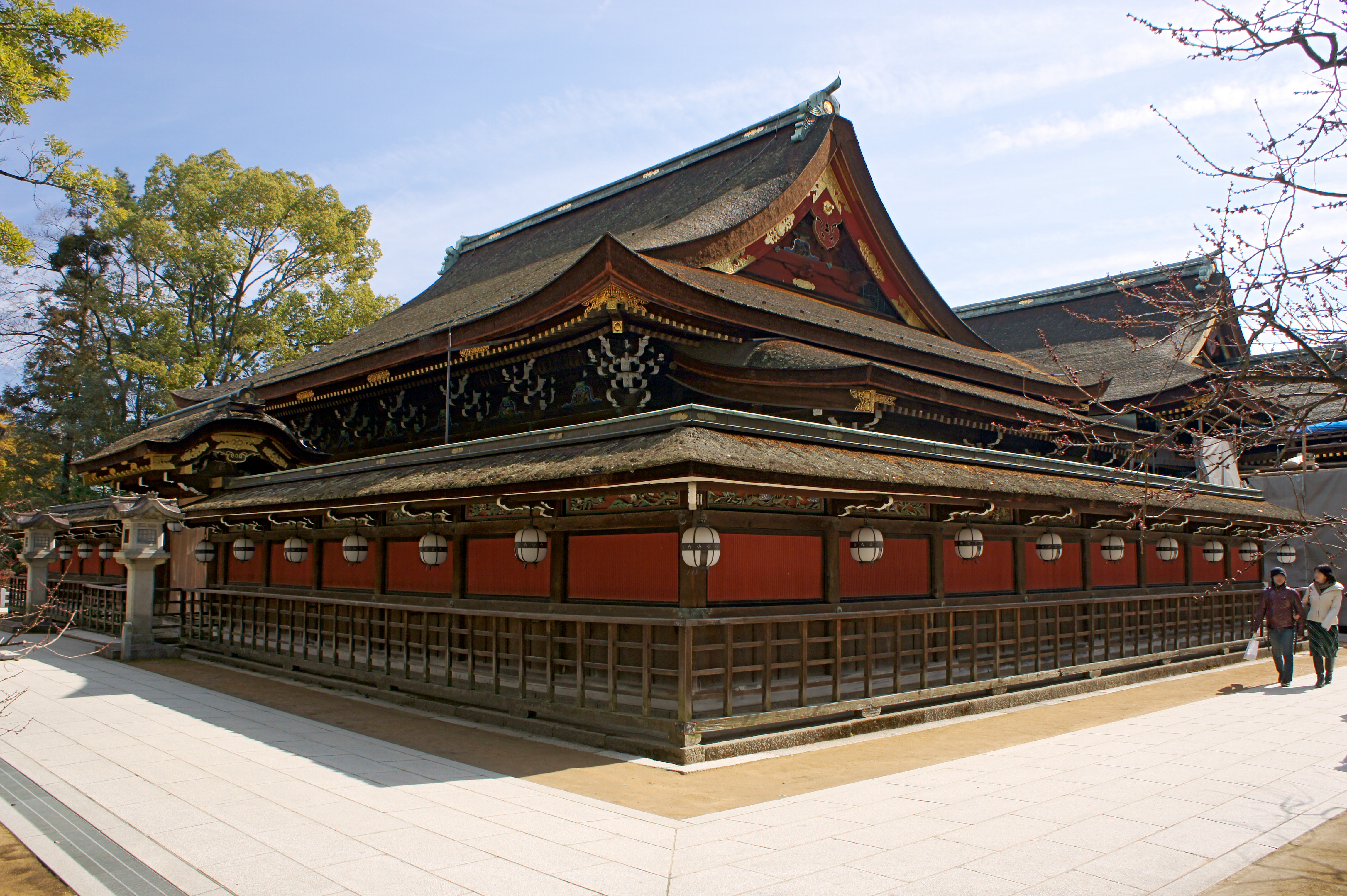
Синтоистский храм Китано Тэмман-гу в Киото — главная святыня, посвящённая культу Сугавара-но Митидзанэ

Фудзивара-но Токихира пытался остановить процесс перехода государственных земель в частную собственность, но даже его близкие родственники расширяли собственные владения. После смерти Токихира в 909 году на политическую авансцену выдвинулся его младший брат Фудзивара-но Тадахира, который в 930 году получил должность сэссё при императоре Судзаку. В связи с разрушением системы рицурё в провинциях назревало недовольство, нередко вспыхивали восстания местной знати. Крупнейшими из них были восстания эмиси в провинции Дэва и восстание Тайра-но Масакадо в провинции Симоса. Формальной причиной смуты годов Дзёхэй и Тэнгё стал отказ Тадахиры влиятельному землевладельцу Масакадо, который претендовал на должность главы кэбииситё («полицейского ведомства»). Обидевшийся Масакадо укрепился в Канто и к 940 году уже полностью контролировал восемь восточных провинций, объявив себя «новым императором» с резиденцией в местечке Исии.
В 940 году правительственные войска под командованием военачальников Тайры-но Садамори и Фудзивары-но Хидэсады разбили мятежников, но тут же на западе страны вспыхнуло восстание Фудзивары-но Сумитомо, которому Масакадо обещал пост кампаку в своём правительстве. Сумитомо взял под свой контроль северный Кюсю, весь Сикоку и побережье Внутреннего Японского моря на Хонсю, однако в 941 году карательные экспедиции подавили восстание и пленили мятежного полководца. К началу XI века, в период регентства Фудзивары-но Митинаги, ставшего фактическим правителем страны, род Фудзивара достиг вершины своего могущества.

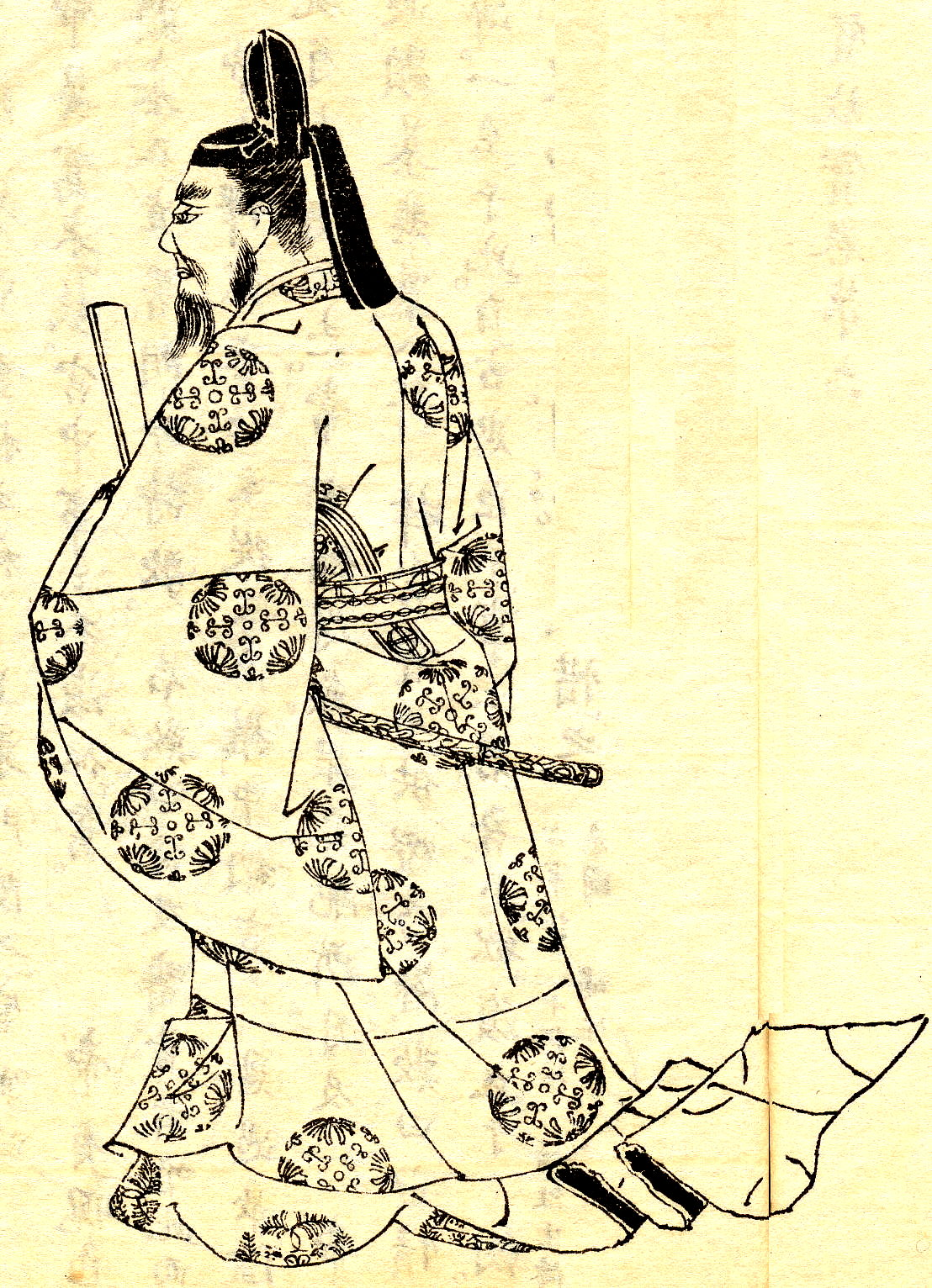
Фудзивара-но Митинага. Рисунок Кикути Ёсая

После императора Уда на японский престол не взошёл ни один монарх, чья мать не происходила из правящей ветви рода Фудзивара. В 999 году Митинага, ставший к тому времени главой рода и самым влиятельным человеком при дворе, выдал свою старшую дочь Сёси за императора Итидзё, своего племянника. В 1011 году, после смерти Итидзё, на престол взошёл другой племянник Митинаги — император Сандзё, не особо ладивший с дядей. После того, как Сандзё ослеп, Митинага потребовал отречения больного императора и в 1016 году возвёл на трон сына Итидзё и своего внука — императора Го-Итидзё, при котором стал сэссё.
В 1017 году Митинага вынудил наследного принца Ацуакиру отказаться от претензий на трон, сделав наследником престола своего внука Ацуёси. В 1019 году Митинага ушёл в монахи, посвятив себя строительству храма Ходзё-дзи, хотя фактически продолжал участвовать в государственных делах вплоть до своей смерти в 1028 году. Вскоре после кончины Митинаги в регионе Канто вспыхнуло восстание Тайры-но Тадацунэ, жестоко подавленное в 1031 году полководцем Минамото-но Ёринобу. В 1051 году провинцию Муцу охватило восстание под предводительством Абэ-но Ёритоки (так называемая «Девятилетняя война»), который отказался платить налоги центральным властям и разбил войска местного губернатора. В 1062 году мятеж подавили войска Минамото-но Ёриёси, сына Ёринобу, что ещё больше укрепило положение рода. Фудзивара-но Ёримити, сын Митинаги, правил страной как сэссё и кампаку в течение полувека (при императорах Го-Итидзё, Го-Судзаку и Го-Рэйдзэй), однако ни одна из внучек Митинаги не родила мальчика. Таким образом, в 1068 году на престол взошёл император Го-Сандзё, напрямую не связанный по материнской линии с Фудзивара, что значительно подорвало их влияние при дворе. При Го-Сандзё зародилась новая система правления «инсэй» — правление отрёкшихся императоров, принявших сан буддийского монаха.
Обычай инкё («удаления на покой») был распространённым явлением в период Хэйан среди императоров — из 33 тэнно 19 отреклись, 13 умерли во время правления и один был свергнут. Большинство из тех, кто отрекался, принимали буддийское посвящение и получали титул хоо («священный правитель»). В начале IX века даже появилось понятие гоин — «дворец отрёкшегося императора» (во время своего правления император выбирал дворец, в котором собирался жить после отречения, а также получал на своё содержание земли и рабов). Императоры Сага, Уда и Энъю после инкё сохраняли политическое влияние, возглавляли императорский дом и имели свой независимый административный аппарат, состоявший из числа высокообразованных и лично преданных людей. Например, после отречения в 984 году Энъю его канцелярия стала называться ин-но тё, ближайший круг доверенных лиц — кинсин, а служащие — инси.

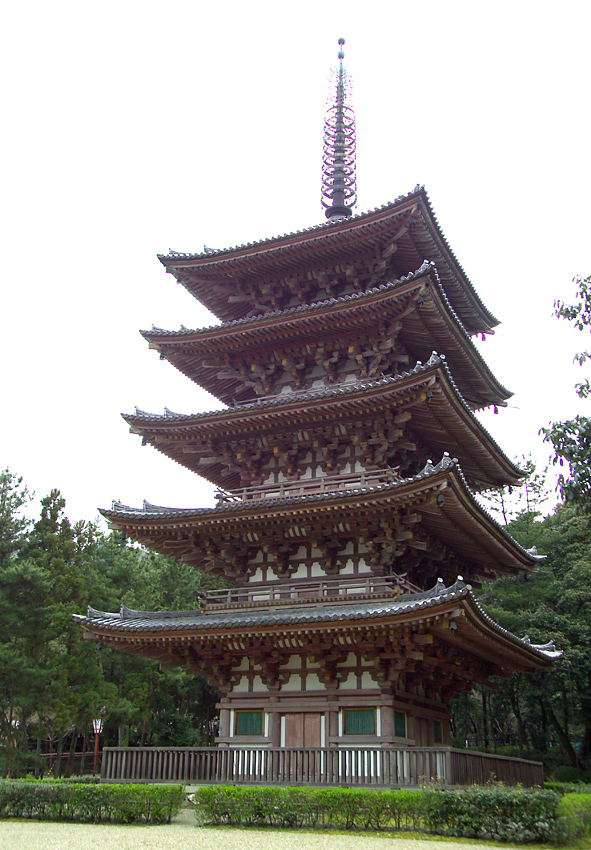
Пагода храма Дайго-дзи (Киото)

Император Го-Сандзё меньше других своих ближайших предшественников зависел от влияния рода Фудзивара на государственное управление. При нём увеличилось число высших чиновников, происходивших из других родов (например, Минамото) и из других кланов, не относящихся к правящей ветви Фудзивара (сэкканкэ). Го-Сандзё увеличил штат ин-но тё, поручив этому ведомству заниматься делами не только отрёкшегося императора, но и всего правящего дома (ин-но тё ведало земельными вопросами и способствовало экономической независимости императорского дома). В число кинсин императора входили родственники по материнской линии, имевшие собственные сёэн, многие из них служили губернаторами провинций и крупными столичными чиновниками.
В 1072 году Го-Сандзё отрёкся от престола в пользу своего сына Сиракавы, который правил страной до 1086 года как император, а затем до своей смерти в 1129 году — как отрёкшийся император. Поначалу отец и сын, стремившиеся не допустить восстановления власти рода Фудзивара, были соправителями, но в 1073 году Го-Сандзё умер. Сиракава существенно усилил политическое влияние и экономическое могущество императорского дома, потеснив Фудзивара с политического олимпа. Хотя род Фудзивара и продолжал оставаться самым богатым и влиятельным домом среди столичных кугэ, всё активнее при дворе действовали другие рода, например клан Мураками рода Минамота (потомки императора Мураками). Если в первой трети XI века из 24-х высших должностей страны 22-е занимали представители правящей ветви рода Фудзивара, то уже к началу XII века более половины должностей (в том числе такие значимые, как кампаку и садайдзин) контролировали выходцы из клана Мураками.
В 1083 году началась так называемая «Трёхлетняя война», развязанная Минамото-но Ёсииэ, сыном Ёриёси, против лояльного властям рода Киёхара за господство на северо-востоке страны. После «победы» отрядов Минамото в 1087 году, императорский двор трактовал эту войну как личную месть Ёсииэ, лишил его губернаторства в Муцу и принудил выплачивать все долги провинции по налогам за годы войны (Ёсииэ смог полностью расплатиться лишь к 1096 году). Конфликт ослабил рода Минамото и Киёхара, а спорную местность получил в управление один из кланов рода Фудзивара. Однако, воинская слава Ёсииэ позволила ему увеличить число воинов и вассалов, а также подконтрольных земель (в 1091 году Сиракава даже был вынужден издать указ, запрещавший землевладельцам передавать свои наделы под патронаж Ёсииэ, но позже отрёкшийся император и некогда опальный полководец примирились).
После смерти в 1085 году наследного принца, сына Го-Сандзё от дочери Минамото-но Мотохиры, Сиракава в 1086 году возвёл на престол своего сына Хорикаву, став его соправителем. При кампаку Фудзиваре-но Мородзанэ отрёкшийся император находился в тени, но после его смерти в 1101 году Сиракава всё активнее начал вмешиваться в политику. В 1107 году императором стал Тоба, сын Хорикавы, но в 1123 году Сиракава вынудил его отречься от престола в пользу Сутоку. Усугубляли династический конфликт сложные личные взаимоотношения между Сиракавой, Тобой и Сутоку (по слухам, циркулировавшим при дворе, Сутоку был вовсе не правнуком Сиракавы, а его сыном, рождённым Сёси, женой императора Тобы). После смерти Сиракавы императорский дом возглавил его внук Тоба, при котором сменилось три императора (после Сутоку правили Коноэ и Го-Сиракава). Соперничество между Тоба и Сутоку, обострившееся после отречения последнего в 1142 году, а также противостояние, возникшее внутри правящей ветви рода Фудзивара, привели к смуте годов Хогэн, после которой императорский дом утратил политическую власть, оказавшуюся в руках нового сословия — буси.

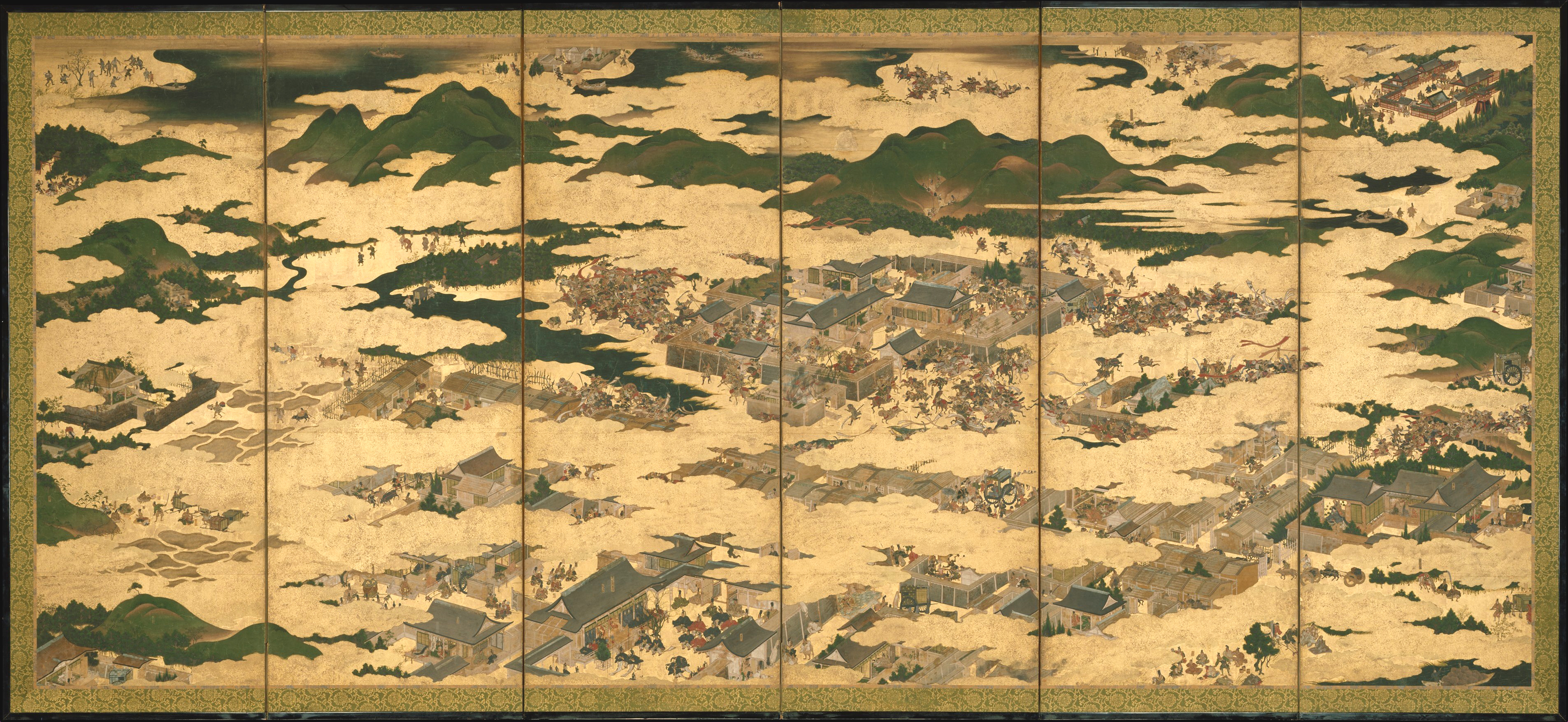
Картина XVII века, изображающая битву во время смуты Хогэн

В 1155 году умер не оставивший наследника император Коноэ, младший сын Тобы. К этому времени назрел конфликт между сыновьями Фудзивары-но Тададзанэ, главы рода Фудзивара (пока Тададзанэ после конфликта с Сиракавой отсутствовал в столице, род возглавлял его старший сын Тадамити, но после примирения Тададзанэ с Тобой ставка была сделана на младшего сына Ёринагу). На престол взошёл Го-Сиракава, а наследным принцем был объявлен его сын Морихито, хотя по старшинству им должен был стать сын Сутоку. Должность кампаку при новом императоре занял Фудзивара-но Тадамити, а его брат Ёринага отказался стать наставником наследного принца. После смерти отрёкшегося императора Тоба в 1156 году ситуация в стране ещё более обострилась.
Недовольные расстановкой сил, Тададзанэ и Ёринага стали собирать войска в своих владениях в Удзи. Го-Сиракава направил против них отряды под командованием Минамото-но Ёситомо, который захватила усадьбу Ёринаги в столице. В уличных боях особо отличился Тайра-но Киёмори, глава рода Тайра, получивший в благодарность 4-й придворный ранг и провинцию Харима в управление. От полученных ранений Ёринага скончался, а его отец бежал в Нару, уступив главенство в роду Тадамити. Все владения Ёринаги были конфискованы, а поддержавший его Сутоку был сослан в провинцию Сануки, где и умер в 1167 году.

Камон рода Тайра

Но возвышение рода Тайра (их родовой вотчиной с X века была провинция Исэ) произошло ещё до смуты годов Хогэн, в начале XII века. Продвижению при дворе способствовали как ошибки рода Минамото, так и сближение с отрёкшимися императорами Сиракавой и Тобой. В 1108 году Тайра-но Масамори подавил восстание старшего сына Минамото-но Ёсииэ, который был сослан в провинцию Сануки, но бежал оттуда в Идзумо. В 1129 году Тайра-но Тадамори был назначен командующим силами, боровшимися против пиратов в акватории Внутреннего Японского моря (они не только грабили суда, но и нападали на прибрежные поселения). В 1135 году в помощь Тадамори были направлены отряды всех прибрежных провинций, страдавших от морского разбоя, и ситуацию удалось переломить в пользу властей. В 1139 году Тадамори усмирил разгневанных монахов храма Кофуку-дзи, которые шли походом из Нары в столицу.
В 1146 году сын Тайры-но Тадамори, Киёмори (согласно одной из версий, он мог быть усыновлённым ребёнком Сиракавы), был назначен губернатором провинции Аки. Он построил гавань и дороги, способствовал развитию мореходства и торговли, в 1156 году участвовал в подавлении столичного мятежа рода Фудзивара, после чего возглавил провинцию Харима. В 1159 году в Хэйан-кё случился новый мятеж, вошедший в историю как смута годов Хэйдзи. Во время отсутствия Киёмори, совершавшего паломничество, Минамото-но Ёситомо и Фудзивара-но Нобуёри заставили уйти в отставку влиятельного при дворе Фудзивару-но Митинори, а также захватили императора Нидзё и отрёкшегося императора Го-Сиракаву. В ходе боёв, продолжавшихся в столице около двух месяцев и нанёсших городу существенный ущерб, Ёситомо и его старшие сыновья погибли, после чего мятеж был подавлен.

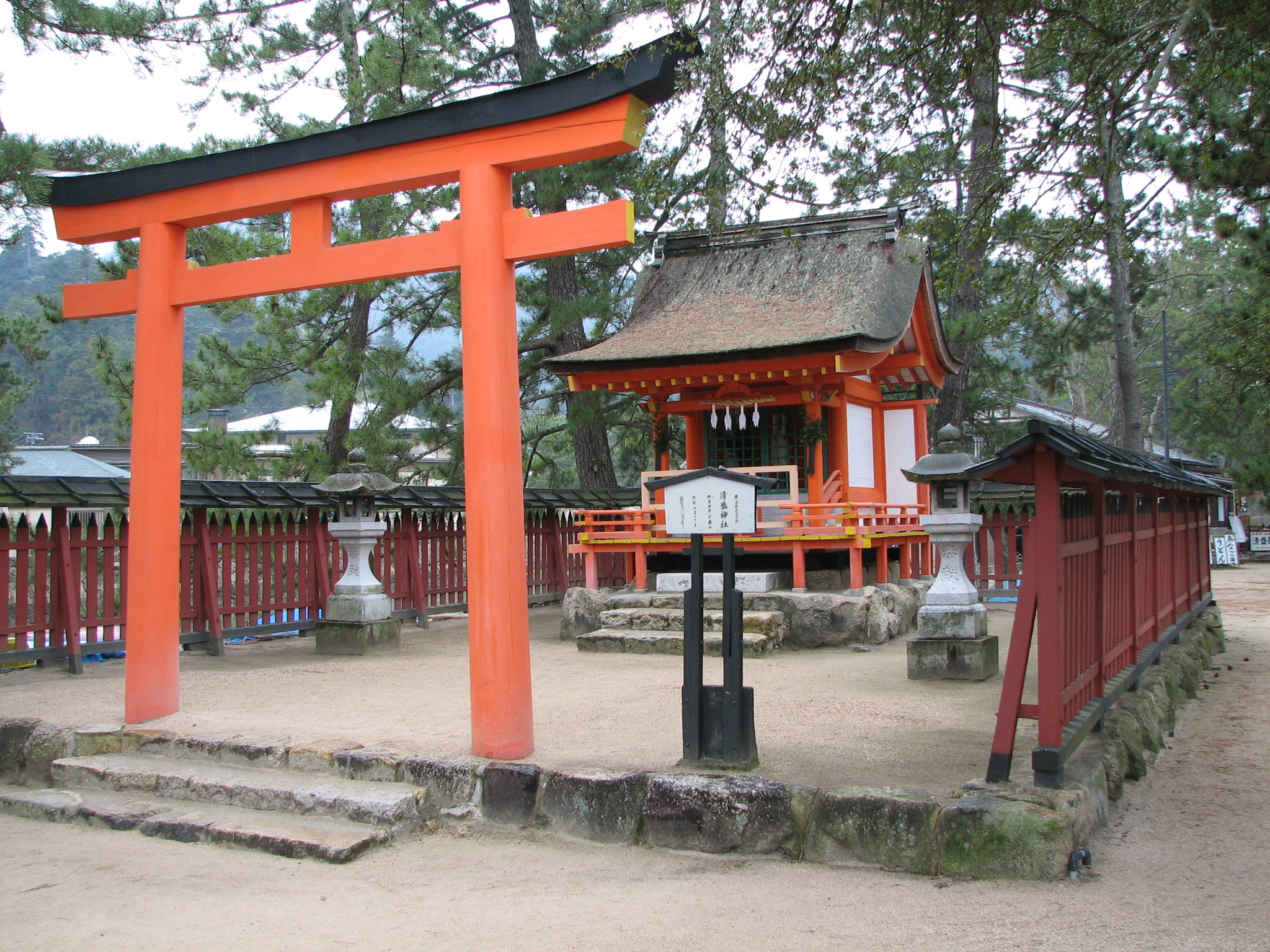
Храм, посвящённый Киёмори, в святилище Ицукусима

В 1167 году в благодарность за верность Киёмори получил пост дайдзё-дайдзина, а его старший сын Тайра-но Сигэмори и другие родственники — высшие должности при дворе. Вскоре Сигэмори поручили борьбу с разбойниками на востоке Хонсю и пиратами на Кюсю, а также с любыми мятежами в провинциях, предоставив ему широкие полномочия в масштабе всей страны. Возвышение сына позволило заболевшему Киёмори уйти в монахи. К этому времени род Тайра сделался одним из самых влиятельных и богатых в Японии (особенно в западной части страны), он получал доходы с семи подчинённых провинций, торговли с Китаем (совместно с Го-Сиракавой), подконтрольных портов и личных владений, а также с нескольких сотен вассалов, расположенных в большинстве провинций.
Множество членов рода Тайра заняли важные посты министров, высших чиновников, губернаторов и командующих отрядами императорской гвардии. Вассалы рода Тайра из отдалённых провинций в ответ на преданность имели возможность сделать карьеру при дворе или в столице, а также породниться со столичными аристократами и получить земли. В 1171 году дочь Киёмори, до этого по принуждению удочерённая Го-Сиракавой, стала женой императора Такакуры и в 1178 году родила наследника трона, будущего императора Антоку. Таким образом, Киёмори, официально ставший сэссё, превратился в самого влиятельного человека страны.
В 1177 году Киёмори раскрыл заговор против рода Тайра, известный как смута Сисигатани. Его возглавляли Го-Сиракава и Фудзивара-но Наритика, недовольные фактическим отстранением от власти. Заговорщики были арестованы, многих из них ждала казнь и ссылка. В конце 1179 года отряды Тайра заняли столицу и арестовали Го-Сиракаву, многие доверенные лица отрёкшегося императора лишились постов и своих владений, конфискованных Киёмори. Весной 1180 года Такакура был смещён с трона, на который был возведён малолетний Антоку (в обход принца Мотихито, сына Го-Сиракавы). Недовольство самоуправством новых правителей привело к тому, что в 1180 году началась кровопролитная война между родами Тайра и Минамото. Осенью Минамото-но Ёритомо, третий сын погибшего Ёситомо, выступил против Тайра, но был разбит.

В ноябре 1180 года Ёритомо, собравший после первой неудачи большую армию, в битве при Фудзикаве нанёс поражение отрядам Тайра и установил контроль над регионом Канто. Параллельно этим событиям Киёмори поддержал монахов Энряку-дзи в их конфликте с монастырями Нары. В результате пожара в Кофуку-дзи погибло более 3 тыс. человек, после чего буддийское монашество встало на сторону противников рода Тайра. После смерти Киёмори, умершего весной 1181 года, род Тайра возглавил его сын Мунэмори, а армию — другой его сын Сигэхира. В 1181—1182 годах на Японию обрушились голод и эпидемия чумы. Умерли десятки тысяч человек, особенно в столице и западных провинциях, где влияние Тайра было наибольшим.
К началу 1185 года Ёритомо после череды удачных сражений вынудил Тайра бежать из столицы. Изначально императорский двор оказался в Дадзайфу, но восстание на Кюсю вынудило его перебраться на Сикоку. В марте флот под командованием Минамото-но Ёсицунэ, младшего брата Ёритомо, разгромил оборону крепости Ясима, после чего окружение Антоку продолжило скрываться. В апреле усиленный флот Ёсицунэ в решающей битве при Данноура разбил остатки сил, верных Тайра. Большинство командиров Тайра погибли или попали в плен (часть из них покончила жизнь самоубийством или была казнена победителями), мать с семилетним императором Антоку предпочла броситься в море, похоронив на морском дне ряд священных реликвий, в том числе меч Кусанаги-но цуруги. Битва при Данноура поставила точку в войне и в истории периода Хэйан. Ёритомо, перенёсший свою ставку (бакуфу) в Камакуру, положил начало периоду Камакура и сёгунату Камакура.
Внешняя политика периода Хэйан характеризовалась стремлением властей Японии к самоизоляции. Этому способствовали смуты в Китае, постоянные нападения пиратов из Силла и высокие цены на фрахт китайских судов. Последний официальный контакт с Танской империей датировался 838 годом. Не обменивалась Япония посольствами и с Сунской империей. Первая попытка проникнуть в Индию была предпринята во второй половине IX века принцем Такаокой, сыном императора Хэйдзэя, однако она окончилась неудачей, так как принц умер в пути. После воссоздания государства Корё (Когурё) Япония отвергла предложение соседей восстановить между странами официальные контакты. Практически вся морская торговля Японии с материком оказалась в руках китайских и корейских купцов. Они же перевозили японских монахов, которые продолжали на свой страх и риск снаряжать рискованные морские экспедиции в Китай.

## Население

### Миграции и ассимиляционные процессы

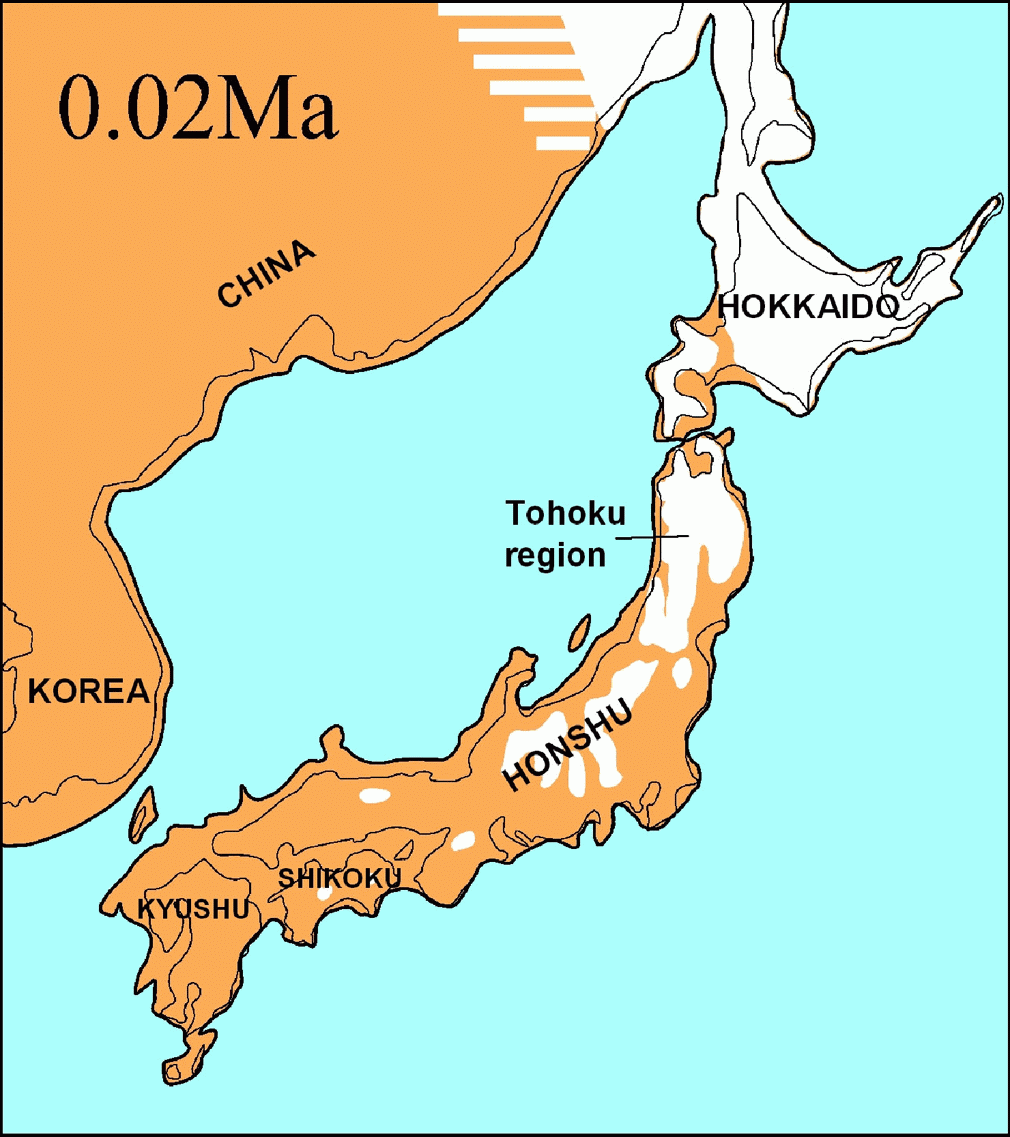
Япония во время последнего ледникового максимума (около 20 тыс. лет назад). Оранжевым цветом показаны области над уровнем моря, белым — области, лишённые растительности, голубым — моря. Жирно обведена береговая линия того времени, а более тонко — современная

Считается, что в эпоху позднего плейстоцена Япония была связана с материком участками суши, а во время максимального оледенения уровень океана был намного ниже нынешнего, что позволяло проникать на архипелаг переселенцам как с юга, так и с севера. Первые поселенцы прибывали на Японские острова из Юго-Восточной Азии в течение 8 — 7-го тысячелетий до н. э. (они передвигались из Индонезийского архипелага по цепи Филиппинских островов сначала на архипелаг Рюкю, а затем и на более северные острова — Кюсю, Сикоку и южную часть Хонсю). Предки айнов образовались в результате слияния этих мигрантов австралоидного антропологического типа с проникавшими с севера представителями палеоазиатских народов.
Во 2-м тысячелетии до н. э. Кюсю, Сикоку и юг Хонсю заселила вторая волна мигрантов южномонголоидного облика из Юго-Восточной Азии. Они были этнически родственны современному населению Индонезийского архипелага и говорили на языках австронезийской семьи. К началу 1-го тысячелетия до н. э. древнейший пласт населения Японских островов составляли прото-айны. Их хозяйство базировалось на охоте, речном рыболовстве, лесном и прибрежном собирательстве. На Хоккайдо наряду с прото-айнами жили малочисленные палеоазиаты эскимосско-алеутской языковой семьи, мигрировавшие туда из субарктических районов Азии (в дальнейшем эти морские охотники и рыболовы растворились среди более многочисленного прото-айнского населения). На Кюсю, Сикоку и юге Хонсю рядом с айнами обитали австронезийские племена, и между ними шло интенсивное смешение.
В VI—V веках до н. э. на север Кюсю, а затем и на юг Хонсю с южной части Корейского полуострова стали проникать так называемые протояпонцы — тунгусские племена, говорившие на языках алтайской семьи (согласно другой версии, переселение протояпонских племён началось в период Яёй, то есть с III века до н. э.). Мигранты были достаточно многочисленными, так как смогли кардинально изменить хозяйственный уклад, культуру и язык на занятых территориях, а население архипелага перестало принадлежать к единому антропологическому типу. Протояпонцы были знакомы с бронзовыми орудиями (при сохранявшемся преобладании каменных), они завезли на архипелаг домашних животных (лошадей, коров, овец) и культуры поливного риса. Вплоть до IV века н. э. шёл процесс интенсивного культурного взаимодействия и смешения пришлых племён с местным австронезийско-айнским населением (австронезийцы в большей степени смешивались с протояпонскими племенами, а прото-айны или эмиси постепенно вытеснялись в северо-восточную часть Хонсю).
Физический облик древних японцев, близкий к современному, сложился на основе облика южных монголоидов со значительным влиянием тихоокеанских вариантов восточномонголоидного типа и существенным включением айноидных черт. Основным направлением хозяйства стало рисоводство, принесённое протояпонцами, тогда как в домашнем быту и мифологии преобладали элементы, тяготевшие к культуре Юго-Восточной Азии (ярче всего они проявлялись в конструкции японских жилищ).

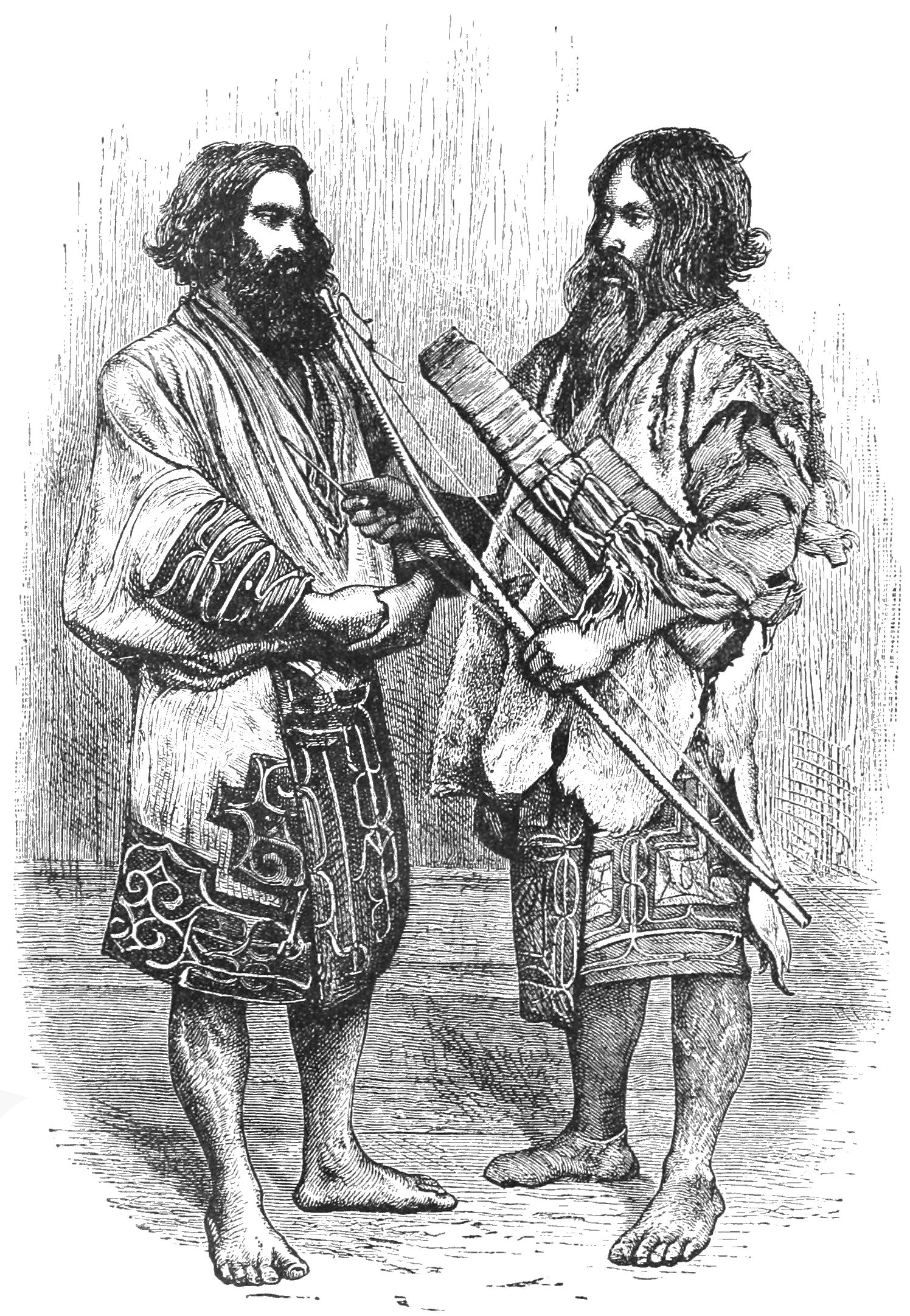
Айны — потомки эмиси

В V—VII веках в состав формирующегося японского этноса влилось значительное число переселенцев из Кореи и Китая (прежде всего из завоёванных Силла государств Пэкче и Когурё). Среди них было много ремесленников, воинов и буддийских монахов, а также образованных людей, которые попадали в состав государственного аппарата (особенно налоговой системы). Во многом благодаря этим переселенцам жители архипелага восприняли иероглифическую письменность, буддизм и другие элементы материковой культуры. Поселения иммигрантов были сосредоточены в долине реки Асука, возле дворцов правителей Ямато, а позже — вокруг столицы Нары (к началу IX века около трети высшей элиты Японии были недавними выходцами из Кореи). В VIII веке в основном завершилось формирование японцев (тогда же начался процесс завоевания лесистого севера Хонсю и были окончательно ассимилированы последние австронезийские племена на юге Кюсю — кумасо или хаято).
Хотя эмиси и хаято формально проживали на территории, входившей в состав японского государства, и даже платили дань, власти считали эти племена «варварами» и посылали против них войска. Эмиси делились на «восточных», проживавших вдоль Тихоокеанского побережья, и «северных», обитавших вдоль Японского моря. Эмиси и их земли не представляли для японцев значительного интереса с экономической или культурной точек зрения. Тем не менее, в VII—VIII веках власти проводили на севере Хонсю политику покорения и ассимиляции аборигенов, которые не воспринимали рисоводство и связанную с ним культуру. Однако эмиси, обладавшие конницей и железным оружием, решительно боролись за свою независимость.
Для укрепления контроля над захваченными территориями власти насильственно переселяли на север жителей центральной Японии (в первой половине VIII века — более 1,8 тыс. дворов, во второй половине VIII века — более 19 тыс. дворов). Переселенцы освобождались от несения трудовой повинности, но несли воинскую повинность вдоль границы с эмиси. Губернаторы пограничных провинций поощряли тех эмиси, которые признавали власть императора (устраивали пиры, раздавали подарки, жаловали ранги и награды вождям, освобождали от налогов), и жестоко подавляли непокорных. Эмиси, признававшие верховенство Ямато, привлекались для строительства крепостей и несения пограничной службы, а также доставляли в столицу или управителю провинции дань — морскую капусту, лошадей или шкуры (дань имела не экономическое значение, а скорее символизировала покорность). Часть эмиси власти силой переселяли с севера Хонсю вглубь территории страны.
Несмотря на все усилия по ассимиляции, на севере Хонсю на протяжении всего VIII века вспыхивали восстания эмиси, которые не желали участвовать в трудовых мобилизациях и строительных работах. Японцы неоднократно снаряжали против мятежных племён военные экспедиции, однако в начале IX века военная активность пошла на убыль и власти фактически оставили попытки насильственной интеграции севера. По отношению к хаято правительство Японии применяло тот же комплекс мероприятий, но ассимиляция «южных варваров» шла эффективнее, так как они восприняли заливное рисоводство и общеяпонскую культуру. В 713 и 720 годах армия жестоко подавила восстания хаято, после чего южный Кюсю был полностью интегрирован в состав государства.

### Язык
В V—VI веках японцы заимствовали китайскую иероглифическую письменность, а в IX веке создали камбун и свою слоговую азбуку, что стало событием огромного культурного значения. Старояпонский язык сложился в период Нара, а его наследник поздний старояпонский — в период Хэйан. В VIII веке почти безраздельно господствовал китайский письменный язык, но в период Хэйан сфера его использования сократилась. Стали появляться новые поэтические и прозаические тексты на японском языке, которые игнорировали китайские каноны литературы.
Изначально для записи топографических названий, имён богов и правителей, стихов и сакральных слов китайские иероглифы использовались лишь для выражения звуков японского языка. Японская письменность была фонетической и слоговой, в отличие от идеографической китайской. В итоге были составлены слоговая азбука кана («заимствованные знаки») и алфавит годзюон («пятьдесят знаков»). В начале X века официальным письмом, наряду с китайскими иероглифами, была признана хирагана.

### Религия

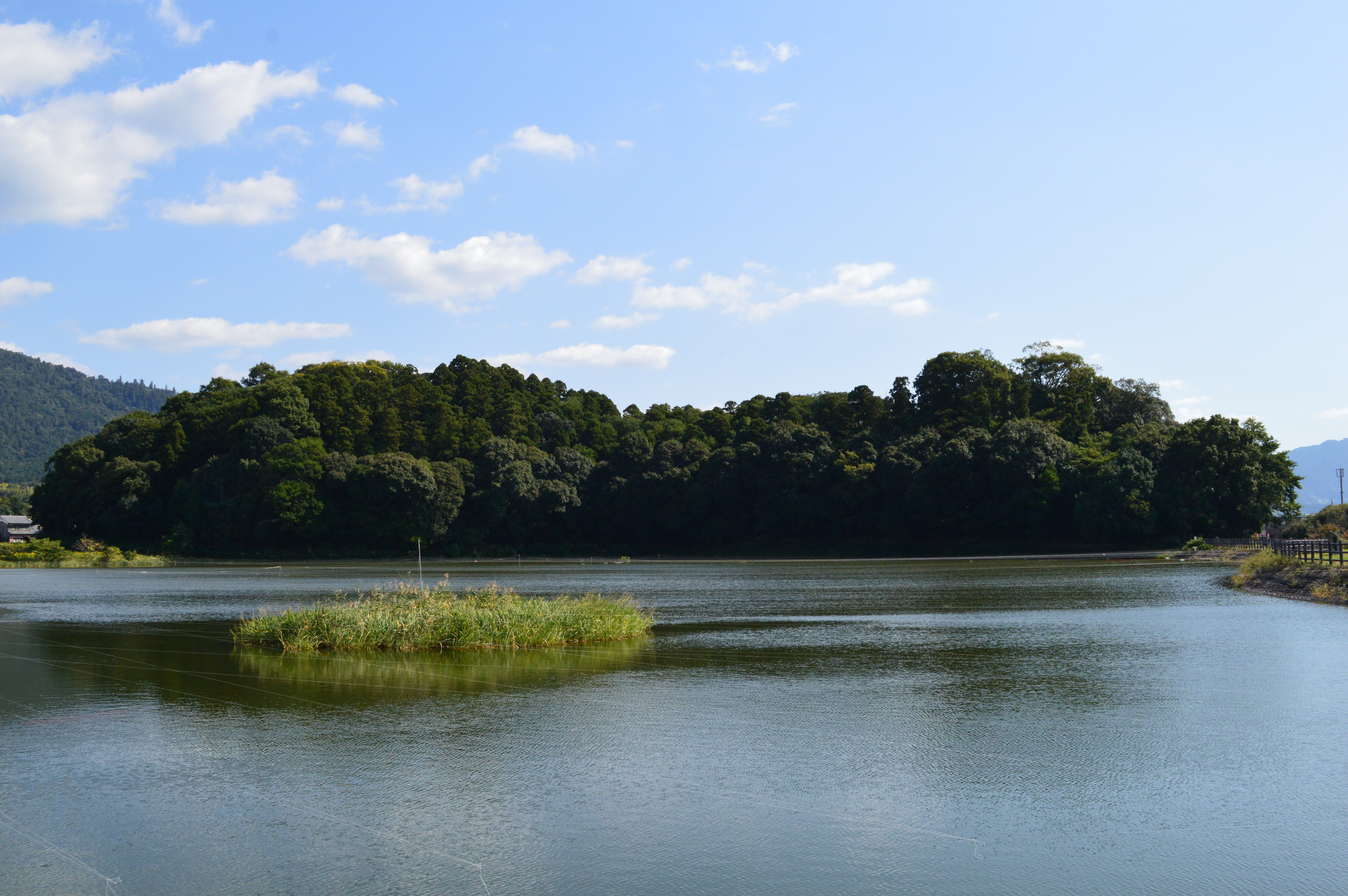
Курган Хасихака у подножия горы Мива

В доисторической Японии среди населения были распространены культы плодородия и предков, морские культы, была сильна вера в многочисленных духов природы. С началом периода Кофун среди правящей верхушки утвердился культ оружия (прежде всего мечей) и воинской доблести.
В конце периода Яёй сформировались основы вероучений, которые позже были объединены в понятие синтоизм и вобрали в себя анимистические и тотемистические верования, многочисленные родовые культы. К числу наиболее древних японских культов относилось почитание священной горы Мива (расположена на юго-востоке равнины Нара, на территории современного города Сакураи). У подножия этой горы расположены шесть крупных «царских» курганов, датируемых рубежом III—IV веков и символизировавших преемственность власти (в том числе, предположительно, курган императора Судзина). Другая крупная группа «царских» курганов располагалась в Саки (сегодня — северо-западная окраина города Нара). В период Кофун главным синтоистским святилищем Ямато стал Исоноками-дзингу, расположенный в городе Тэнри (покровителями этого высокопочитаемого храма и смотрителями сокровищницы были члены рода Мононобэ). Исоноками являлся центром воинского культа и славился своим собранием древних мечей (до сих пор здесь хранится железный церемониальный меч ситисито, изготовленный в Пэкче в IV веке и подаренный императрице Дзингу).

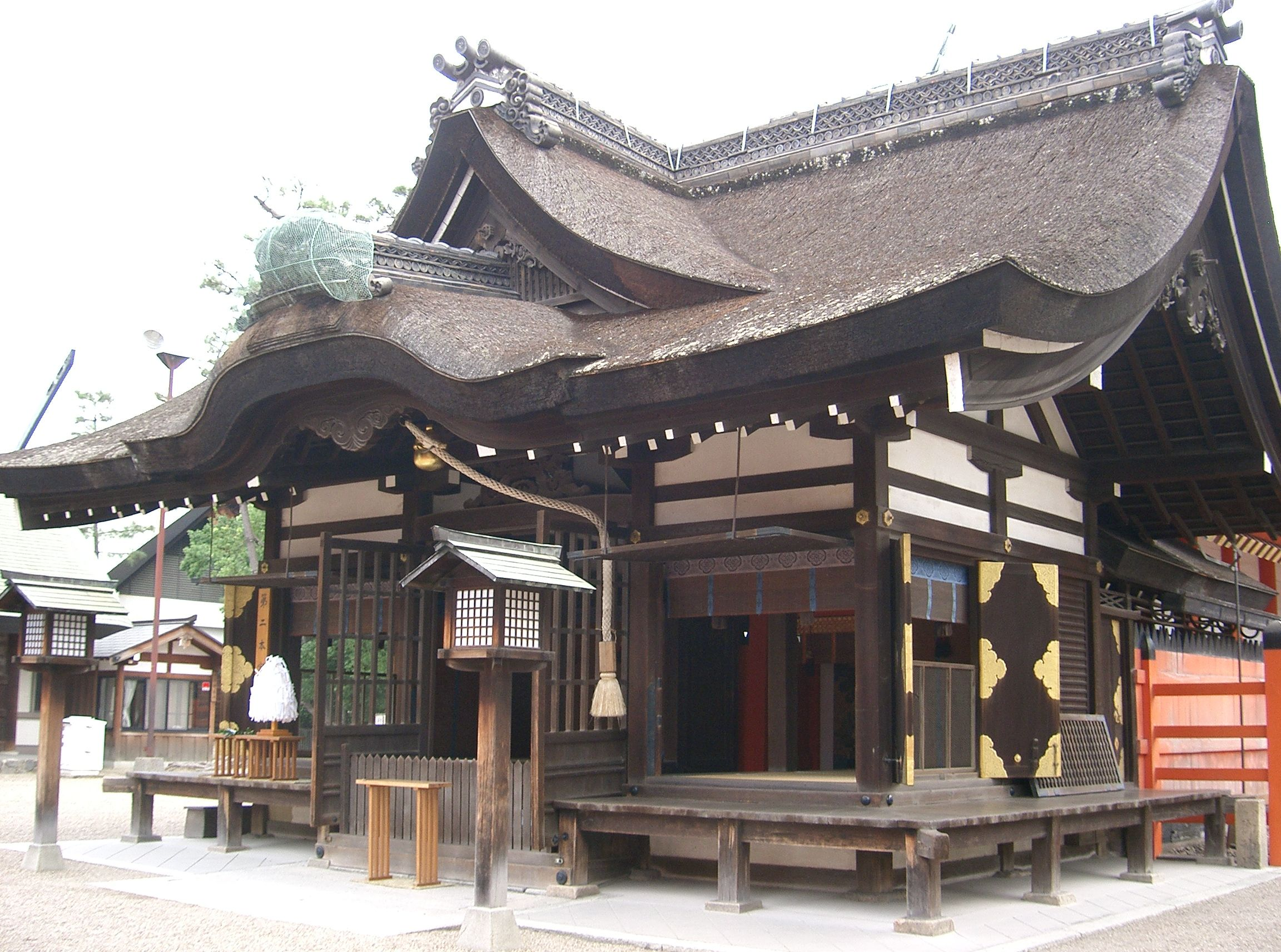
Храм Сумиёси-тайся в Осаке

В V веке, в связи с основанием императором Одзином новой династии, «царские» курганы переместились в район северной части Идзуми и южной части Кавати. Именно там были построены крупнейшие в японской истории захоронения правителей Ямато, в том числе знаменитый курган императора Нинтоку в Сакаи. В погребениях стало больше железного оружия и меньше — докё и магатама. В связи с укреплением морских связей между столичной областью и периферией (а также Кореей) возросла роль порта Нанива и божеств расположенного там храма Сумиёси-тайся, тесно связанного с морским культом.
Буддизм, даосизм и конфуцианство появились на архипелаге благодаря переселенцам из Китая и Кореи. Первые достоверные сведения о буддизме датируются V веком, но свою популярность он начал приобретать лишь в VI веке. В этот период автохтонные верования местного населения ещё не были унифицированы или как-либо оформлены, не существовало даже самого термина «синто» («путь богов»). Хотя в то время уже существовали сотни святилищ и почитаемых мест, которые сегодня принято относить к синтоизму, употребление понятия «синтоизм» для второй половины периода Кофун носит условный характер. Под влиянием конфуцианства формировались такие положения раннего синтоизма, как подчинение и верность господину, уважение сыном отца, а буддизм оказал сильное влияние на обряды и этическую сторону синто.

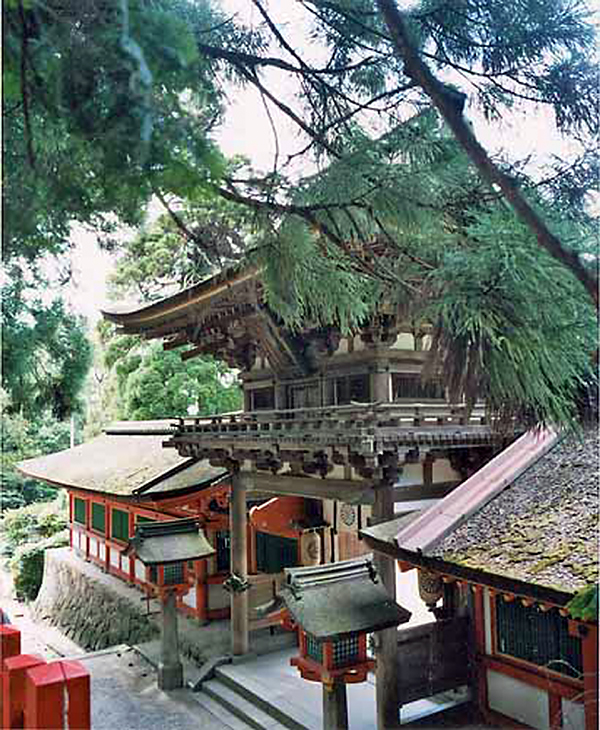
Ворота храма Исоноками-дзингу в Тэнри

Синтоистские верования подразделялись на культы предков (каждый род поклонялся удзигами — своему главному божеству и легендарному предку) и культы природы (каждое природное явление, например, ураган, извержение вулкана или гроза, каждая гора, лес и река, каждый зверь, птица и т. д. имели ками — своего духа или божественного покровителя). Не все божества природы и родов были включены в пантеон официальных сакральных генеалогий. Кроме того, не все родовые союзы, особенно поднявшиеся по иерархической лестнице, были удовлетворены тем местом, какое их родовые божества занимали в системе верований. Таким образом, синтоизм служил идеологической основой сепаратистских тенденций, тогда как власть стремилась уменьшить центробежные явления и излишнюю самостоятельность региональных элит.
Также в распространении буддизма была заинтересована служилая знать, значительную часть которой составляли выходцы с материка. Они не находили себе места в традиционной структуре родоплеменной аристократии, которая трактовала своё происхождение от наиболее древней и влиятельной группы синтоистского пантеона — ама-цу ками («небесных божеств», родившихся и действовавших на небе). Таким образом, роды иммигрантов из-за своего происхождения не могли проникнуть в ряды аристократии, а буддизм пропагандировал равенство перед Буддой и личную ответственность человека за свои деяния, что давало шанс пришельцам пробиться в состав правящего класса. В принятии буддизма был заинтересован и правящий род Ямато, который, однако, не мог полностью игнорировать традиции синтоизма и его ревнителей из влиятельных родов.
В 552 году ван Пэкче Сонмён преподнёс императору Киммэю предметы буддийского культа, в том числе позолоченную статую Будды. Часть правящей элиты Ямато стала исповедовать буддизм (во главе этой придворной группировки встал род Сога), а другая сохранила верность древним родовым культам (эту группировку возглавили роды Мононобэ и Накатоми, которые вели своё происхождение от синтоистских божеств Ниги хаяхи-но микото и Амэ-но коянэ-но микото соответственно). Род Сога, желавший поднять престиж при дворе, возводил своё происхождение к полководцу Такэути-но Сукунэ, который прославился походами против «восточных варваров», но не был включён в синтоистский пантеон.

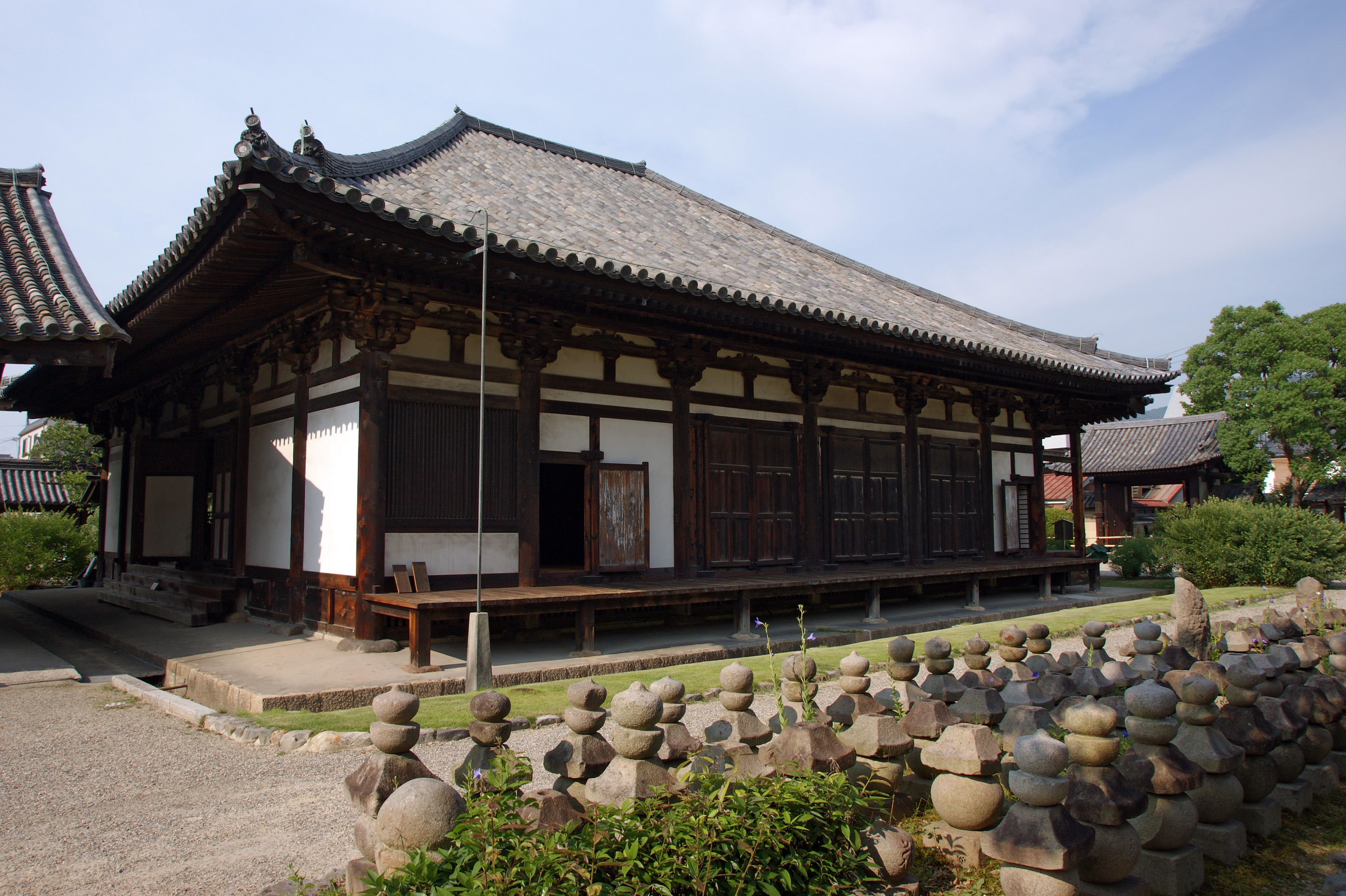
Буддийский храм Ганго-дзи, основанный в конце VI века

Вскоре Мононобэ и Накатоми объявили причиной вспыхнувшей эпидемии наличие в Ямато иностранного бога и сбросили в канал Нанивы статую Будды из родового храма Сога. В 584 году Сога-но Умако пристроил к своему дому небольшой буддийский храм, а вскоре воздвиг новый храм большего размера, после чего в Ямато и стал распространяться буддизм. После смерти императора Ёмэя (587), терпимо относившегося к росту популярности буддизма, Сога-но Умако хотел возвести на престол принца Оэ, своего племянника, а клан Мононобэ сделал ставку на принца Анахобэ. В результате битвы между соперничающими родами Сога разбили Мононобэ, упрочив тем самым своё положение при дворе и фактически взяв под контроль правящий род до середины VII века.
Представители правящего рода брали в жёны женщин из рода Сога, а дети, родившиеся от этих браков, в дальнейшем становились императорами Ямато. Таким образом, произошло разделение духовной и исполнительной власти: император фактически являлся верховным жрецом синто, а род, поставлявший ему невест — играл важную роль в управлении государством. В период возвышения Сога активизировалось строительство буддийских храмов, почти все из которых располагались поблизости от резиденций правителей. Произошло разделение и религиозных «обязанностей»: буддийские монахи отвечали за «личное» благополучие любого человека — от простолюдина до императора (богатство, здоровье и судьба вообще), в то время как жрецы синто — за «коллективное» (эпидемии, урожаи и стихийные бедствия).
В древней Японии государство стало персонифицироваться в правителе (не зря термины микадо или кокка означали как титул государя, так и само государство), а сам правитель имел возможность использовать в качестве официальной идеологии как синтоизм, так и буддизм. Буддизм воспринимался как некий инструмент для обеспечения целостности государства, а синтоизм стал основой культурно-идеологической системы, сумевшей адаптировать или кардинально изменить отдельные элементы всех иноземных учений, занесённых на Японский архипелаг. Император был наделён правом молить богов об урожае и дожде, а также возглавлять осенний праздник урожая (ниинамэсай).

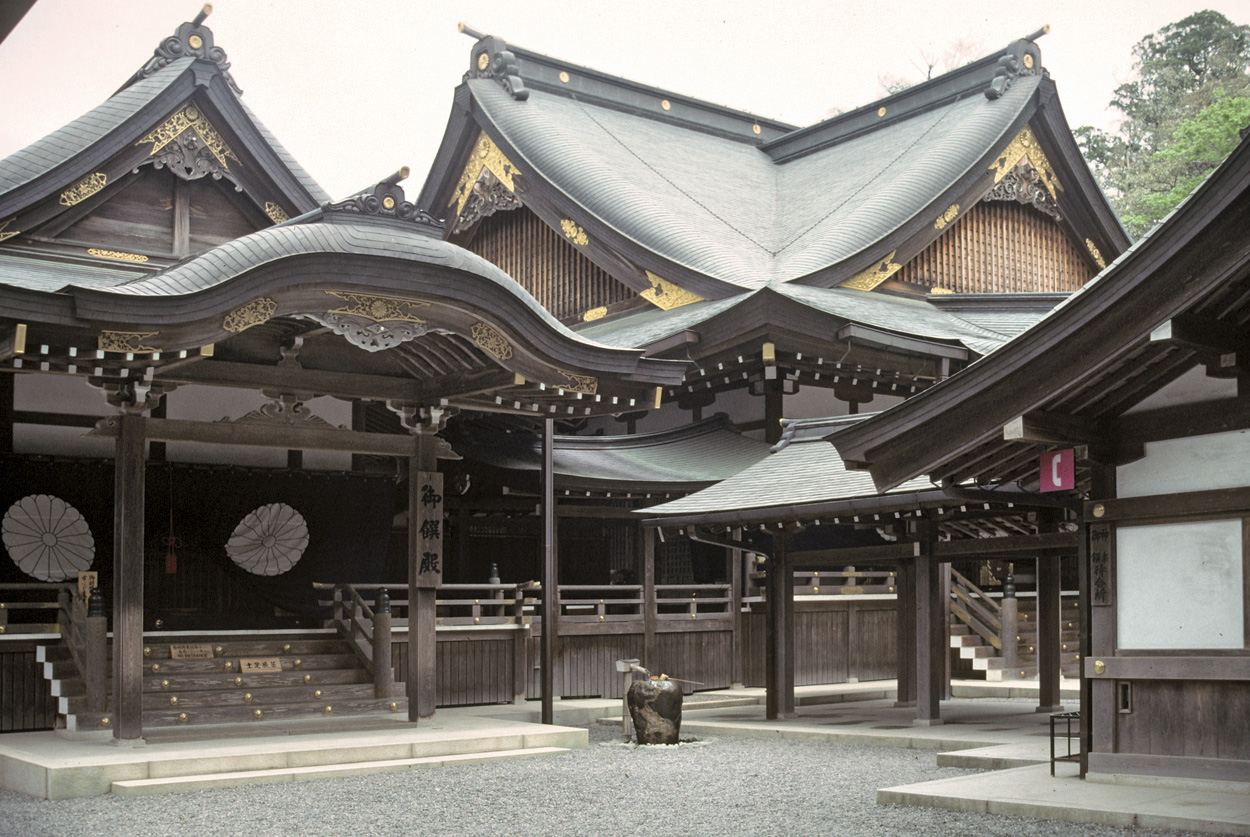
Святилище Исэ

В период Нара политическая система достигла стабильности, государственный аппарат работал довольно эффективно. Упрочение позиций правящего рода привело к повышению статуса прародительницы императорского дома — богини солнца Аматэрасу («Освещающая небо»), прочно занявшей место главного божества синтоистского пантеона, а также главного святилища, посвящённого ей — Исэ-дзингу (современная префектура Миэ). В качестве главной жрицы (сайгу) в Исэ назначалась незамужняя принцесса из правящего рода, а само святилище полностью перестраивалось раз в 20 лет. Вся солярная семантика приобрела особый смысл: престолонаследник именовался «сияющим свысока сыном солнца» (такатэрасу хи-но мико), акт восшествия на престол — «наследованием небесному солнцу» (амацу хицуги). Список общегосударственных синтоистских ритуалов (особенно связанных с восхождением императора на престол) и правила их проведения были зафиксированы в различных законодательных и мифологических сводах, что означало окончательную кодификацию постулатов синтоизма.

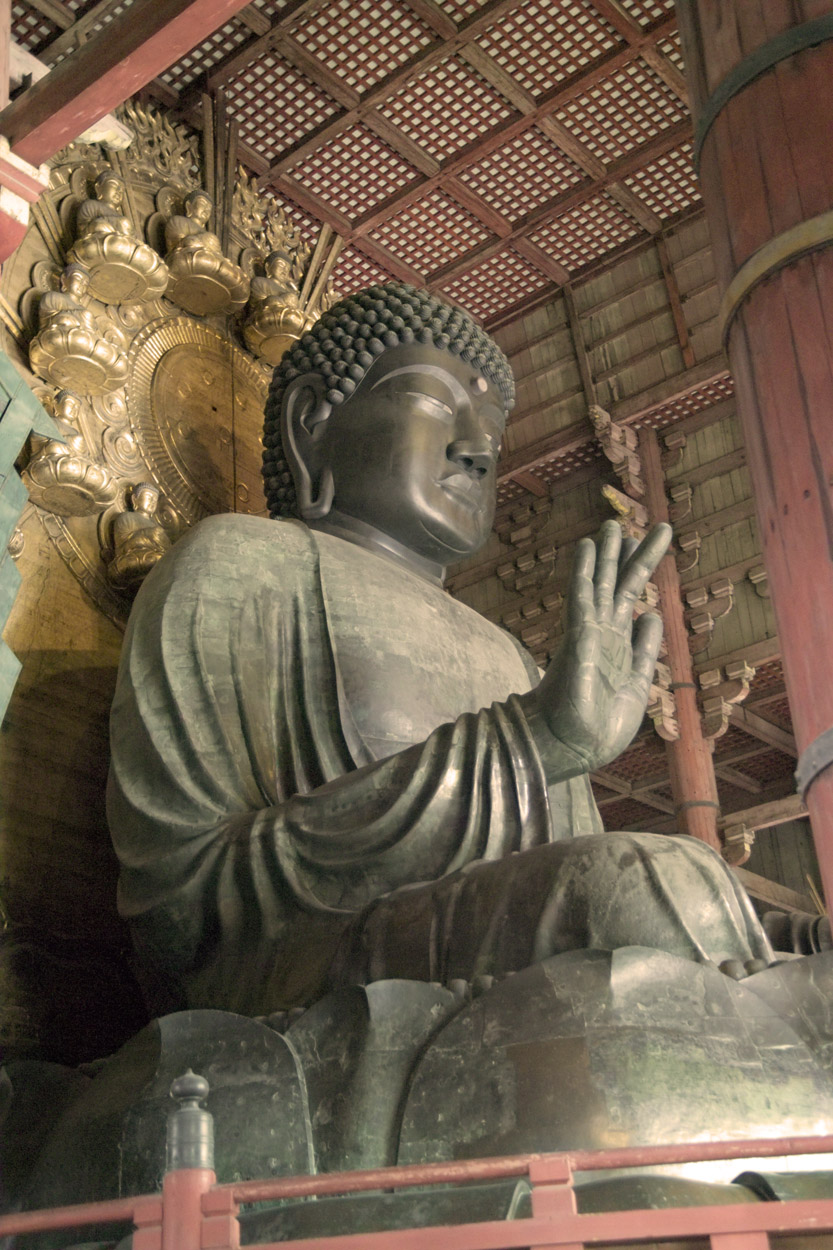
Статуя Будды в храме Тодай-дзи

Начиная с правления императора Тэмму (вторая половина VII века) роль буддизма в жизни двора постоянно возрастала. Правители страны часто даровали буддийским храмам обширные земельные наделы и тысячи крестьянских дворов, согласно их указам повсеместно проводились буддийские церемонии, в домах надлежало иметь буддийский алтарь и сутры. Постепенно буддийский ритуал кремации стал вытеснять синтоистский обычай предания тела земле (императрица Дзито была первой из японских монархов, чьё тело кремировали). В период Нара политика покровительства буддизму со стороны властей продолжилась. Кроме больших государственных храмов, перенесённых в новую столицу из Фудзивара-кё, в Наре строились и семейные храмы (удзидэра) влиятельных японских родов Фудзивара (Кофуку-дзи), Ки (Кино-дэра или Рэндзё-дзи), Кадзураки (Кадзураки-дэра), Сугавара и Саэки. Широкое строительство буддийских храмов (кокубундзи) развернулось и во всех провинциях государства, особенно при императоре Сёму. Действующие (Кокэн) и отрёкшиеся от престола (Сёму) правители принимали монашество.
В стране, особенно среди правящей элиты и приближённого ко двору духовенства, возник культ буддийских сутр (наиболее почитаемыми из которых считались «Конкомёкё», «Хоккэкё» и «Ниннокё»). Для буддийского духовенства была введена специальная шкала из 13 рангов, а всеми делами буддийской общины страны ведал монах, назначавшийся императором и ответственный перед ним (дайсодзу или дайсодзё). Остальным монахам запрещалось проповедовать вне храмов, посвящение в духовный сан они могли проходить только в храмах, утверждённых властями, а за нарушение предписаний предусматривались строгие наказания. Религиозным центром столицы во второй половине VIII века стал огромный храмовый комплекс Тодай-дзи («Великий храм Востока»), в котором также проводились важные официальные церемонии, например, присвоение рангов чиновникам.
Фактически император Сёму и его ближайшие наследники, особенно дочь Кокэн (Сётоку), придали буддизму статус государственной религии. Они окружали себя образованными монахами, которые приобретали при дворе большое влияние (один из них, Докё, даже предпринял последнюю в японской истории попытку свергнуть правящий род). Буддийское духовенство приобрело статус единственной социальной группы, которая давала возможность для вертикальной социальной мобильности выходцам из незнатных родов. Монахи того времени не только знали китайскую грамоту, но и занимались врачеванием и прикладными науками. Однако, в правление императора Конина буддийские монахи были несколько отодвинуты от дворцовых дел, произошла синтоистская реставрация и переосмысление официальной идеологии. Император Камму продолжил политику отделения буддизма от государственных дел, поддерживал новые буддийские направления в противовес «нанто рокусю» («шесть буддийских школ Нары»), а также покровительствовал основателям новых буддийских школ Сайтё и Кукаю. К концу VIII века начала складываться самостоятельная буддийская традиция, независимая от функционирования государственного аппарата. Крупные храмы, обладавшие обширными полями (такие как Тодай-дзи, Дайтоку-дзи или Ганго-дзи), вели почти автономное существование, в них начали создавать свои храмовые хроники, а также появились зачатки будущих религиозных школ.

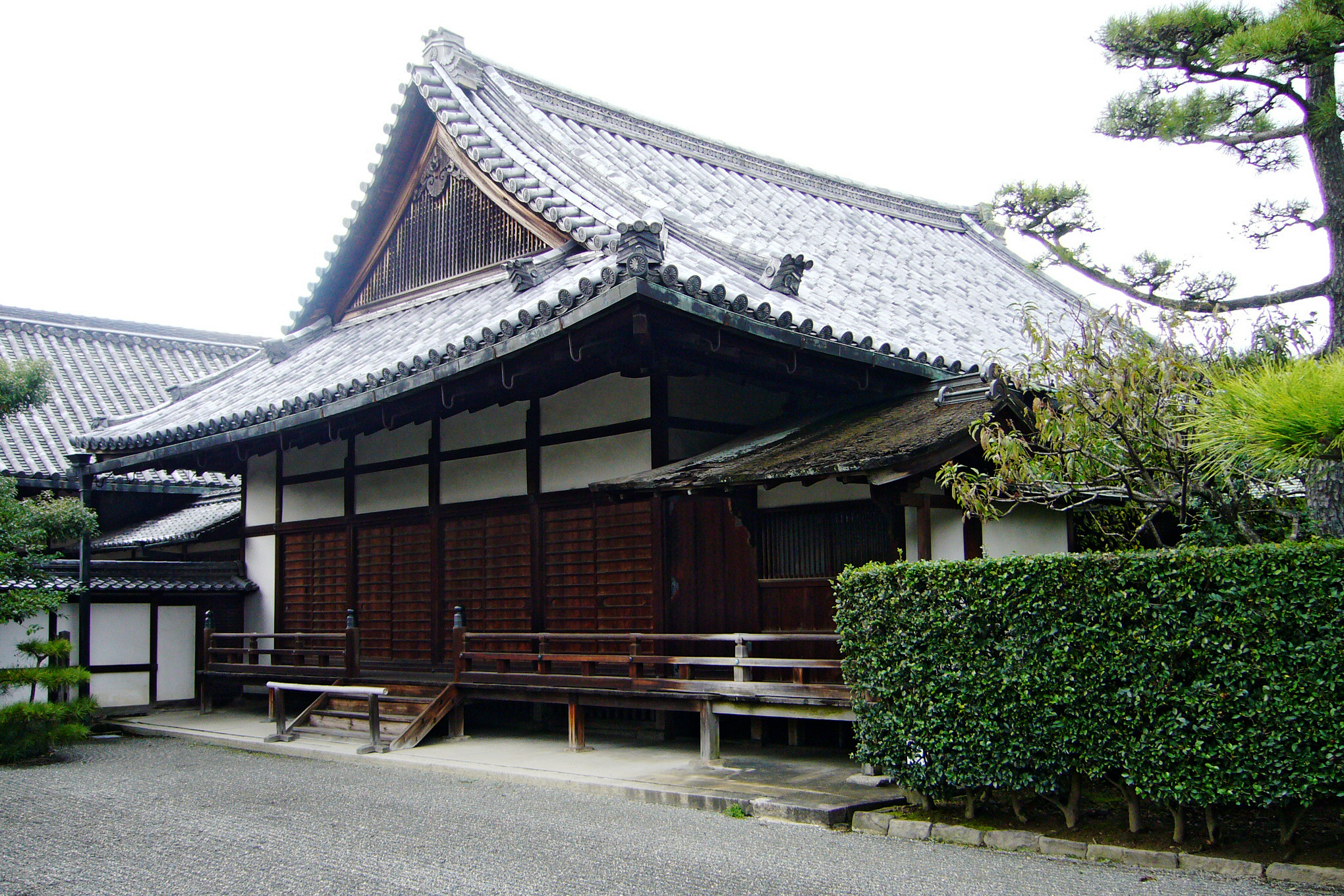
Храм Тюгу-дзи в Икаруге

Большинство знаменитых буддийских монахов периода Нара либо обучались в Китае, либо родились там. Основатель одного из крупнейших столичных храмов Дайан-дзи, монах Додзи, 17 лет обучался в Китае, после чего занимал должность рисси (ответственный за соблюдением монахами заповедей). Монах Гэмбо, проведший в Китае 20 лет, привёз в Японию 5 тыс. свитков сутр и шастр, после чего занимал должность дайсодзу, врачевал при дворе императора Сёму и был одним из инициаторов строительства сети кокубундзи (провинциальных храмов). В 754 году на корабле с возвращавшимся посольством в Японию прибыл китайский монах Гандзин, который привил местному духовенству «ортодоксальные» правила посвящения в монашество и основал в столице храм Тосёдай-дзи.
Также в период Нара через школы чиновников шло усвоение конфуцианских ценностей. В обучении широко использовались тексты «Лунь юй», «Сяо цзы» и «Сэндзимон» («Сочинение в тысячу иероглифов»), а также сборник образцов классической китайской прозы и поэзии «Вэньсюань». Императорский двор заимствовал из Китая и ритуальную систему «ли», включавшую в себя пять основных элементов: «цзили» или «китирэй» («ритуалы счастья») — ритуалы и церемонии поклонения предкам; «сюнли» или «кёрэй» («ритуалы несчастья») — ритуалы похорон; «цзяли» или «карэй» («ритуалы радости») — ритуалы совершеннолетия и бракосочетания; «биньли» или «хинрэй» («гостевые ритуалы») — ритуалы дипломатических отношений и этикета; «цзюньли» или «гунрэй» — военные церемонии и руководства по проведению манёвров, обучению войск и подготовке вооружения. Правила ритуалов и церемоний считались одной из составляющих законодательства. Система «ли» была важным элементом государственной идеологии, следовать которой были обязаны все, включая императора.

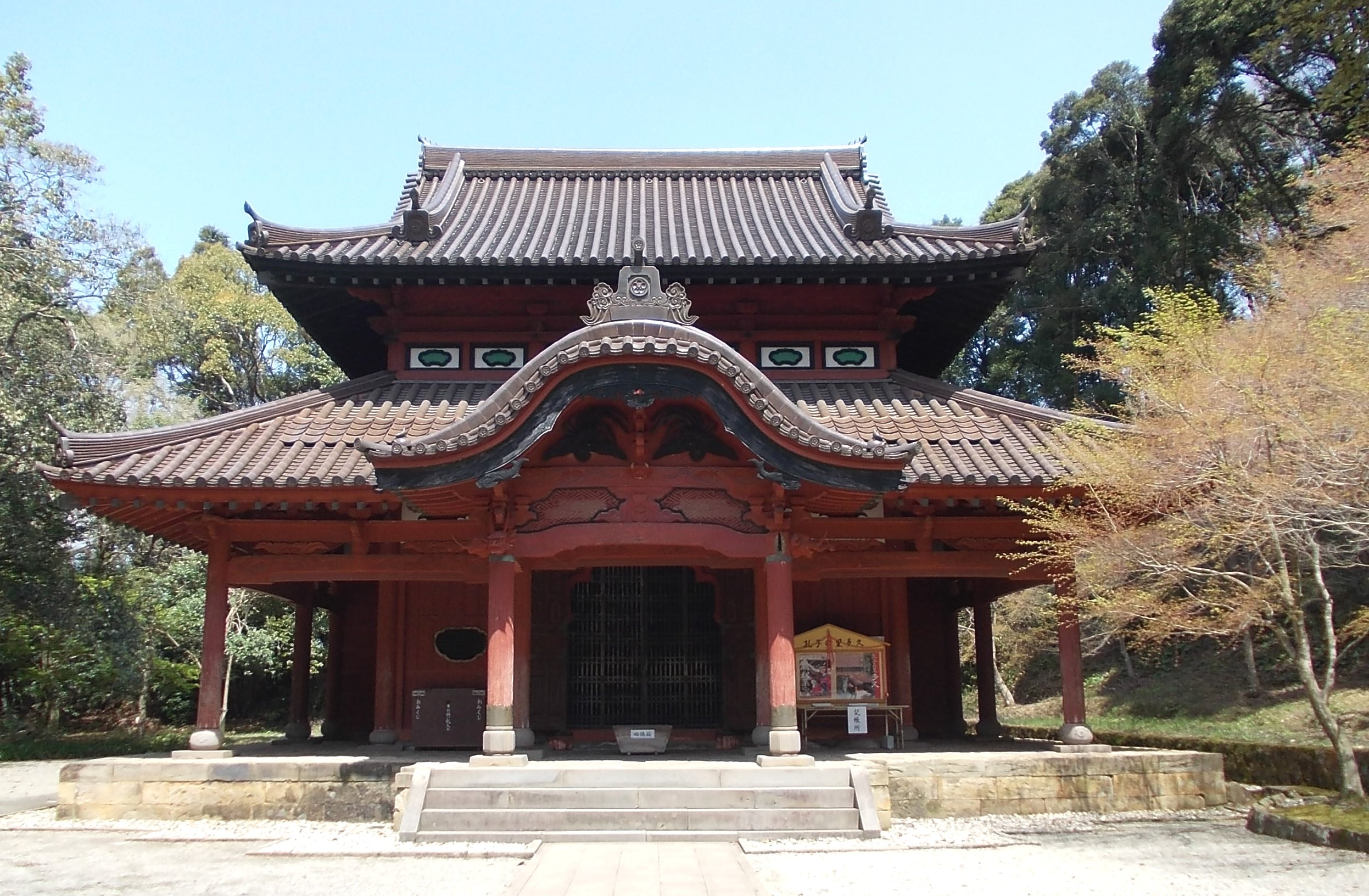
Конфуцианский храм в префектуре Сага

Заметное влияние при императорском дворе имел и даосизм, хотя заимствования из Китая даосских постулатов были избирательными и не носили систематического характера. Согласно даосским представлениям, император (тэнно) пребывал в небесном «фиолетовом дворце», откуда управлял даосскими мудрецами (махито), а двор Ямато являлся зеркальным отражением идеального «небесного» миропорядка. Посмертное японское имя императора Тэмму было Ама-но Нунахара Оки-но Махито, где «Оки» — японский вариант священного даосского острова Инчжоу. Атрибутами верховного правителя считались зеркало и меч — важные предметы даосского ритуала. Наиболее значительный ранг после реформы Тэмму назывался «махито».
К концу VIII — началу IX веков возросшее влияние буддизма и его стремление полностью охватить духовную сферу вошли в определённое противоречие с синтоизмом, который имел глубокие корни и широкое распространение среди народных масс. Но правящие круги, среди которых было немало выходцев с материка, воспринимали буддизм как органичную часть мировоззрения и силу, несущую более высокую культуру. Всё это требовало трансформации буддизма и приспособления его к местным реалиям. Именно это и сделали Сайтё — основатель школы Тэндай и Кукай — основатель школы Сингон. Они, и в первую очередь Кукай, соотнесли синтоистских богов с буддийским пантеоном и привели к общему знаменателю представления буддизма и синто относительно института императорской власти.

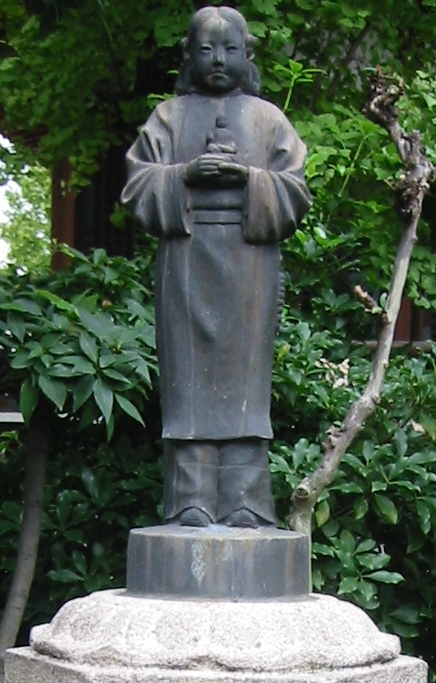
Статуя Сайтё в одном из храмов

Сайтё (посмертное имя Дэнгё-дайси) родился в семье потомков выходцев из Китая, религиозное образование начал в монастыре Дайан-дзи, а затем поселился в хижине у горы Хиэй, где и вырос монастырь Энряку-дзи. Получив покровительство императора Камму, Сайтё стал влиятельной персоной при дворе. В 804—805 годах он посетил Китай, где встречался с патриархами школы Тяньтай, а по возвращении основал свою школу Тэндай, центром которой стал монастырь на горе Хиэй. Именно благодаря синкретизму школы Тэндай буддизм получил широкое распространение среди простого народа. Через год после смерти Сайтё, умершего в 822 году, Энряку-дзи получил полную самостоятельность. После того, как школу возглавил Эннин, прославившийся своими дневниками с описанием Китая, в ней произошёл поворот к ритуальной стороне буддизма.
Кукай (посмертное имя Кобо-дайси) родился в семье провинциального чиновника из рода Саэки, получил классическое конфуцианское образование, а затем отправился в Чанъань, где учился у патриарха Хуэйго. В Японию Кукай привёз уникальные свитки по буддизму, литературе, поэзии, живописи, а также кисти для каллиграфии, чай и семена апельсина. Он стал выдающимся учёным своего времени: создал японскую азбуку, проектировал дамбы, писал работы по лингвистике, комментарии к сутрам и стихи. В 816 году Кукай подал прошение на строительство монастыря на горе Коя-сан, который позже стал религиозным центром школы Сингон, а в 823 году стал настоятелем столичного храма То-дзи. В одном из своих трактатов Кукай изложил положение «два учения — явное и скрытое», на котором в дальнейшем была построена теория рёбу синто («двоякий путь богов»). Согласно ей, синтоистские божества есть не что иное, как японская ипостась будд и бодхисатв.

### Обычаи, ритуалы и праздники
В период Дзёмон жители Японского архипелага уже знали различные амулеты и талисманы (в том числе магатамы, изготовлявшиеся из поделочных камней), ритуальные сосуды и статуэтки догу. Согласно различным версиям, догу и некоторые типы керамики использовались в ритуалах лечения больных или раненых, в ритуалах культа плодородия или для связи с миром духов. У девушек и юношей существовал обряд инициации, в ходе которого им вырывали или подпиливали зубы. Единого представления о посмертном существовании не было, поэтому погребения этого периода разнятся. Как правило, встречаются коллективные захоронения, но также и погребения в «раковинных кучах», пещерах и керамических сосудах. При раскопках в погребениях находились гребни, серьги, ожерелья, браслеты, одежды из шкур и материи.
Догу
Погребения периода Яёй, как правило располагавшиеся возле поселений, также не были единообразными. В ходе раскопок были обнаружены захоронения как без гробов, так и в деревянных, каменных и керамических гробах. На севере Кюсю поверх могилы сооружали небольшую насыпь из камней, в регионе Кансай могилу окружали рвом с водой. Нередко такие могилы были масштабными коллективными погребениями и являлись прототипом курганных захоронений периода Кофун. В регионе Канто и на северо-востоке Хонсю практиковались повторные захоронения, когда после разложения плоти человеческие кости омывались и помещались в керамический сосуд (к концу периода Яёй население этих областей всё же перешло к устройству могил, окружённых рвом с водой). В богатые погребения клали бронзовые зеркала и ритуальное оружие, украшения и китайские монеты, но они ещё не были территориально отделены от остальных могил и располагались на общем кладбище. Однако, к концу периода Яёй в юго-западной части архипелага всё чаще стали встречаться отдельные погребения, что свидетельствует об утрате общиной социальной однородности.
В период Яёй почти исчезли обычаи и ритуалы, игравшие заметную роль в период Дзёмон (использование догу и сэкибо, вырывание и подпиливание зубов), но сложились два главных ритуальных комплекса, базировавшиеся на севере Кюсю и в регионе Кансай. Для первого комплекса были характерны бронзовые ритуальные мечи с широким лезвием докэн, для второго — бронзовые колокола дотаку (хотя дотаку находили и на севере Кюсю, а мечи — на Сикоку, в Тюгоку и Кансае; кроме того, в начальный период существовали места, где мечи и колокола применялись параллельно). Третий ритуальный центр располагался на территории современной провинции Симане, где значительную часть населения составляли переселенцы и их потомки, поддерживавшие особо тесные связи с континентом (именно здесь сосуществовали мечи, колокола и бронзовые ритуальные копья дохоко). Со временем размеры дотаку увеличивались, они превращались из музыкального инструмента в ритуальный предмет, украшенный изображениями животных и сценами охоты. Согласно предположениям, мечи и колокола в обычное время были закопаны в земле и предъявлялись людям только во время обрядов и праздников, посвящённых защите общины от «сил зла» (впоследствии эта модель ритуального поведения нашла своё применение в синтоизме).
Ещё одним важным ритуальным предметом периода Яёй были бронзовые зеркала докё, распространённые от северного Кюсю (где их клали в погребения) до Кансая (где они использовались во время ритуалов). Докё местного производства в отличие от зеркал, привезённых из Китая и Кореи, хранились закопанными в землю. В конце периода Яёй на севере Кюсю докё местного производства стали употребляться не только в качестве погребального инвентаря, но и во время ритуалов (позже бронзовые зеркала вошли в число храмовых синтоистских святынь и даже стали одной из регалий императорского дома).
Докё
В период Кофун широкое распространение получили погребальные курганы, в которых хоронили государей Ямато («императоров»), местных правителей и родовую знать. Изначально сооружения курганного типа (функюбо) появились в III веке на севере Кюсю. Они строились на холмах или возвышенностях, окружённых рвом (по всей видимости, идея строительства курганов была заимствована из Китая или Кореи). Покойников хоронили в деревянных гробах почти без всякого погребального инвентаря. По этой причине многие учёные считают началом периода Кофун не III век, когда появились первые курганы, а всё же IV век, когда стали возводиться большие «императорские» курганы на равнине Нара. Строительство курганов продолжалось и в VII веке, но их размеры значительно уступали курганам периода Кофун.

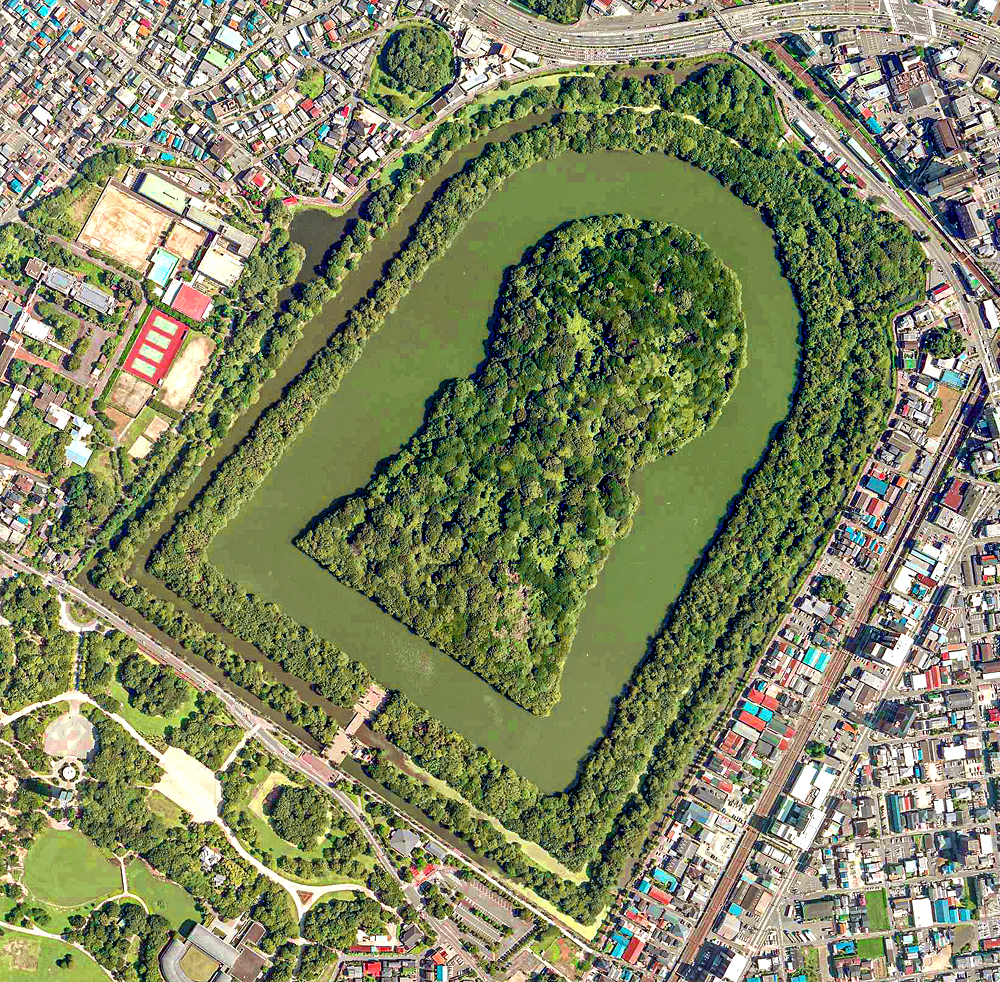
Курган императора Нинтоку. Вид сверху

Курганы были круглыми, полукруглыми, прямоугольными и квадратными, но самые престижные имели форму замочной скважины (дзэмпо коэн фун или дзэмпо кохо фун). Впервые данный тип курганов появился в регионе Кансай (Кинай) в конце III — начале IV веков, а затем распространился в других областях Японии, входивших в орбиту влияния государства Ямато (культура Кофун охватывала территорию, меньшую территории предшествовавшей ей культуры Яёй — от севера Кюсю до современной префектуры Мияги). Большинство крупнейших курганов с периметром более 200 м расположены на территории современных префектур Нара и Осака.
Погребальные камеры, образованные каменными плитами, имели вертикальные отверстия, через которые гроб опускался вниз. Изначально гробы выдалбливали из стволов японского кедра, но потом их вытеснили каменные и керамические гробы. В некоторых случаях гроб не помещали в камеру, а закапывали на вершине кургана. Погребальный инвентарь включал в себя короны, докё, железное (боевое) и бронзовое (ритуальное) оружие, колчаны, доспехи, железные орудия труда, украшения (бусы магатама, браслеты из яшмы и нефрита, кинжалы и топоры из яшмы). На склонах курганов возводились изгороди из камней, на вершинах и у подножия устанавливались глиняные скульптуры ханива, изображавшие жилище, домашнюю утварь (в том числе сосуды)), музыкальные инструменты (в том числе кото), животных и людей. Ханива были призваны «охранять» могилы предков от злых духов и указывать на статус покойника (для знатных курганов изготовлялись десятки тысяч ханива, для более скромных — по несколько сотен). Согласно ряду легенд, ханива заменили человеческие жертвоприношения, практиковавшиеся в погребальных ритуалах периода Яёй, однако никаких археологических подтверждений этому найдено не было.

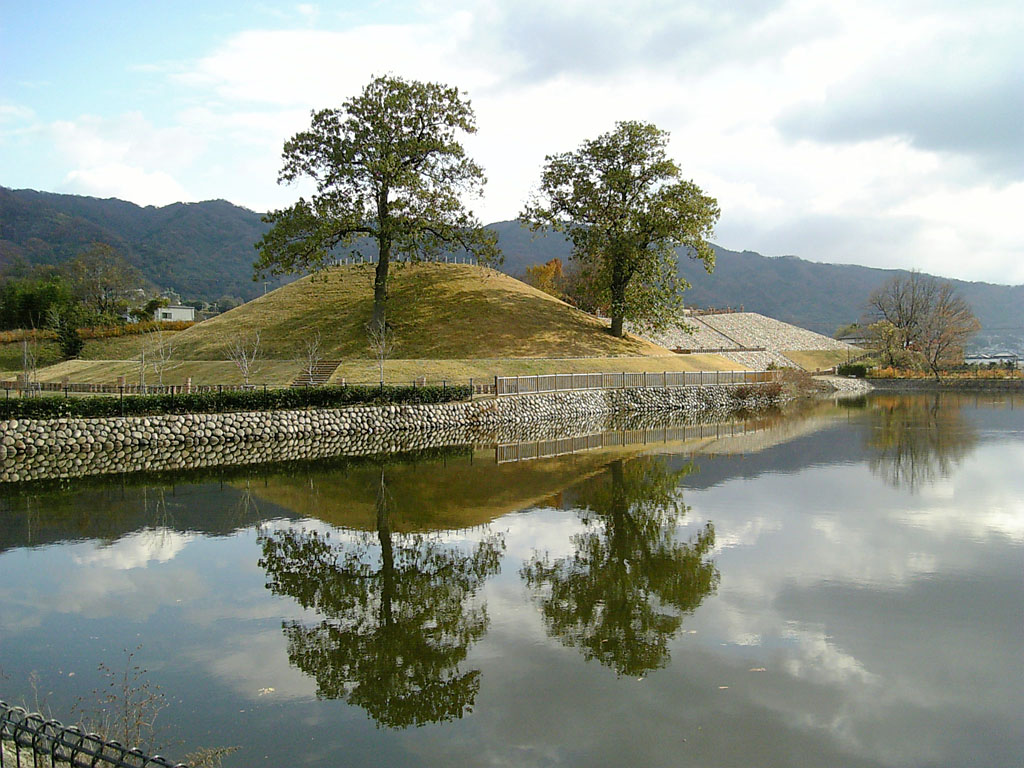
Курган Сиондзияма. Префектура Осака

В период Кофун широко встречались временные погребения знати (могари), когда между смертью и постоянным захоронением могло пройти несколько лет. После кончины правителя или важного вельможи сооружался «временный погребальный дворец» (могари-но мия), в котором хранились останки усопшего. Пока строился курган, служивший постоянным местом успокоения, над останками проводились различные ритуалы, призванные успокоить душу покойного и способствовать переходу его достоинств живому преемнику. Вместе с упорядочением государственной жизни и усилением китайского влияния в период Асука возросли единообразие и регламентация погребального обряда. Шире стали использоваться гробы китайского образца, а проведение ритуала могари было запрещено для лиц ниже правителя и принцев крови.
Начиная с V века курганы всё чаще стали возводить уже на равнинах, дополняя наиболее богатые из них специальными курганами (байтё) для погребального инвентаря. Захоронения привычно окружали одним или несколькими рвами с водой, на поверхности курганов часто устраивали насыпь из щебня и гальки, однако теперь погребальные камеры имели боковой вход, что позволяло совершать церемонии по нескольку раз. В связи с участившимися военными конфликтами в стране возник культ оружия, а в курганах всё чаще стали встречаться бронзовые и железные мечи, доспехи и фигурки коней. Кроме того, возросло количество погребальной утвари, изготовленной на континенте (золотые серьги и керамика суэ), и наоборот, стали исчезать (особенно на равнине Нара) каменная утварь местного происхождения, бронзовые зеркала и отчасти даже ханива (их культура переместилась на равнину Канто).

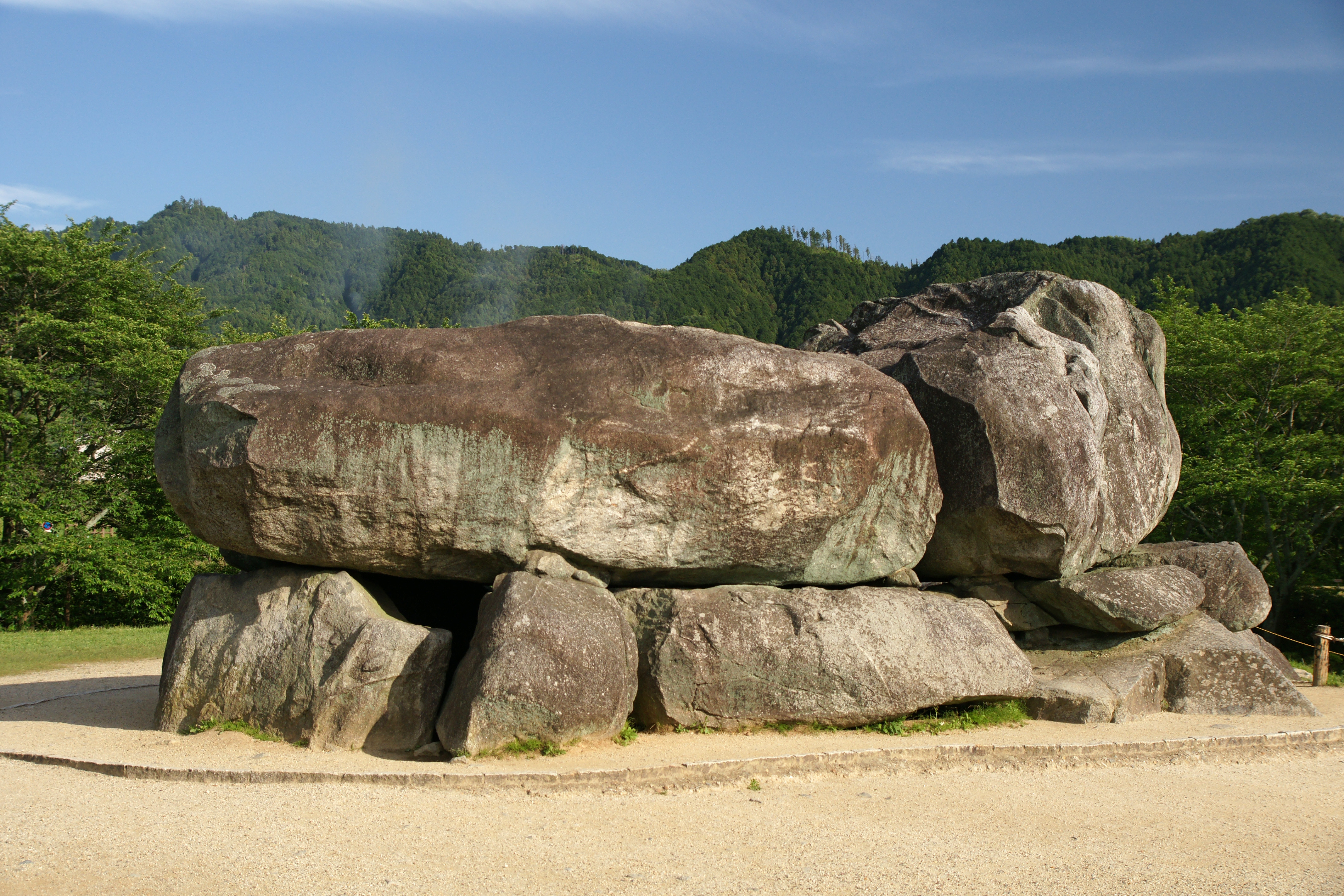
Захоронение Исибутай. Префектура Нара

В VI—VII веках размеры курганов уменьшились, но их стало значительно больше. Появились целые комплексы курганов, покрывавшие холмы десятками захоронений разной формы и размеров с различным погребальным инвентарём. Нередко такой инвентарь содержал разнообразные предметы обихода, которые указывали на социальный статус и профессиональные занятия покойного. В могилы клали керамические сосуды с запасами еды, которая предназначалась для загробной жизни умершего. Появились и новые региональные различия. На севере Кюсю стены погребальных камер украшались росписью, подобной росписи корейских курганов (вскоре она стала популярной и на равнине Нара), а скульптуры ханива были вытеснены фигурами из местного туфа. В то же время в восточной Японии искусство производства ханива достигло своего наибольшего расцвета. Распространение пришедшими с Корейского полуострова племенами культуры курганов сопровождалось вытеснением из центральной части Японского архипелага культуры колоколов дотаку.
В периоды Асука и Нара в Японии широко были восприняты многие элементы китайской системы ритуалов «ли». В правление императоров Кэйтая и Дзёмэя в страну были приглашены многие знатоки У-Цзин из Кореи, в результате чего уже в трудах принца Сётоку встречаются первые упоминания о ритуале как основе государственной идеологии. Японский придворный церемониал содержал много заимствований и деталей китайского придворного обихода. Но раньше всего японцы восприняли китайские похоронные ритуалы (указ 646 года регламентировал погребальные процедуры на манер принятых в Китае). С распространением буддизма, утвердившегося в VIII в качестве государственной религии, на первое место вышла обрядовая практика кремации тел умерших.
Одним из древнейших праздников, известных уже в период Хэйан, является гэмпуку — ритуал совершеннолетия, когда юноша надевал одежду взрослого покроя и делал причёску мужчины. Традиции ханами (любования цветением плодовых деревьев) и танабата (праздника влюблённых) также ведут свою историю с периода Хэйан. Другими древними праздниками, дошедшими до наших дней, являются сюмбун-но хи — буддийский праздник весеннего равноденствия, когда поминались предки, сэцубун — праздник весны или Новый год по лунному календарю, когда было принято изгонять демонов они, хинамацури — праздник девочек и танго-но сэкку — праздник мальчиков.

## Хозяйство и быт

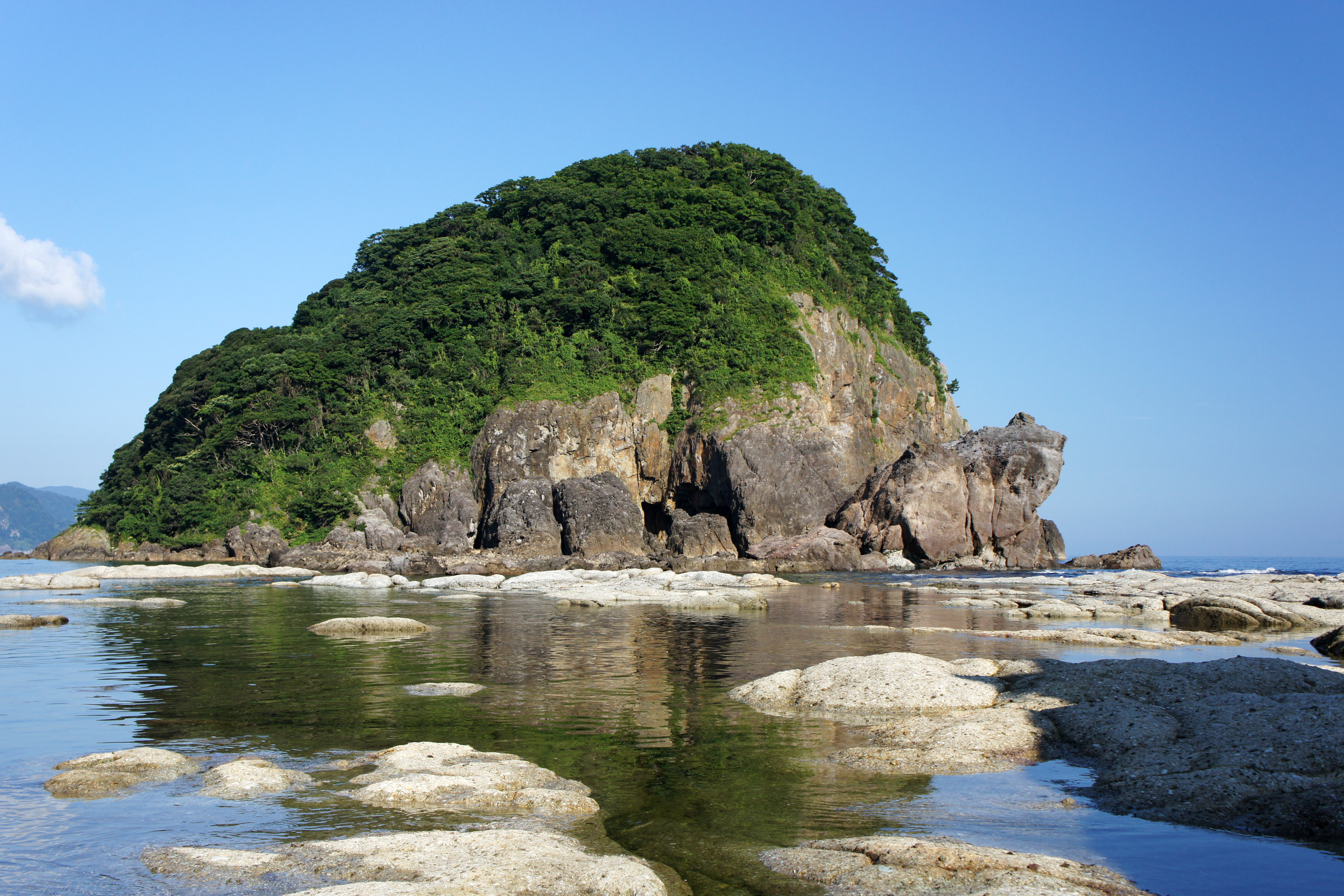
Море и горы — типичный японский пейзаж

Из-за особенностей рельефа в Японии получили развитие три хозяйственно-культурных типа, находившихся в тесной взаимосвязи: приморский (рыболовство, собирательство моллюсков и водорослей, выпаривание соли), равнинный (земледелие с преобладанием заливного рисоводства) и горный (охота, собирательство орехов, каштанов, желудей, кореньев, ягод, грибов и дикого мёда, заготовка хвороста и древесины, богарное земледелие). Вместе с тем, природные особенности архипелага предопределили изолированность отдельных регионов, что затрудняло процессы товарного и культурного обменов (обилие гор способствовало консервации локальных особенностей жизни, а короткие и бурные реки не играли важной объединяющей роли, присущей рекам в других древних цивилизациях). Занятие морским рыболовством и орошаемым земледелием подталкивало древние племена к ранней оседлости. Самообеспеченность ресурсами большинства регионов Японских островов стала предпосылкой к проявлению политического сепаратизма, который наблюдался на протяжении всего периода древней Японии.
Изменение климата в конце палеолита и начале периода Дзёмон вынудило людей адаптироваться к новым условиям обитания. В связи с освоением лесов и охотой на оленей, кабанов, медведей, зайцев, барсуков, куниц и птиц на смену копью пришёл лук, возросла роль капканов и каменного топора. Большее чем раньше значение приобрели собирательство и рыболовство. По мере потепления и расширения лесов на север основная масса населения переместилась с северного Кюсю на северо-восток Хонсю, где сложились благоприятные условия для рыболовства (особенно кеты и горбуши), собирательства и охоты. Подъём уровня мирового океана привёл к образованию прибрежных тёплых отмелей, богатых рыбой и моллюсками. Именно вокруг таких отмелей и возникали поселения и «раковинные кучи» (большинство из них располагалось вдоль тихоокеанского побережья, особенно в районе Канто). Основу рациона составляли рыбы, выловленные в реках и бухтах во время приливов (лосось, окунь, кефаль), и моллюски, собранные на мелководье во время отливов, но встречалась и океанская добыча (тунцы, акулы, скаты и даже киты). Нередко рыбацкие лодки достигали островов Садо и Микурадзима, а также пересекали Сангарский и Корейский проливы.
С течением времени значение охоты постепенно падало, а роль добычи морских ресурсов, напротив, росла. Начало производства керамики в период Дзёмон знаменовало собой важный этап эволюции древнего человека и его образа жизни. Поскольку наличие керамических сосудов позволяло дольше хранить запасы в ямных кладовых и готовить пищу на огне, изменился рацион и характер питания (значительная часть пищи стала употребляться в варёном виде, что привело к уменьшению риска инфекции и заражения паразитами, а следовательно увеличило продолжительность жизни). Во второй половине периода Дзёмон начинается практика выжигания участков леса для их дальнейшего хозяйственного использования. На севере Кюсю и в южной части Хонсю происходит развитие примитивного подсечно-огневого земледелия, которое около 1000 года до н. э. практиковалось уже достаточно широко (люди культивировали ямс, гречиху, просо и суходольный рис, для чего изготавливали каменные ножи-серпы). Однако, возделывание культурных растений носило вспомогательный характер и не оказывало большого влияния на образ жизни племён.

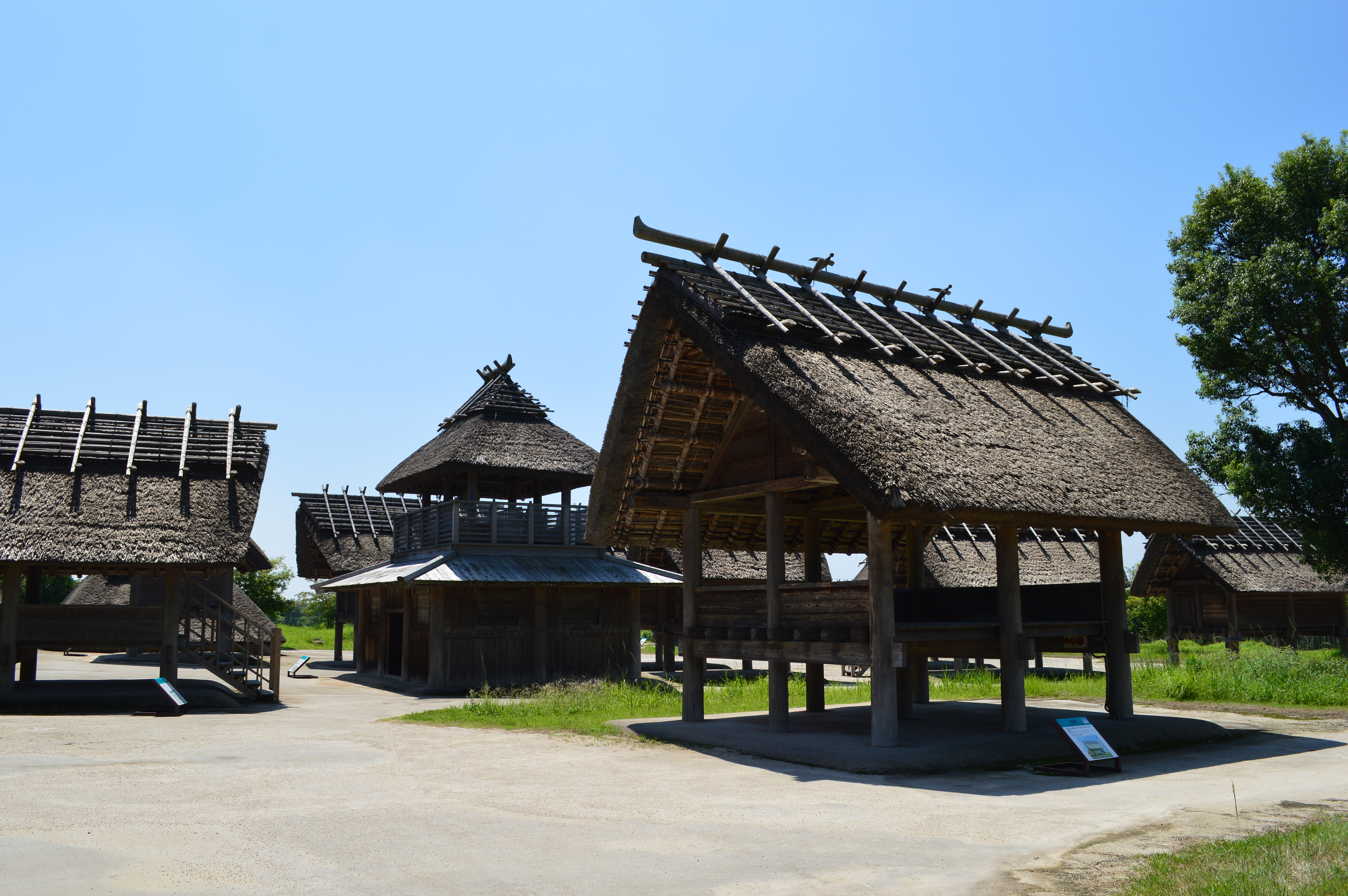
Реконструкция поселения периода Яёй

В период Яёй под воздействием континентальной культуры на Японском архипелаге утвердилась новая форма хозяйствования — большая часть населения островов перешла к оседлому интенсивному земледелию, основу которого составляло заливное рисоводство. Кроме того, широко стали использоваться железные орудия труда (топоры, серпы, ножи), получила развитие ирригация (создание сложных оросительных и дренажных систем), для обустройства заливных полей и сооружения дамб люди проводили масштабные земляные работы, требующие координации усилий. Охота потеряла прежнее значение, о чём свидетельствует резкое уменьшение числа находок наконечников стрел в археологических слоях раннего периода Яёй.
Изначально культура рисоводства укоренилась на севере Кюсю, в юго-западной и центральной части Хонсю. На северо-востоке Хонсю этот процесс протекал намного медленнее, хотя рисоводство уже в начале периода Яёй было знакомо на севере. Постепенно центр хозяйственной жизни архипелага переместился в центральную и южную Японию, численность населения которой быстро обогнала северо-восточную часть страны. Рост продуктивности земледелия нашёл своё отражение в появлении деревянных хранилищ на сваях, которые вытеснили ямные кладовые, присущие периоду Дзёмон. Но даже в наиболее развитой центральной Японии жители холмистых и горных районов ещё долго практиковали суходольное подсечное земледелие, продолжали заниматься охотой и собирательством, а жители прибрежных районов — морским промыслом.

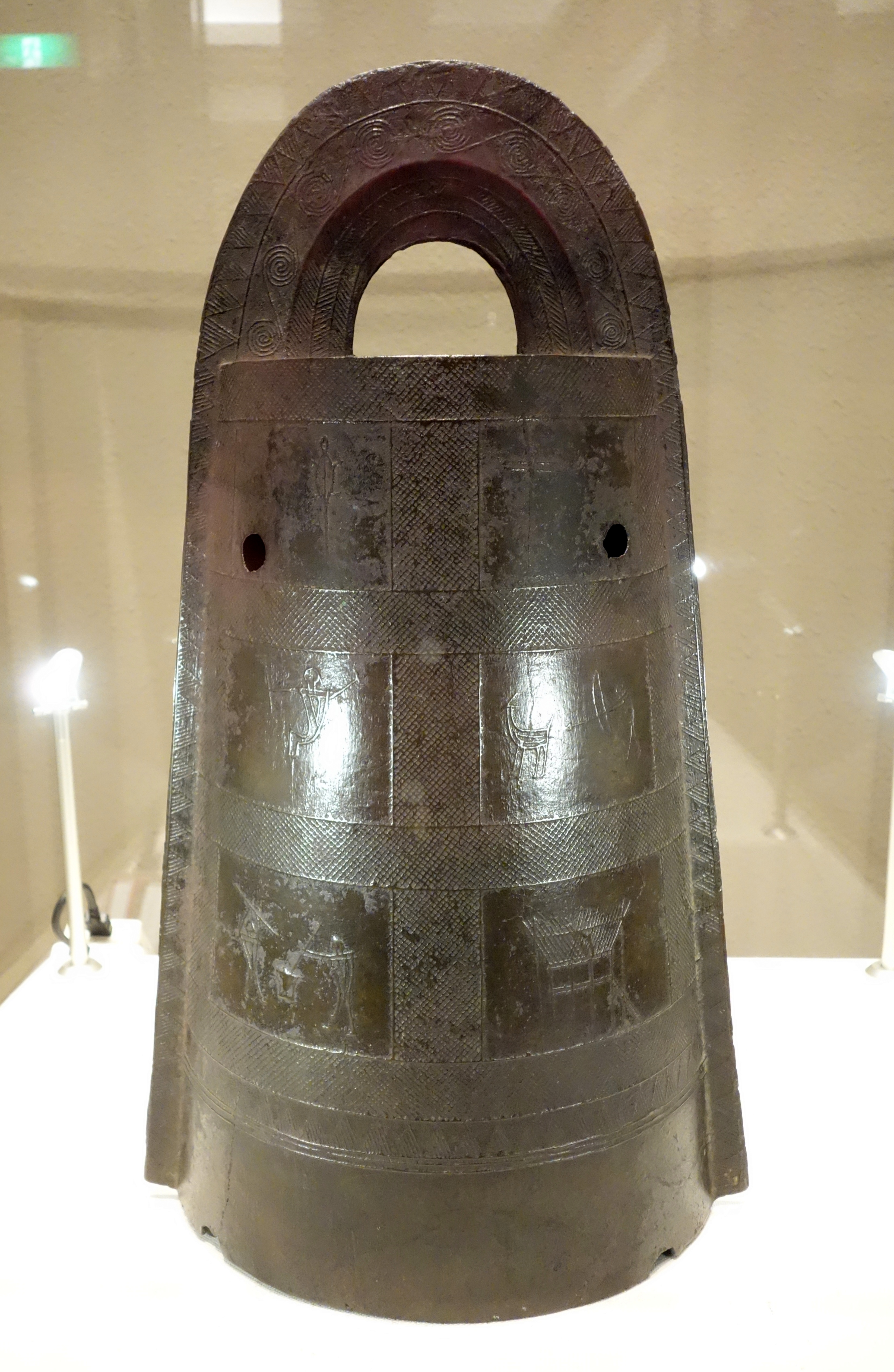
Дотаку. II—I век до н. э. Токийский национальный музей

Благодаря мигрантам с континента в период Яёй архипелаг познакомился с культурой металлов и технологиями металлургии (изначально использовались привозные изделия, изготовленные в Корее и Китае, но позже началось и собственное производство). Благодаря импорту знаний в Японии археологические эры бронзы и железа не были разведены во времени и в значительной мере пересекаются (более того, применение бронзы в период Яёй началось даже позже железа, поэтому сразу после каменного века на архипелаге наступил бронзово-железный век). Из железа производились простые орудия хозяйственной деятельности и боевое оружие (мечи, наконечники копий и стрел, рыболовные крючки, лопаты, топоры и серпы), а из бронзы — более престижные символы власти и культовые принадлежности (ритуальные мечи и копья, дотаку, зеркала).
Первые свидетельства появления производства металлов (каменные и глиняные литейные формы) были обнаружены на севере Кюсю. В начале периода Яёй даже руда для литья завозилась с материка. Каждый из образовавшихся хозяйственных укладов (приморский, равнинный и горный) имел относительно специализированный характер, что и предопределило возникновение натурального товарообмена между побережьем и внутренними районами. Жители внутренних районов поставляли дичь и древесину, которая использовалась для строительства лодок и домов, для отопления, производства металлов, обжига керамики и выпаривания соли (в прибрежных районах и на равнинах леса были сведены под поля и как топливо довольно быстро), а также деревянную утварь (лопаты, грабли, мотыги, ступы, ложки, черпаки, чашки), кость оленя для крючков, лианы и волокна конопли для сетей и лесок. В обратном направлении шли рис, рыба, моллюски, водоросли и соль. Производство металлов, керамики и тканей существовало и в горных районах, и на побережье, поэтому в этой сфере обмен шёл не столько самими изделиями, сколько их уникальными образцами, отличавшимися стилем или качеством от основной массы.

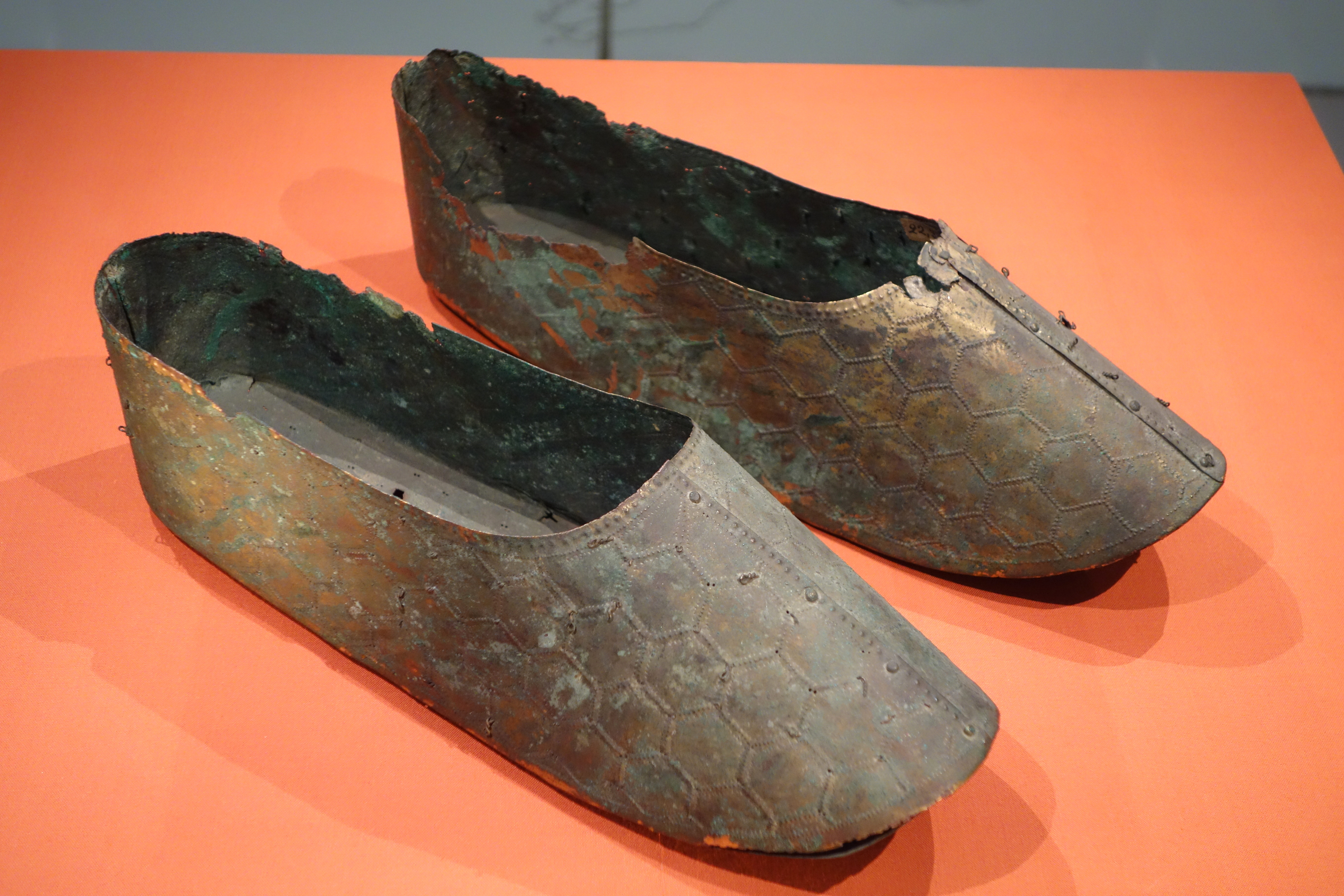
Бронзовая обувь периода Кофун. Токийский национальный музей

В период Кофун климат архипелага претерпел изменения: возросло количество осадков и понизилась общая температура. Это отодвинуло ареал заливного рисоводства на юг и вынудило людей приспосабливаться к более суровым условиям. В связи с интенсификацией хозяйства стали шире применяться металлические орудия труда, почти вытеснившие деревянные, началось массовое сооружение ирригационных систем, что повлекло за собой кооперацию на региональной уровне. Из Китая и Кореи импортировались железные слитки, которые использовались и как сырьё для литья, и как некий денежный эквивалент. В результате увеличилась площадь обрабатываемой земли, усилилась централизация жизни, появились огромные государственные хранилища зерна. Власти проводили мобилизацию рабочих рук для строительства огромных курганов, дворцов, святилищ и каналов.
К концу периода Кофун появилось значительное имущественное и социальное расслоение общества, выделилась заметная прослойка чиновников и священнослужителей, получили развитие трудовая повинность и налогообложение. На значительной части архипелага разрозненные общины периода Яёй были объединены под властью правителей Ямато. Благодаря активным контактам с материком, возросшей продуктивности хозяйства, прогрессу в ремёслах и сельском хозяйстве, более широкому применению металлических орудий регионы Кансай и северный Кюсю опережали в технологическом развитии остальные земли Японских островов.

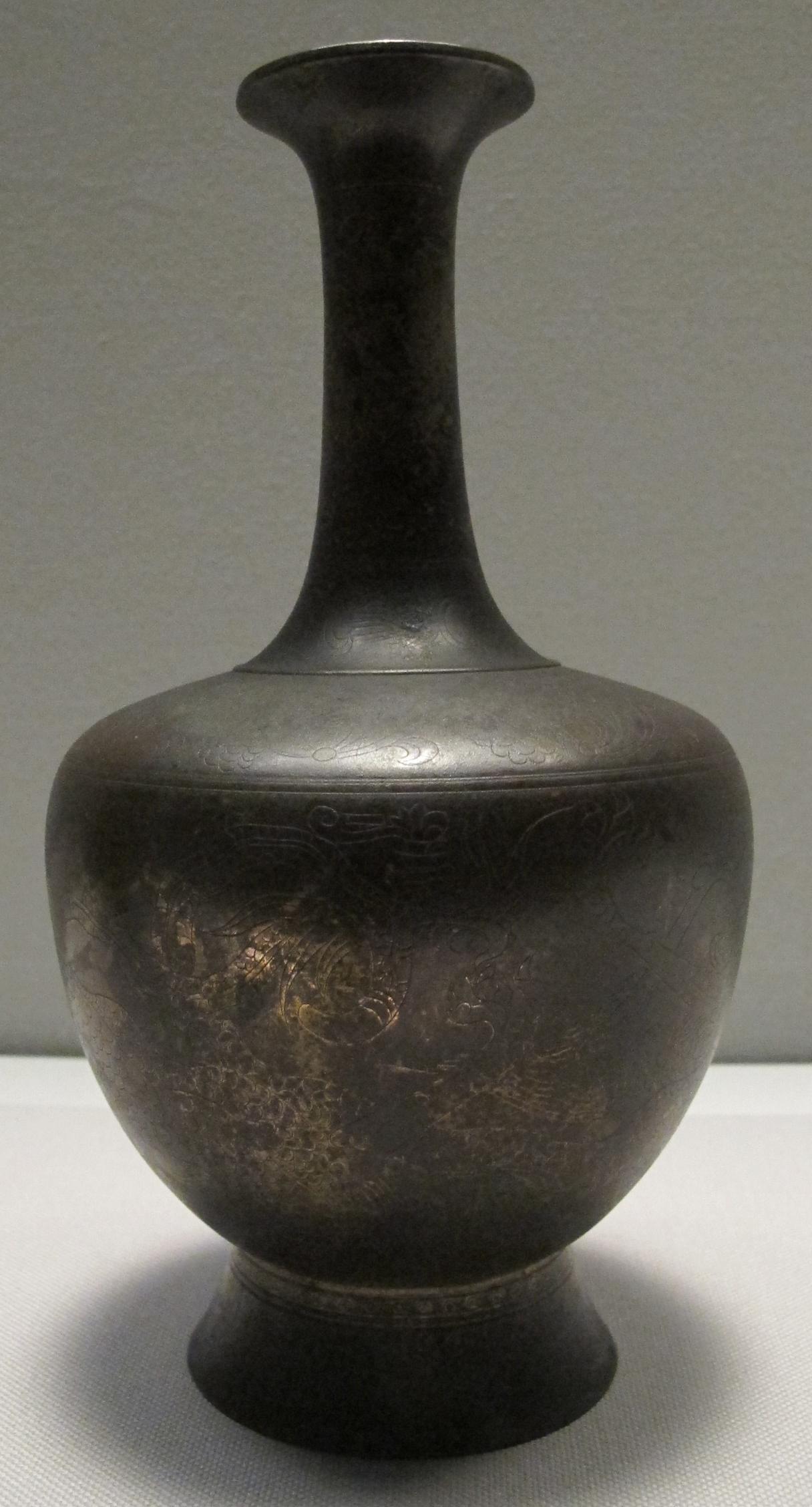
Кувшин периода Асука

Согласно реформам Тайка (646 год), упразднялись частные владения и работавшие на них зависимые категории населения, вводились государственная собственность на землю, надельная система землепользования и троякая система налогов (зерном, тканями или ватой, и трудовая повинность), составлялись реестры дворов и налоговые списки. Высшие чиновники получали на содержание семьи хозяйства в виде натуральной ренты с определённого количества дворов. Средние и мелкие чиновники получали за службу отрезы шёлка и другие ткани. Значительно модернизировалась дорожная инфраструктура, вдоль главных торговых трактов обустраивались почтовые станции и постоялые дворы с конюшнями, что облегчало связь между столицей и отдалёнными провинциями.
Подворные реестры составлялись в 646, 652, 670 и 689 годах, после чего казённо-обязанное население и крестьяне стали наделяться землёй. Для этого были установлены и унифицированы имевшиеся единицы измерения площади (тан и тё). Согласно указу 691 года власти определили привилегированные земли и доходы с дворов, которые жаловались знати в качестве компенсации за земли, ранее перешедшие в государственную собственность, а также сановникам в соответствии с их рангом — за службу. Окончательно система привилегированных владений (земли, выделяемые за должности, ранги и заслуги перед императорским двором) сформировалась в VIII веке.
Пожалования включали как натуральные выдачи, так и доход с определённого количества дворов (дзикифу), закреплённых за конкретным лицом или учреждением — ранговым служащим, учёным-конфуцианцем, принцем или буддийским храмом. Формально дзикифу продолжали оставаться в введении местных властей, которые не допускали превращения этих дворов в наследственные частные владения (нередко правители издавали указы, согласно которым изменяли количество дзикифу, пожалованных кому-либо, или возвращали их государству).
В период Нара в законодательстве для отдельных провинций были указаны специфические местные продукты и изделия, шедшие в виде налогов непосредственно ко двору (например, продукты морского промысла вместо обычных тканей). Налогоплательщиком выступал не отдельный человек, а целая община. В Наре имелись два больших рынка, находившихся под строгим контролем властей, которые устанавливали фиксированные цены и следили за качеством товаров. На рынках торговали как купцы, так и государственные лавки, продававшие товары, поступавшие в виде податей от управляющих провинций и больших буддийских храмов. Здесь можно было приобрести рис, рыбу, овощи, водоросли, молочные продукты, сушёное мясо и соль, а также письменные принадлежности, буддийские сутры, одежду, посуду, украшения и красители для тканей.

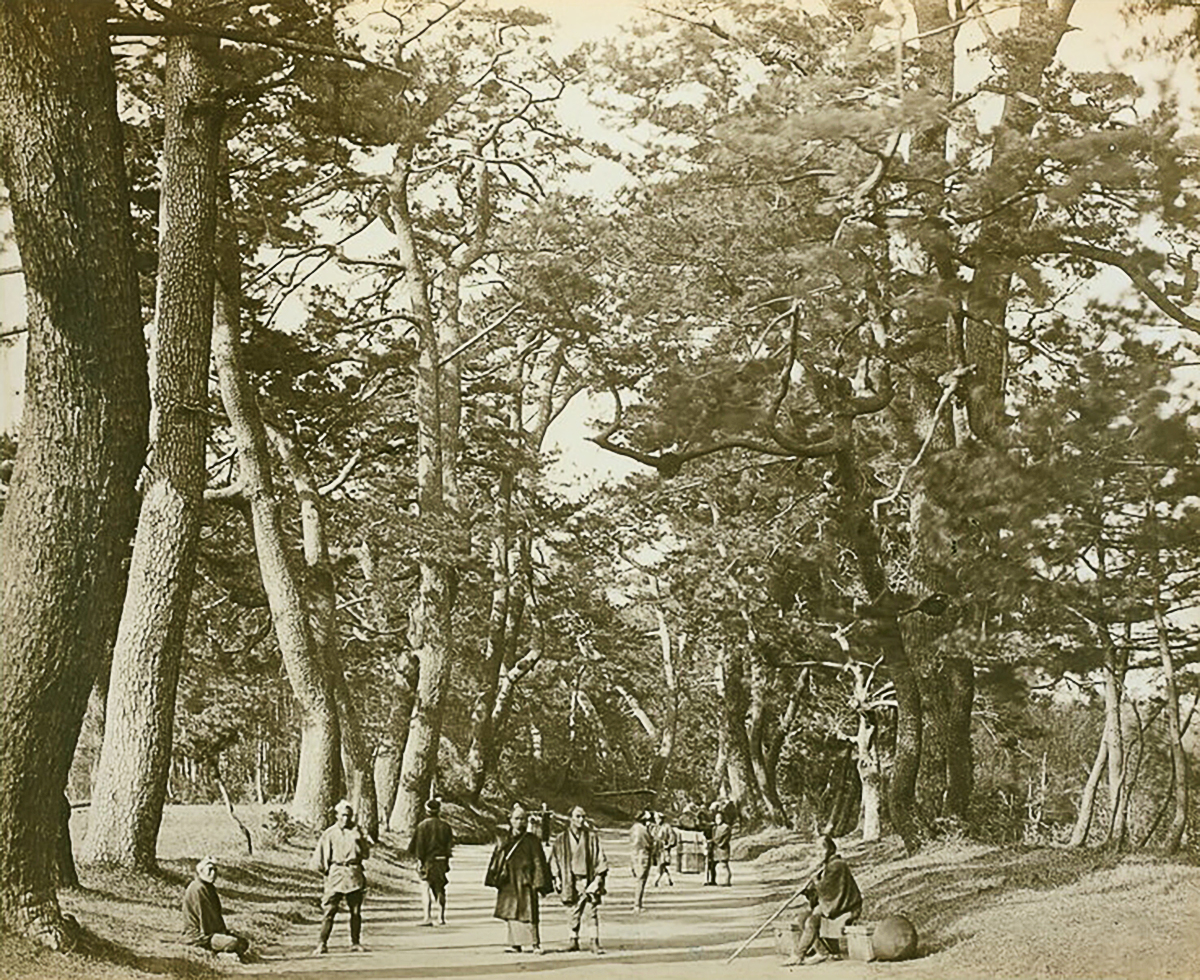
Дорога Токайдо в середине XIX века

Если в V—VII веках наиболее трудоёмким видом общественных работ было сооружение курганов, то в VIII веке все силы страны, в том числе огромные людские ресурсы, были направлены на возведение Нары и сети коммуникаций. Для строительства столицы каждые 50 крестьянских дворов были обязаны в качестве трудовой повинности выделись двух мужчин, которые сменялись земляками каждые три года.
Именно в VIII веке для обеспечения связи между столицей и периферией были построены семь «государственных дорог» (кандо), которые подразделялись на «большие», «средние» и «малые». Статус «большой» кандо имела Санъёдо, проходившая от Нары вдоль побережья Внутреннего Японского моря до провинции Нагато (далее через Кюсю путь лежал на материк). Статус «средних» имели кандо Токайдо (проходила вдоль берега Тихого океана до провинции Муцу) и Тосандо (проходила по центральным областям острова Хонсю до провинций Муцу и Дэва, где соединялась с Токайдо). Остальные дороги считались «малыми»: Хокурикудо (проходила вдоль побережья Японского моря до провинции Этиго), Санъиндо (проходила вдоль побережья Японского моря до провинции Нагато), Нанкайдо (проходила через Авадзи на Сикоку, где расходилась к столицам всех четырёх тамошних провинций) и Сайкайдо (проходила по Кюсю).
Вдоль кандо располагались столицы провинций (около 60), от которых были проложены региональные дороги к административным центрам уездов (около 600). На кандо были обустроены почтовые станции, которые обеспечивали императорских гонцов, мытарей и послов ночлегом и лошадьми. В среднем станции находились на расстоянии 16 км друг от друга, а всего их насчитывалось более 400. Новые государственные дороги были относительно прямыми и широкими (от 18 до 23 м), региональные уступали им и в большинстве своём являлись древними реконструированными торговыми путями (имели ширину от 5 до 13 м). Расстояние между столицей и Кюсю гонцы преодолевали за 4—5 дней, а между Нарой и северо-восточными провинциями Хонсю — за 7—8 дней. В период Хэйан из-за ухудшения качества дорог и уменьшения числа почтовых станций сроки доставки сообщений увеличились почти вдвое. Водные коммуникации оставались неразвитыми, а число лодочных станций было крайне невелико.
Морские коммуникации использовались преимущественно в одном направлении — с материка в Японию. Жители архипелага не строили больших кораблей, приспособленных для плавания в открытом море, абсолютное большинство их судов предназначалось для каботажных перевозок. Постепенно хозяйственные и политические связи Японии с внешним миром, активные в период Асука, сократились. Море (особенно Японское) воспринималось как государственная граница, цикл воспроизводства носил замкнутый и самодостаточный характер, богатые морские ресурсы и заливное рисоводство способствовали освоению прежде всего ближнего пространства.

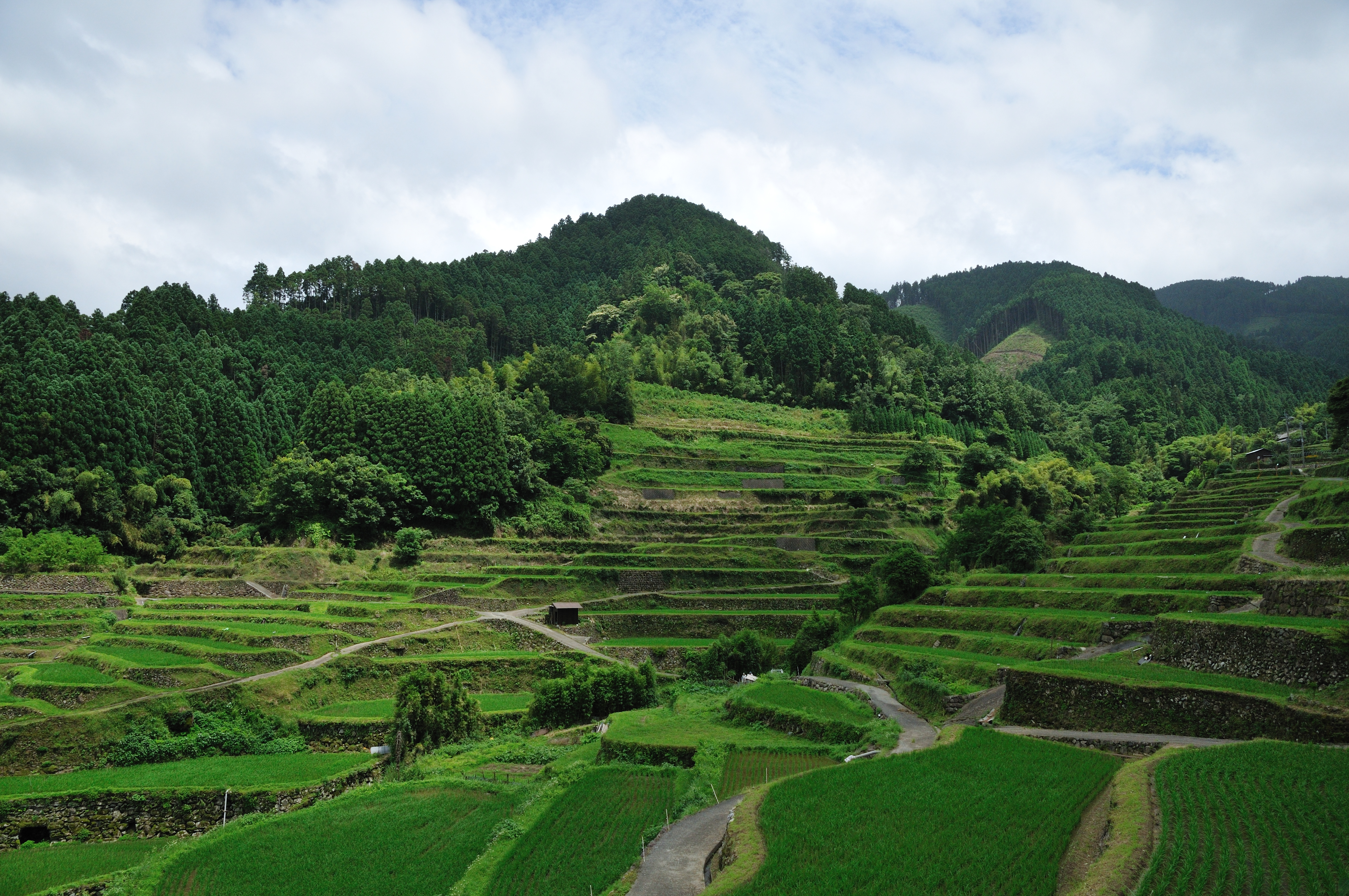
Рисовые террасы на Кюсю

Крестьяне составляли около 90 % населения Японии. Раз в шесть лет крестьянин имел право получить земельный надел, но нередко он был меньше положенного, располагался далеко от дома и представлял собой раздробленные участки. Крестьянин платил зерновой (со) и натуральный (тё) налог, а также особый налог на тех, кто не отрабатывал трудовую повинность (ё). Со составлял около 3 % урожая (значительная часть населения по-прежнему была связана с рыболовством, охотой и собирательством); тё взимался с усадебных участков каждого двора (позже — с каждого взрослого мужчины) тканями, шёлковой пряжей и ватой, лаком, керамикой и другими изделиями домашнего ремесла, а также морепродуктами, металлами и продуктами горнодобычи; ё также можно было уплачивать тканями, рисом, солью и другими продуктами. Трудовая повинность (буяку) длилась до 70 дней в году и выполнялась как в столице, так и в провинциях (возведение храмов, административных зданий, каналов, дорог и укреплений). Власти выдавали рабочим паёк, который урезался вдвое в случае болезни или непогоды, когда работы прекращались. В случае необходимости (например, при строительстве Нары), власти мобилизировали население и на более длительный срок. Максимальный срок службы в домах аристократов устанавливался в 200 дней в году, но нередко он превышался на усмотрение хозяина. Воинскую повинность отбывал каждый третий взрослый крестьянин (охрана границ и порядка, строительные работы и ежегодные воинские сборы).
Для сельскохозяйственных работников существовали рисовые займы (суйко), когда зерно выдавалось со складов под 50 % (государственная ссуда) или 100 % годовых (частная ссуда). В 735—737 годах в стране разразилась эпидемия чёрной оспы, после которой наступил тяжёлый экономический кризис. Условия жизни крестьян настолько ухудшились, что в 737 году власти были вынуждены упразднить частную ссуду под высокий процент. Несмотря на это, крестьяне массово уходили в города, кидая свои наделы и отказываясь уплачивать долги.
В период Нара около 1 % населения составляли полусвободные ремесленники синабэ и дзакко (или томобэ). Формально они относились к категории рёмин, но фактически стояли между рёмин и сэммин, так как ремесло считалось менее достойным занятием, чем земледелие (хотя большинство ремесленников в соответствии с надельной системой получали землю для самостоятельной обработки и кормились с неё). К синабэ относились музыканты, поставщики продуктов и соколов для охоты, водоносы, садоводы, гончары, красильщики, производители бумаги, аптекари и виноделы, к дзакко — кузнецы, изготовители доспехов, оружия и упряжи (нагрудных панцирей, щитов, луков, стрел, колчанов, уздечек и походных шатров), изготовители музыкальных инструментов. Дзакко разрешалось заключать браки с «добрым людом», а синабэ по своему статусу приближались к комин («людям императора»). Часть синабэ и дзакко являлись мелкими служащими на государственных предприятиях, составляя вместе с тонэри (дворцовыми служащими) и мелкими чиновниками низшее звено бюрократического аппарата. Как государственные служащие, эти группы ремесленников освобождались от уплаты налогов и податей, а также от трудовой повинности (фактически они выполняли её, производя ремесленные изделия по предписанию придворного хозяйственного управления). В 759 году синабэ были официально упразднены, перейдя в категорию податного населения.

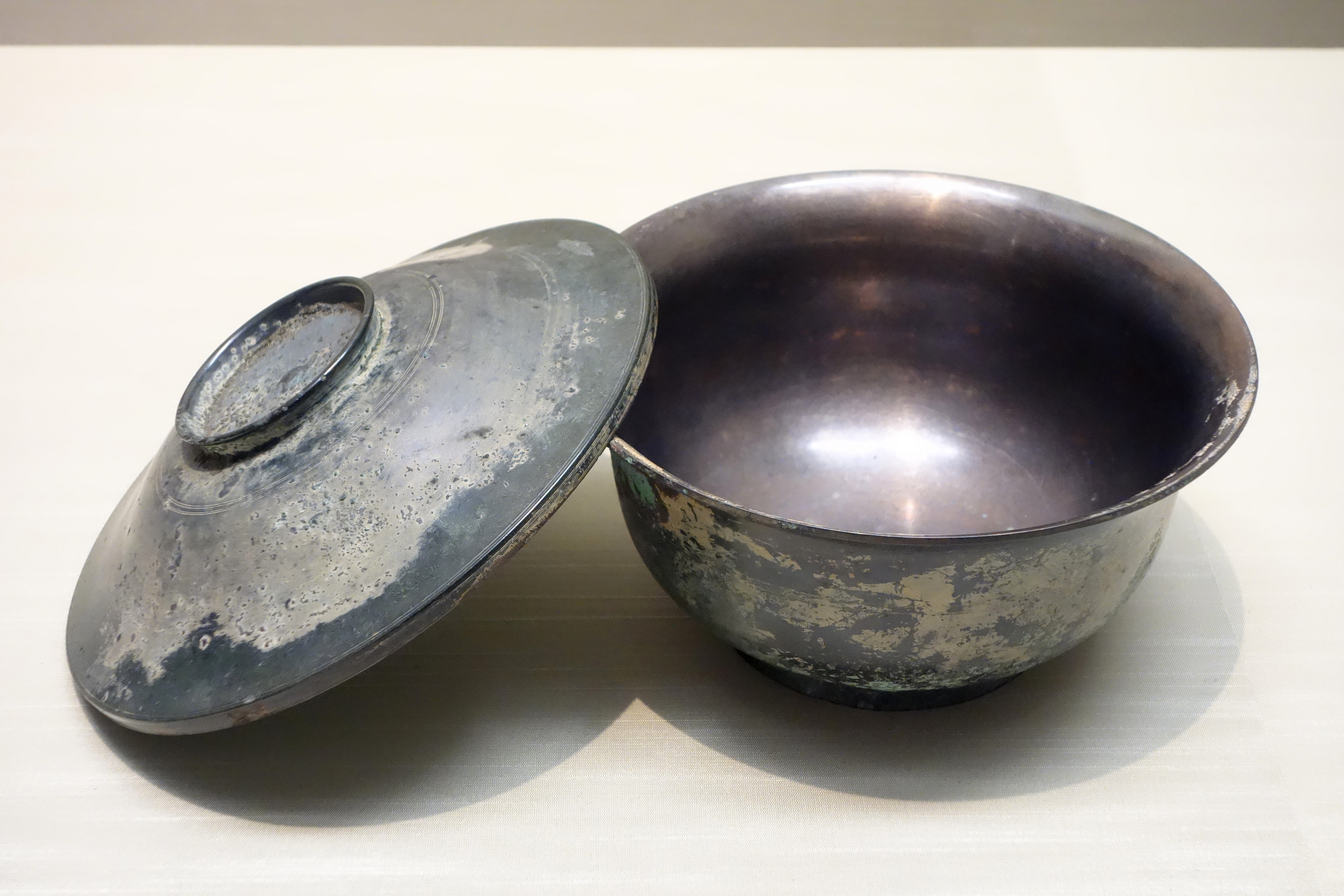
Посуда из медного сплава. VIII век. Токийский национальный музей

Сэммин, составлявшие по разным оценкам от 3 до 10 % населения, включали в свой состав как государственных, так и частных рабов, делившихся, в свою очередь, на ряд групп. Самый высокий социальный статус имели рёко — рабы, находившиеся в подчинении сёрёси (управления усыпальниц, входившего в состав сикибусё — министерства церемоний). Они сооружали императорские гробницы, ухаживали за ними и охраняли их. За ними следовали канко — государственные слуги, близкие по статусу к категории рёмин. Они занимались сельским хозяйством и различными работами сугубо для императорского двора. Государственные рабы каннухи (кунухи) использовались на сельскохозяйственных работах и в ремесленном производстве, обслуживая чиновников различных ведомств. Домашние рабы кэнин принадлежали столичной и провинциальной аристократии, а также храмам. Личные рабы синухи находились в полном подчинении у своего хозяина, приравниваясь к частному имуществу или скоту (этих полностью бесправных людей можно было продавать, дарить или передавать по наследству).
Основные правила надельной системы землепользования включали в себя следующие пункты: крестьяне получали наделы лишь во временное пользование (претендовать на свой участок можно было с шести лет); наравне со свободными крестьянами наделы получали государственные рабы, а треть от нормы — частные рабы всех категорий; женщины получали 2/3 от площади надела, положенного свободному мужчине; передел земельных участков происходил раз в шесть лет; отдельным аристократам и чиновникам давались «привилегированные земли», передававшиеся по наследству (от одного поколения до вечного пользования).
Все земли делились на обрабатываемые (пашни, огороды, сады, приусадебные участки) и необрабатываемые (леса, болота и горы). Все заливные рисовые поля, включённые в государственный фонд надельного землепользования, подразделялись на кодэн (находившиеся в пользовании государственных и религиозных учреждений, а также «людей императора»: буддийских и синтоистских храмов, почтовых станций, государственных рабов) и сидэн (дарованные или сдаваемые в аренду императором частным лицам: крестьянам, ремесленникам, чиновникам, военачальникам, управителям провинций и уездов, земли правительства и дворцовой охраны).

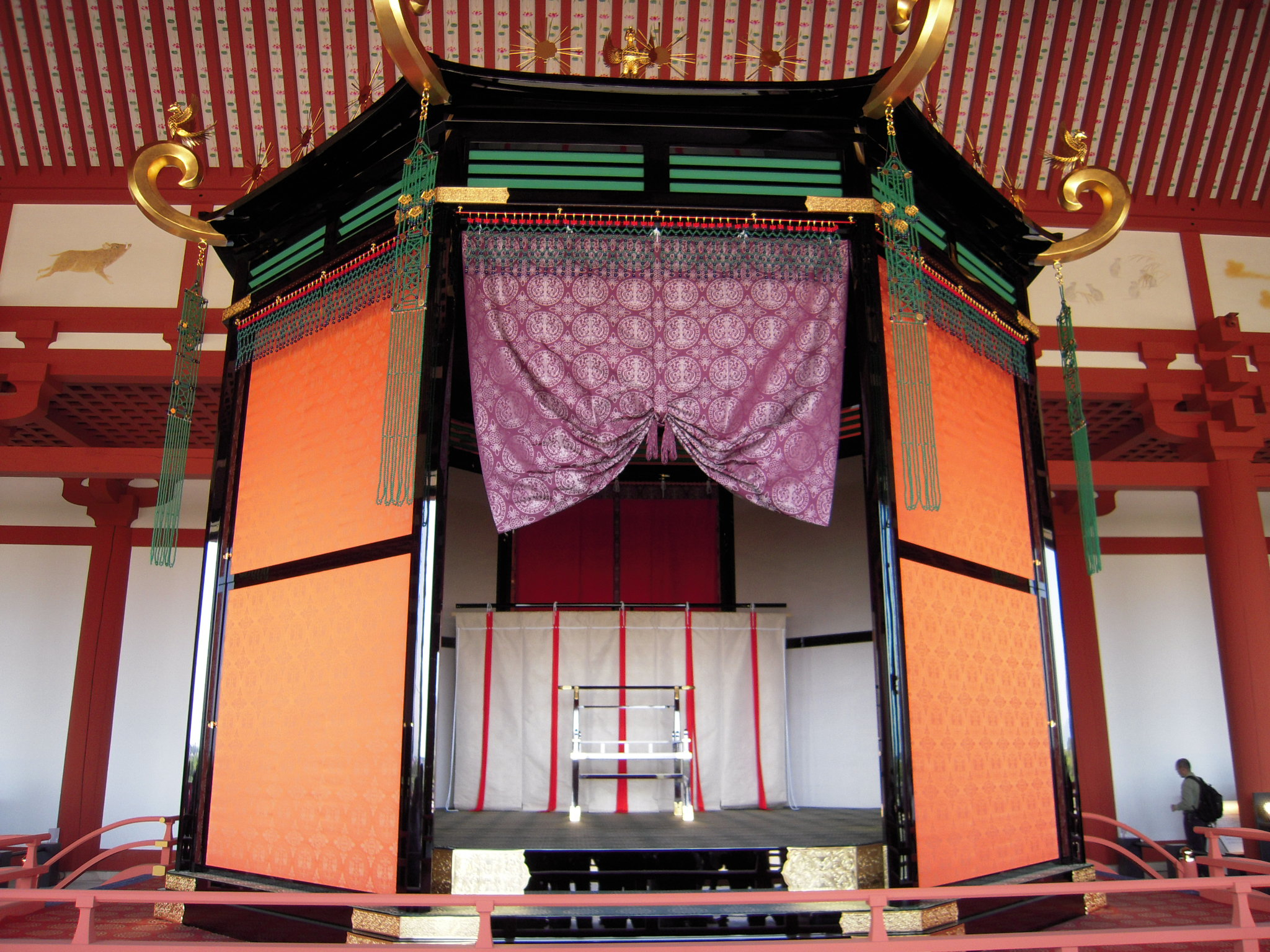
Восстановленный трон из императорского дворца Нары

Главными статьями расходов казны были содержание императорского двора, армии и сил правопорядка, чиновничьего аппарата, государственных буддийских и синтоистских храмов, а также отправка и приём посольств, сооружение и содержание дорог (кандо), почтовых и лодочных станций. Главными источниками доходов были поступления от основных налогов (со — тё — ё), проценты по рисовым ссудам (суйко) и плата за сдачу в аренду государственных земель. Земельный налог (со) почти полностью оставался в распоряжении местных властей (глав провинций и уездов), а основная часть тё силами самих крестьян доставлялась в Нару. В столичном районе Кинай значительная часть населения имела различные привилегии и была освобождена от уплаты налогов. Провинции северо-восточной части Японии вообще не платили налогов, лишь изредка привозя дань ко двору императору. Основной формой эксплуатации населения были различные виды трудовой повинности.
В 708 году были отчеканены первые серебряные и медные монеты достоинством в 1 мон. По причине нехватки серебра (страна обладала единственным месторождением на острове Цусима) выпуск серебряных монет вскоре был прекращён. В 711 году 1 мон был приравнен с шести сё риса (около 4,3 литра), а 5 мон — к отрезу полотна размером приблизительно 4 м на 70 см. Половина мона соответствовала ежедневному прожиточному минимуму того времени. С 711 года сезонное жалованье чиновникам, наряду с тканями, рисом и орудиями труда, выплачивалось ещё и деньгами. Реальная стоимость денег постепенно уменьшалась, во многом благодаря бесконтрольной эмиссии. В 708—958 годах было проведено 12 выпусков монет, каждый раз власти устанавливали завышенную цену по отношению к старым выпускам, при этом качество монет постоянно ухудшалось. В 958 году только новая эмиссия была признана «правильной», а хождение старых монет запретили, фактически конфисковав денежные накопления населения.
Внеочередное повышение в ранге многие чиновники получали благодаря денежным подношениям в казну (лицам выше 6-го ранга для этого требовался специальный указ императора). С появлением в обращении монет разрешалось некоторые виды натуральных налогов (тё и ё) заменять деньгами, сдавать в аренду земельные участки за деньги, выплачивать работникам, занятым на строительстве государственных объектов, довольствие деньгами. Для стимулирования денежного оборота богатым крестьянам разрешили торговлю рисом на дорогах, а власти установили «твёрдые цены» на основные продукты питания. Желая поставить торговлю под жёсткий государственный контроль, власти начали предоставлять ранги и купцам. Несмотря на все предпринятые меры, основная часть населения Японского архипелага предпочитала натуральный обмен товарами и услугами.
Монеты периода Нара
Стремясь увеличить поступления в казну, власти поощряли обработку новых, ранее не использовавшихся или заброшенных земель. Для активизации процесса в 723 году был издан указ, согласно которому лицо, начавшее обработку новой земли, получало её во владение на три поколения, а лицо, начавшее обработку заброшенной земли и восстановившее старые оросительные каналы, получало надел до своей смерти. Освоением целинных земель занялись столичная аристократия и крупные храмы, использовавшие для этих целей безземельных и беглых крестьян. В 743 году новый указ вводил норму, по которой лицо, начавшее разработку пустоши, получало освоенный участок в вечное частное владение. Разрешение на освоение земель стали выдавать главы провинций, что ускорило формирование частного землевладения. Власти установили пределы допустимых владений для знати и простых крестьян (если принц 1-го класса или чиновник 1-го ранга мог владеть участком площадью не более 500 тё, то крестьянин, уездный инспектор или счетовод — не более 10 тё), однако аристократия умело обходила эти ограничения и захватывала контроль над обширными территориями.
В 765 году был издан указ, который запрещал знати использовать в своих частных владениях принудительный труд крестьян. Такая практика отвлекала их от обработки собственных наделов, что в итоге сокращало налоги и поступления в государственную казну. На основе частных земельных владений знать и духовенство формировали обширные вотчины (сёэн), которые передавались по наследству. Рост влияния новоявленных латифундистов привёл к тому, что запрет на использование крестьянского труда в частных владениях был отменён уже в 772 году, а новые указы (784, 797 и 801 годов), пытавшиеся хоть как-то пресечь или ограничить захват новых земель и превращение их в сёэн, фактически не дали положительных результатов. В правление императора Камму (802 год) срок перераспределения земельных наделов был увеличен с шести до 12 лет, однако реально в IX веке пересмотр наделов проводился лишь дважды — в 828 и 878—880 годах — и только в районе Кинай.

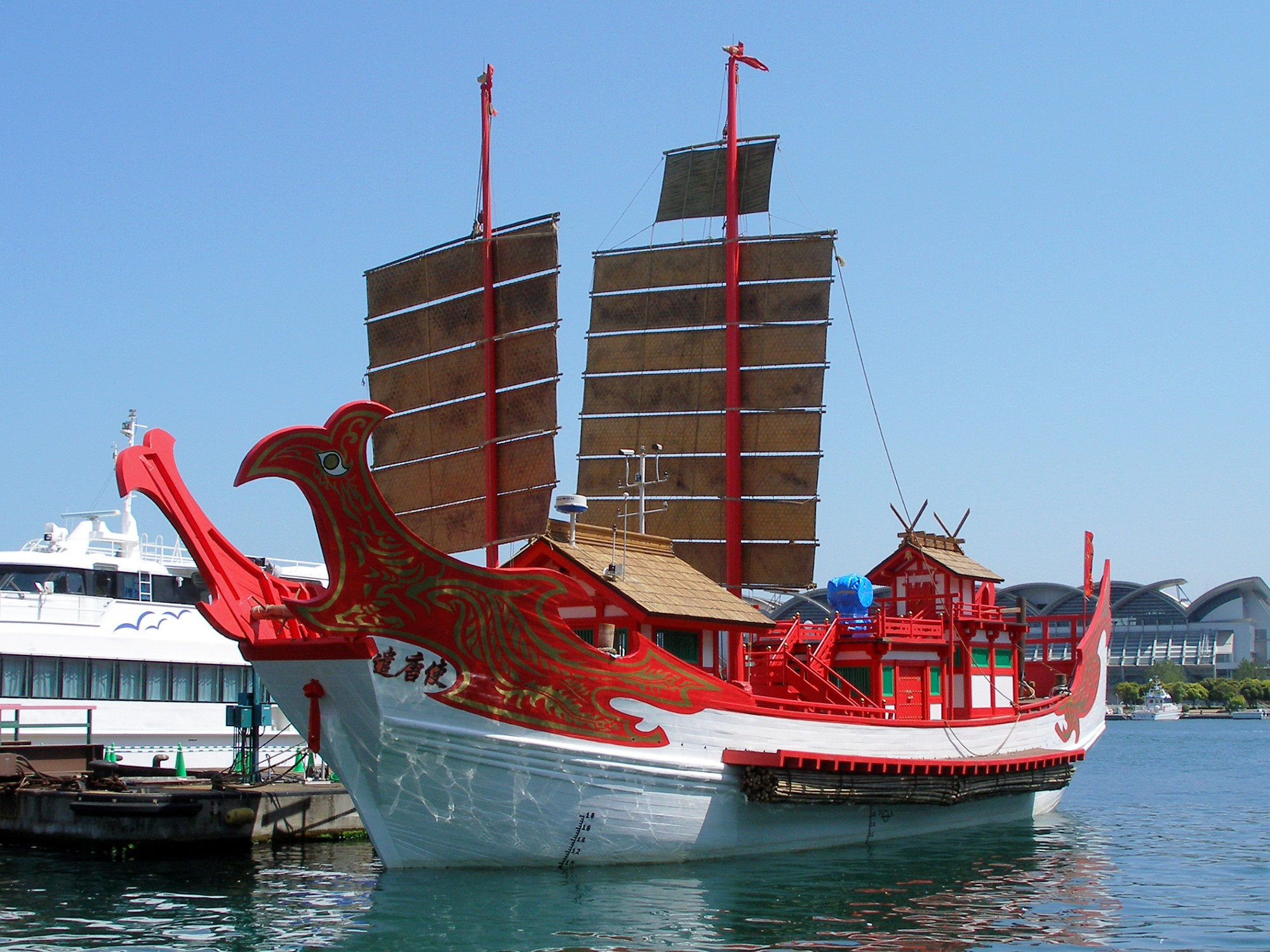
Копия судна периодов Нара и Хэйан

Концентрация пахотной земли в частных руках (земли, жалованные императором за особые заслуги, земли буддийских и синтоистских храмов, целинные земли) подрывала экономические основы «государства рицурё». На смену государственной (в лице императора) собственности на землю пришла система частного поместного землевладения (сёэн). Надельная система землепользования, составлявшая основу «государства рицурё», реально функционировала только в столичном районе Кинай, а в отдалённых провинциях её либо не было, либо местная знать подгоняла её под свои реалии (кроме того, надельная система предполагала существование кондэн эйнэн сидзай хо — «частного владения вновь освоенными землями»). На рубеже VIII—IX веков появилось несколько типов частных земельных владений. К сё относились земли, права на которые признавало государство — наделы императорского дома, высшей аристократии, крупных храмов и монастырей. К сирё относились участки низшей аристократии и провинциальной знати, которые должны были платить земельные налоги главам провинций (в конце XI века налоги были отменены и для них). К сёки сёэн («ранним сёэн») причислялись обширные лесные массивы, жалованные государством для хозяйственных нужд монастырей и храмов (со временем они присоединяли к лесам и вновь осваиваемые окрестные земли).
Крупнейшим земельным собственником в VIII—IX веках был храм Тодай-дзи, владевший почти 3,5 тыс. тё угодий в провинциях Этидзэн, Эттю и Этиго (полную самостоятельность над своими владениями храм получил только в XII веке). Из-за налогового гнёта и трудовых повинностей крестьяне массово сбегали с государственных наделов, находя убежище и землю у провинциальной знати и храмов. Реальной силой в провинции стали дого («обладающие властью над землёй»), снабжавшие крестьян всем необходимым для сельскохозяйственных и ирригационных работ, а в некоторых местах и поддерживавшие порядок. Вскоре многие дого становились начальниками уездов, шли на сотрудничество с губернаторами провинций или столичными аристократами, которые в ответ закрывали глаза на рост их земельных владений. Вновь освоенные земли, которые обрабатывали жители соседних деревень на основе арендных отношений, также со временем переходили в разряд сёки сёэн. Земли, принадлежавшие аристократии или разработанные крестьянами из целины, в отличие от земель храмов и монастырей, облагались налогами.

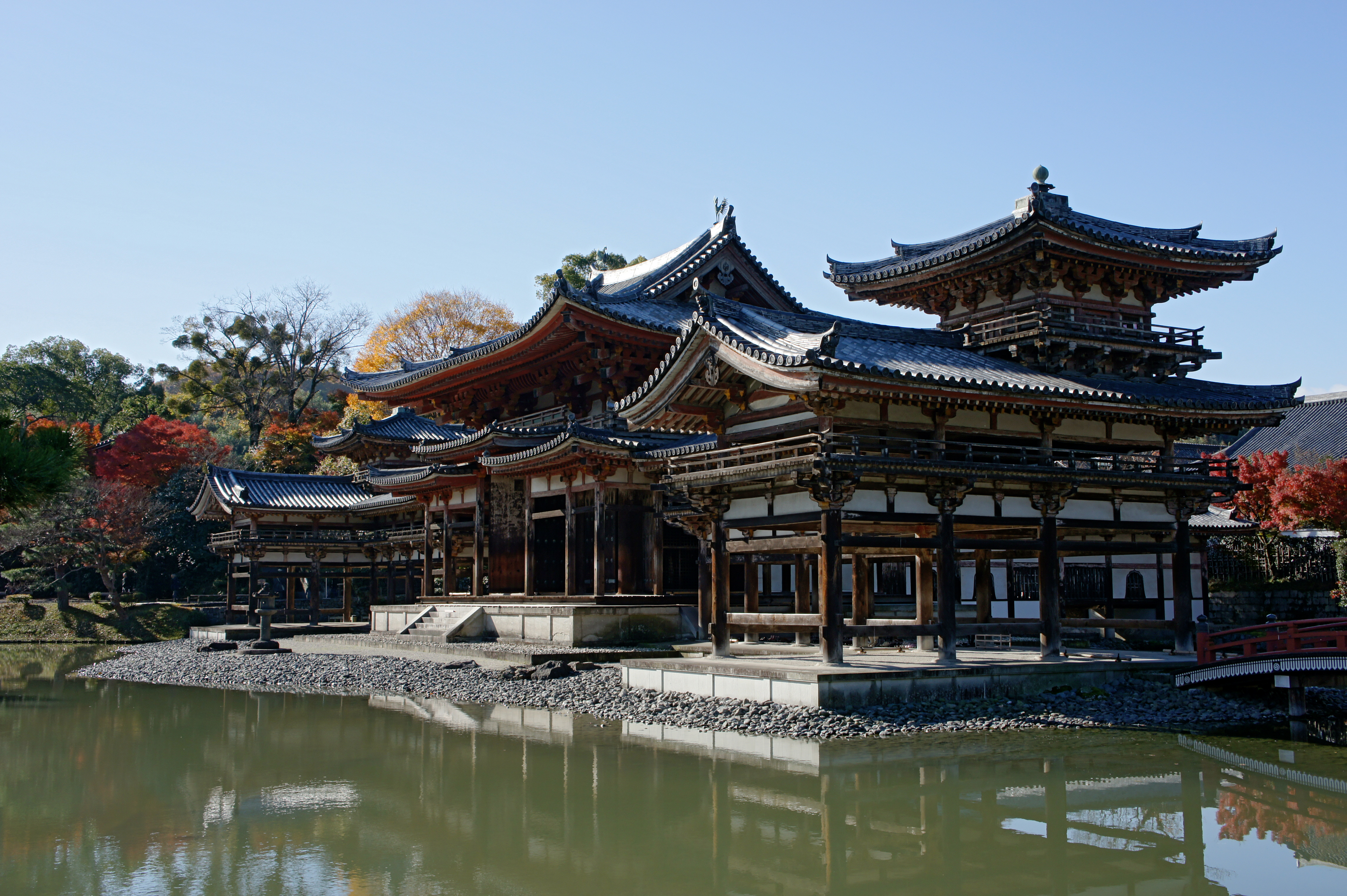
Храм Бёдо-ин в Удзи

Постепенно разница между государственными (кубундэн) и частными (дзёдэн) землями стиралась, и они получали общее название фумё. Наделы обрабатывали тато («крепкие крестьяне»), которые делились на даймё тато («большие тато») и сёмё тато («маленькие тато»). Первые работали на обширных фумё, вторые — на маленьких. Даймё тато могли нанимать бедных крестьян и иметь личных рабов. Нередко из числа тато выходили мёсю — богатые и уважаемые в своей среде крестьяне, которые следили за обработкой полей дого, за сбором урожая и налогов с определённой группы крестьян. Храмовые сёки сёэн, хотя и были фактически частными владениями, но в определённой степени продолжали зависеть от властей (для привлечения крестьян из окрестных деревень для обработки земли нужно было получать разрешение главы уезда).
В 822 и 830 годах в Японии случились тяжёлые эпидемии, которые повлекли за собой очередной экономический кризис. Болезни и давление властей на землевладельцев привели к тому, что многие обрабатываемые земли (в том числе сёки сёэн) во второй половине IX — начале X веков оказались заброшены. В начале X века стал складываться новый тип сёэн — кисин тикэй (участок, обрабатываемый крестьянином своему сюзерену, который в своих владениях имел всю полноту административной и фискальной власти). Собственниками кисин тикэй выступали мелкие землевладельцы (рёсю) из числа местной знати, получившие должности и соответствующие им земли, а также столичные чиновники, назначенные на должности в провинции. Со временем возникали противоборствующие группы землевладельцев. С одной стороны — местная знать, занимавшая высокие посты в управлениях провинций, а с другой стороны — рёсю, вынужденные искать покровителей, которые способны защитить своих вассалов (такие землевладельцы в обмен на патронат передавали права собственности на землю знатному аристократу или религиозному учреждению, сохраняя за собой право непосредственного управления владением).

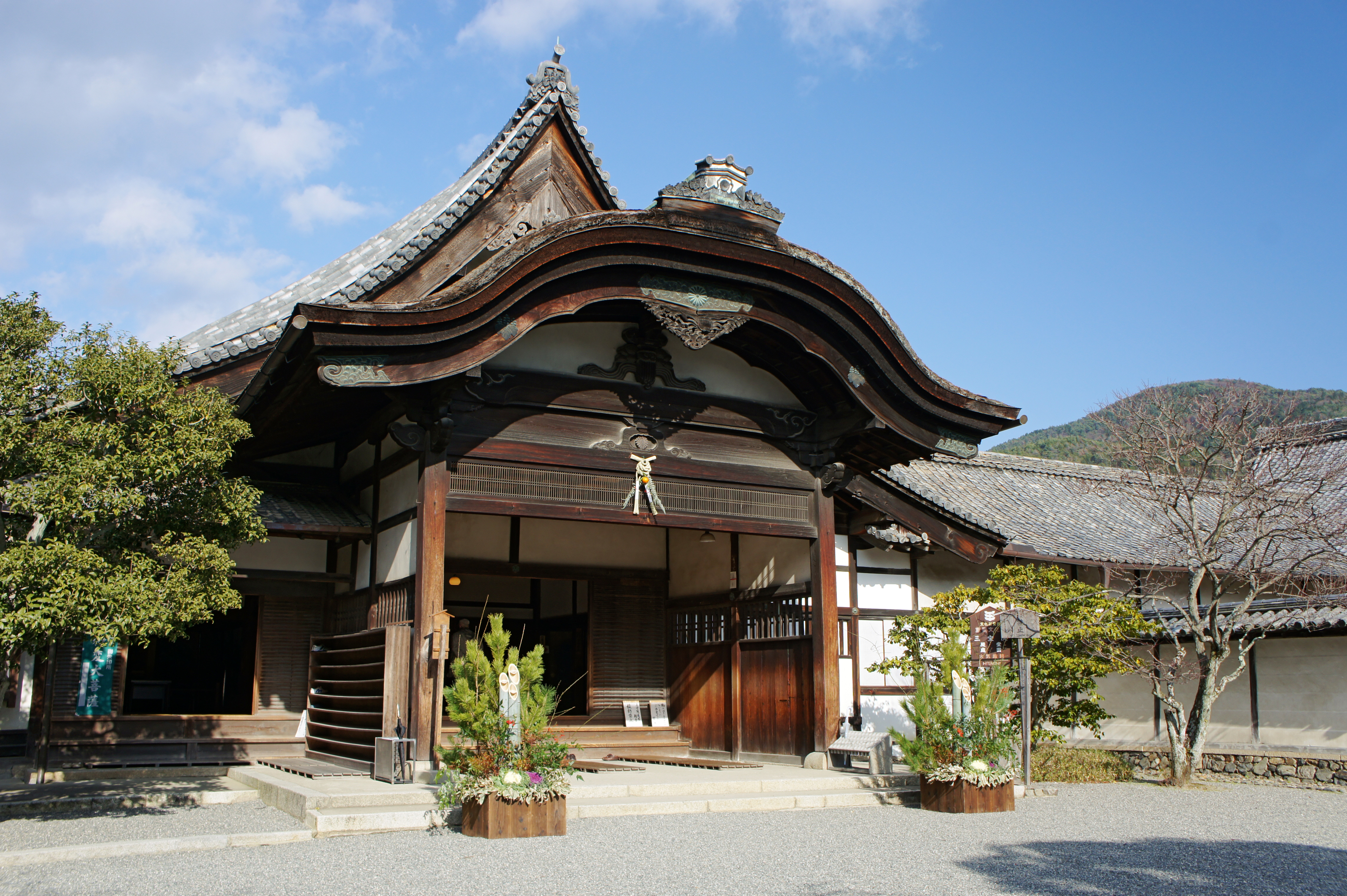
Храм Дайго-дзи в Киото

В роли покровителей (хонкэ) выступали члены императорского дома, рода Фудзивара и других влиятельных родов, крупные буддийские и синтоистские храмы, губернаторы провинций, получавшие часть дохода с подопечного сёэна. На хонкэ замыкались многочисленные рёсю, формально владевшие участком и также получавшие с него часть дохода. Внизу пирамиды находились сёмин, среди которых выделялись мёсю (они отвечали перед рёсю за сбор налогов, состояние полей и каналов, обеспечение крестьян семенами). Знатные рода могли опекать сотни разрозненных участков земли, и для лучшего управления ими создавались мандокоро — советы старших управляющих всех сёэн рода, которые собирали доходы с наделов и руководили непосредственно рёсю.
После упадка сельского хозяйства в IX—XI веках, чему в немалой степени способствовала череда засух, эпидемий и военных конфликтов между группировками знати, с конца XI века посевные площади стали расширяться (в основном за счёт восстановления ранее заброшенных участков), производство продуктов питания оживилось, однако заметного прогресса в земледелии не наблюдалось.
В правление императора Го-Сандзё было создано «ведомство по исследованию прав на земельные владения» (кироку сёэн кэнкэйсё или сокращённо кирокудзё), которое занималось контролем размера и обмена полей, захвата государственных участков и крестьян, оформления прав собственности на земли. Чиновники кирокудзё проверяли все частные владения, как храмовые, так и принадлежащие влиятельным родам. В результате того, что все наделы, которые не были оформлены документально, изымались в пользу императорского дома, вскоре император стал крупнейшим частным землевладельцем страны (к XII веку владения правящего рода составляли более ста сёэн в 60 провинциях). Императоры Сиракава и Тоба продолжали политику по укреплению экономической базы императорского дома. При них отдельные сёэн стали объединять в обширные владения, такие как Хатидзёин. Во второй половине XII век императорский двор широко практиковал передачу в откуп доверенным аристократам и храмам целых провинций, в которых они собирали налоги.

### Жилище
С началом морского промысла в период Дзёмон на побережье стали появляться первые относительно крупные поселения рыбаков. Постепенно жители горных областей переселялись в прибрежные районы и речные долины, а субкультуры обитателей внутренних областей и побережья всё более обособлялись. Если в многочисленных поселениях охотников и собирателей, разбросанных в горных районах, в среднем насчитывалось 4 — 5 жилищ площадью от 5 до 15 м², то прибрежные поселения состояли из нескольких десятков жилищ, площадь которых могла достигать 40 м². В наиболее крупных поселениях могло находиться до 400 жилищ, располагавшихся по окружности вокруг центрального пространства. План обычного жилища представлял собой круг диаметром в 4 — 5 м (реже — прямоугольник). Деревянный каркас дома покрывался корой, травой, мхом и листьями. Земляной пол находился на глубине от 50 см до 1 м от поверхности, но иногда его покрывали каменным настилом (часть домов по ряду причин строили на сваях). В центре жилища обычно располагался очаг (в начале периода Дзёмон его выносили за пределы дома). На некоторых стоянках были обнаружены крупные коллективные жилища площадью более 270 м² и с несколькими очагами, использовавшиеся, вероятнее всего, в зимнее время целым родом.
Реконструкции типов жилищ периода Дзёмон
Если в период Яёй люди из одной общины жили в едином поселении, окружённом рвом с водой, то в период Кофун появились отдельно стоящие от основного массива и обнесённые изгородью усадьбы знати. Точно так же за пределами общинных кладбищ сооружались курганы, в которых отдельно от простолюдинов хоронили родовую знать и вельмож. Жилища крестьян и мелких ремесленников подразделялись на несколько типов по размеру и конструкции, но наземные дома постепенно стали преобладать над полуземлянками. Площадь и число жителей поселений периода Кофун значительно увеличились по сравнению с периодом Яёй. В регионе Кансай появились развитые и высокоспециализированные поселения земледельцев, гончаров, кузнецов, рыбаков и солеваров, между которыми возникали рыночные площади или целые торговые центры, стоявшие на пересечении торговых путей (при раскопках там находят большое количество керамики и других изделий, характерных для других регионов).
Реконструкции типов жилищ периодов Яёй и Кофун
В период Нара, особенно в столице и центрах провинций, крупные городские территории были заселены большими семьями чиновников низкого ранга, ремесленников и торговцев. На участках обычно возвышались два или три строения с соломенной крышей и земляным полом. Хотя власти и призывали горожан покрывать крыши домов черепицей, белить стены и красить столбы киноварью, однако большинство жилищ не только простолюдинов, но и знати, не отвечали этим требованиям и выглядели довольно неказисто.

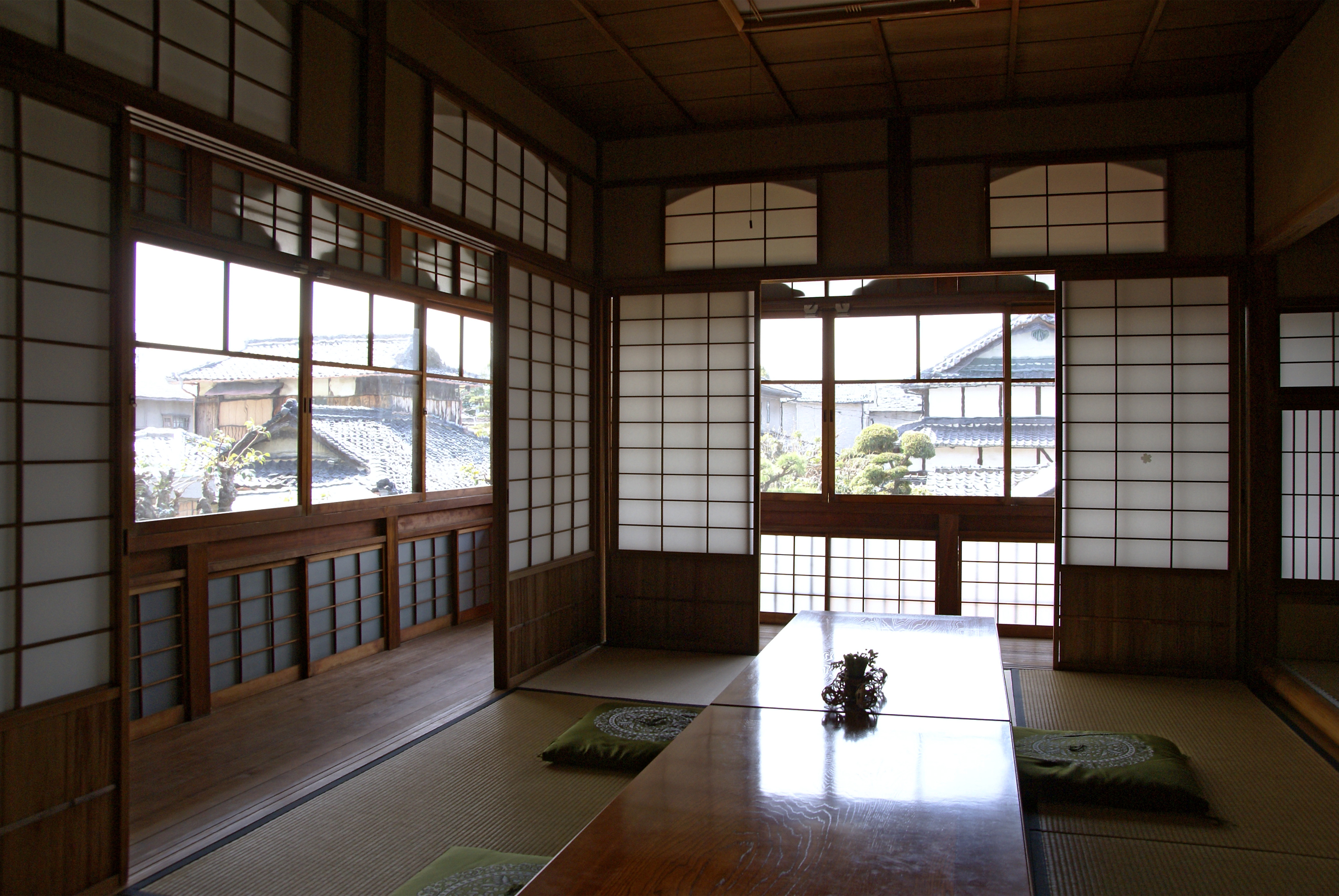
Интерьер типичного знатного дома

В период Хэйан свои традиционные черты приобрело зажиточное японское жилище. Полы жилых помещений почти полностью покрывались соломенными матами (татами), разделёнными на несколько участков низкими деревянными порогами. Часть бумажных стен (сёдзи и фусама) делалась раздвижной, что позволяло менять облик помещения. За пазами сёдзи шли более широкие пазы для внешних ставень (амадо), которые задвигались на ночь и в плохую погоду. Нередко между сёдзи и амадо проходили узкие веранды (энгава). Позже центральной частью интерьера стала токонома — ниша в торцовой стене, которую украшали вазами, курильнями, свитками с живописью или каллиграфией. Почти полное отсутствие мебели восполняли плоские подушки для сидения (дзабутон), низкие обеденные столики, циновки и ватные матрацы для сна. Кухни с земляным или деревянным полом были оборудованы жаровнями на древесном угле (хибати), нередко — обустроенными в полу открытыми очагами (ирори или котацу). В отдельных пристройках размещались большие деревянные кадки для купания.

### Одежда
В древности жители Японского архипелага уже знали простую одежду из конопли и дорогие шёлковые одеяния. Длительное время среди знати преобладал костюм корейского типа. В период Нара в столичном быту доминировала одежда китайского стиля. Ранние модели халатов (кимоно) с широкими рукавами (содэ) походили на традиционные китайские ханьфу, позже к ним добавились штаны (хакама), пояса (оби) и короткие накидки (хаори). Женские кимоно шились из тканей светлых и ярких узорных расцветок, а мужские — из тёмных одноцветных тканей. На ноги надевали различные виды соломенных или деревянных сандалий (варадзи, гэта и дзори), позже появились специальные носки для них (таби).

### Кухня
Основой трапезы был сваренный рис, к которому подавали различные овощные и рыбные приправы. Широко были распространены рыбные супы с добавлением овощей и бобовой пасты, рисовые шарики с ломтиками рыбы (суси и норимаки), рисовые лепёшки моти. В традиционной кухне издревле применялись свежие и сушёные водоросли, солёные и квашеные овощи, а также такие ингредиенты, как редька дайкон, салатная капуста хакусай, корень садового чертополоха гобо, листовая хризантема сюнгику, орехи дерева гинкго (гиннан), грибы, молодые побеги бамбука, корневища лотоса, моллюски, осьминоги, кальмары, каракатицы, трепанги, крабы и креветки. Нередко овощи, рыба и морепродукты готовились без термической обработки, только мелко резались и подавались в сыром виде с различными соусами (иногда — в подквашенном или подкисленном виде). Пищу подавали в пиалах, используя для еды деревянные палочки (хаси). Среди напитков наиболее изысканным считался чай, при дворе и в храмах употреблялась рисовая брага сакэ.

## Сословия и органы власти

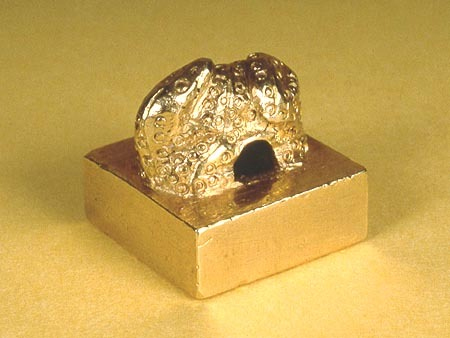
Печать ханского вана японской страны На

В ранних японских письменных источниках правители государств и княжеств именовались не так, как в современной историографии. Для их обозначения использовались или название дворца, из которого они правили (каждый новый правитель вплоть до конца VII века менял расположение своей резиденции), или, начиная с VI века, их японские посмертные имена (так как прижизненные были табуированы). Ввиду неудобства пользования этими длинными именами, состоявшими из многих компонентов, стало принято обозначать раннеяпонских правителей по их китайскому посмертному имени, которое состоит из двух иероглифов (фактически эта система была принята только в период Хэйан, когда эти имена были присвоены древним правителям задним числом).
Древние китайские рукописи, в частности «Шань хай цзин», упоминали о наличии у народа ва (так китайские историки и географы называли жителей Японского архипелага) множества вождей, которые регулярно отправляли на континент своих послов с богатыми дарами. В «книге Вэй» (или «Вэйчжи») имеется предание о людях ва, в котором описываются могущественная страна Яматай (предположительно находилась в регионе Кансай) и её правительница Химико, а также страна На (предположительно располагалась на севере Кюсю) и другие небольшие владения японских родоплеменных вождей. В китайских хрониках упоминается, что государства нередко воевали друг с другом, имели разветвлённый чиновничий аппарат и наместников в покорённых землях, обычно трон передавался по наследству (изредка — с помощью выборов), а население часто покрывало своё тело татуировками. Также в них описывается, что в государствах народа ва власти собирали налоги и надзирали за торговлей. Правители, признававшие верховенство китайских императоров, получали от них в подарок золотые печати, боевые мечи, бронзовые зеркала, дорогие ткани и ковры.
К концу V — началу VI века важным элементом государственно-управленческой системы Ямато были кровнородственные образования — удзи, главам которых (удзиноками) правители (окими) даровали наследственные титулы (кабанэ). Эти титулы свидетельствовали о месте, которое занимал глава рода в сложной структуре отношений правителя с подданными. Престижными кабанэ считались о-оми, о-мурадзи, оми и мурадзи. Наибольшим авторитетом и влиянием при дворе обладали роды Хэгури, Отомо и Мононобэ.
Кроме системы удзи-кабанэ существовали и наследственные социальные группы (бэ), образованные по роду занятий. Первые такие группы (томо-но бэ) появились в начале V века и занимались обслуживанием дворца правителя (охраняли покои, доставляли воду, ведали кладовыми и хранилищами), но позже были созданы и в отдалённых провинциях. Особые группы бэ (насиро и косиро) обслуживали потребности супруги и наследника правителя. Глава томо-но бэ носил наследственный титул томо-но мияцуко. Другие группы бэ профессионально занимались отправлением культа, плавкой металла, строительством курганов и каналов, разведением лошадей, врачеванием. Главы этих групп постепенно занимали важное положение при дворе и формировали свои удзи, например, Мононобэ, Отомобэ (оружейники) или Имибэ (жрецы). Многие профессиональные группы чиновников, ремесленников и строителей были образованы выходцами из союзного Японии корейского государства Пэкче.

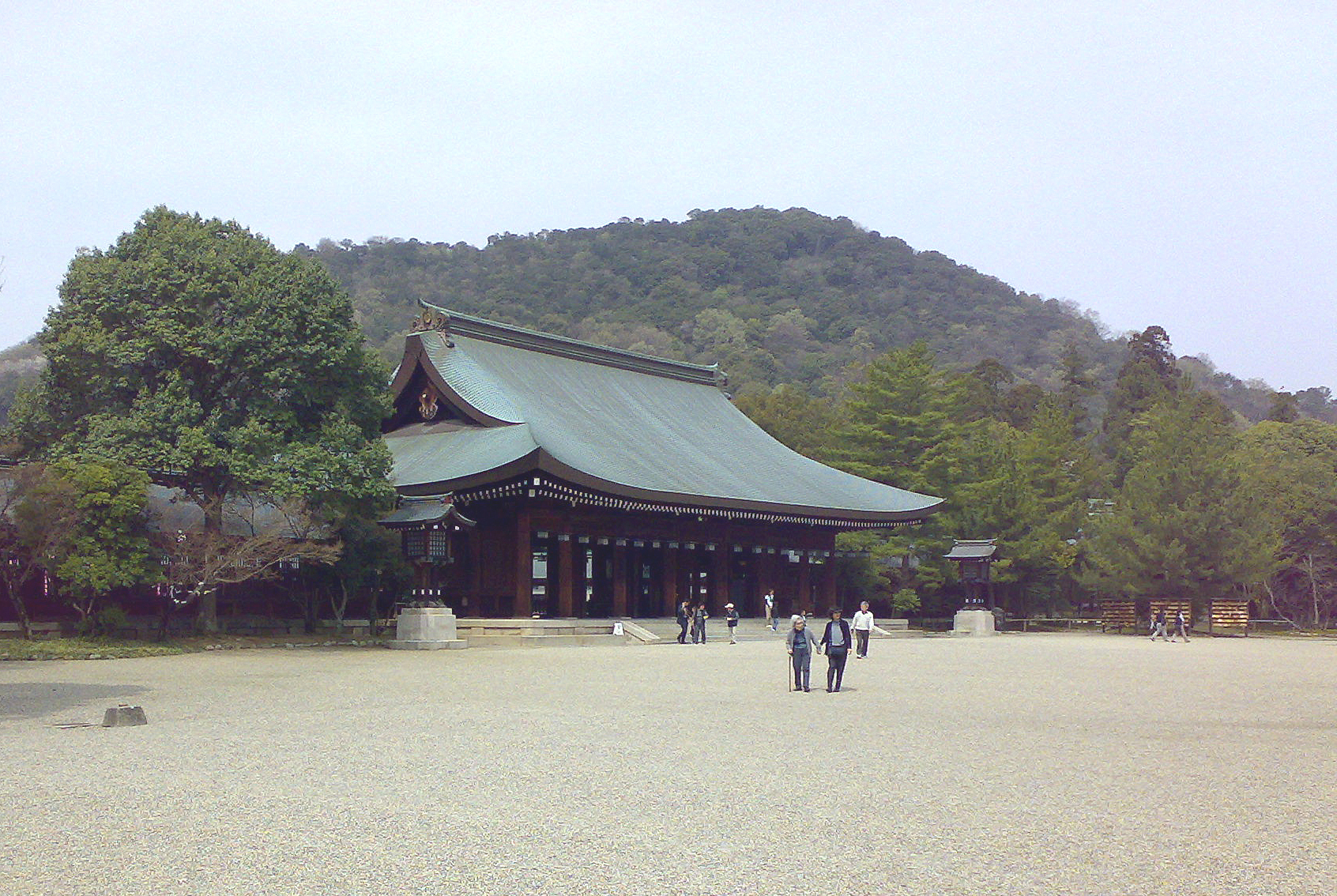
Гора Унэби в городе Касихара, у подножия которой располагалась бывшая столица Ямато периода Асука — Фудзивара-кё

В первой половине VI века начался новый этап консолидации власти, когда экономическое присутствие императорского дома, подкреплённое военными отрядами, стало распространяться на различные регионы. Главным инструментом этого присутствия были миякэ — земли с крестьянами, которые тем или иным способом оказывались в наследственном владении правителей Ямато. Управление отдельными миякэ возлагалось на специальных чиновников (куни-но мияцуко), которые принадлежали к местной знати. Нередко двор использовал борьбу за пост куни-но мияцуко в своих корыстных целях, расширяя таким образом свои владения. Также двор подтверждал традиционные полномочия и агата-нуси — глав более мелких территориальных объединений (агата). Фактически куни-но мияцуко и агата-нуси были главными партнёрами центральной власти в управлении периферийными областями.
В период Асука в Ямато назрела необходимость крупномасштабных реформ государственного устройства, и для этого было несколько причин. Во-первых — неспособность без преобразований отстоять свои интересы в Корее; во-вторых — необходимость консолидации правящей элиты для расширения владений Ямато; в-третьих — стремление правящего дома избавиться от зависимости со стороны рода Сога; в-четвёртых — желание перенять «китайскую модель» централизованного государства и тем самым приблизиться к Китаю, который считался источником цивилизации и культуры.
Если первоначально рамками системы удзи-кабанэ были охвачены лишь наиболее крупные и влиятельные роды Ямато, то со временем на политическую авансцену выдвинулись средние и мелкие роды, многие из которых были сформированы переселенцами с материка. Члены этих родов стали занимать различные административные посты (прежде всего в районах, примыкавших ко дворцу правителя) и постепенно продвигаться по карьерной лестнице, вливаясь в систему удзи-кабанэ, которая служила каркасом всей социально-политической системы Ямато. Прочное положение императорского рода определялось как обширными земельными владениями, так и религиозным авторитетом. Родовая знать получала титулы в зависимости либо от степени родства с императорским домом, либо от функций, исполняемых ею при дворе.
В 603 году, в целях упорядочения государственного аппарата, на основе опыта ранжирования чиновничества в Корее была введена система 12 рангов. Высшими рангами являлись дайтоку и сётоку («большая и малая добродетель»), за ними следовали дайдзин и сёдзин («большая и малая доброта»), дайрай и сёрай («большой и малый ритуал»), дайсин и сёсин («большая и малая вера»), дайги и сёги («большая и малая справедливость»), дайти и сёти («большая и малая мудрость»). Однако, несмотря на это нововведение, наследственные титулы кабанэ продолжали существовать в качестве параллельной иерархической системы. Они указывали на происхождение рода и со временем превратились в часть родового имени (кабанэ обычно жаловался старшему члену рода и затем передавался по наследству с согласия даровавшего правителя). Чиновничьи ранги присваивались сугубо персонально, что давало возможность привлекать в госаппарат способных и преданных людей, не имевших высокого происхождения. Но поначалу они присваивались не всем чиновникам, а лишь выполнявшим особые поручения (дипломатам или командирам военных походов в Корею).

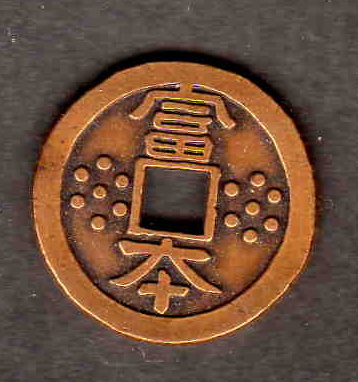
Современная копия японской монеты VII века

Более формальное присвоение рангов стало применяться в середине и во второй половине VII века, когда был создан новый административный аппарат и проведены четыре реформы рангов. В 647 году была введена система из 13 рангов, в 649 году — из 19, в 664 году — из 26, в 685 году — из 48 рангов. В 701 году была установлена классическая танская система ранжирования, состоящая из 30 степеней, объединённых в 9 категорий.
В 604 году принц Сётоку создал «Наставления из 17 статей», в которых были сформулированы общие принципы строительства государственной жизни. Император рассматривался как единоличный суверен с абсолютной властью, волю которого нужно беспрекословно выполнять, а представители знати — как чиновники (исполнители его воли). Основой порядка державы устанавливался «общегосударственный ритуал». Так как часть формулировок не соответствовала реальному положению дел той эпохи, одни исследователи ставили под сомнение подлинность «Наставлений», другие считали их некой программой на будущее.
После воцарения в 645 году император Котоку впервые ввёл в Ямато по китайскому образцу нэнго — «Тайка» («Великие перемены»). В 646 году был провозглашён указ о реформах (кайсин-но тё), согласно которому вводилась новая административная система: столица, столичный район (Кинай), провинции (куни), уезды (гун) и деревни (ри), а также почтовые станции и государственные постоялые дворы со сменными лошадьми. Политические и экономические реформы Тайка были направлены на создание стабильной государственной системы, основанной на территориальных принципах. Основными движущими силами реформ были император Котоку, принц Нака-но Оэ (реальный вдохновитель реформ), представители крупных японских родов, бывших в оппозиции к Сога (Фудзивара-но Каматари), и родов, произошедших от иммигрантов из Кореи и Китая (учёный Такамуко-но Куромаро и ряд буддийских монахов), а также средние и мелкие провинциальные роды.
В ходе реформ шло создание центрального государственного аппарата. В 645 году были учреждены должности трёх министров — садайдзин («левый»), удайдзин («правый») и найдайдзин («средний» или «внутренний»), а сами министерства появились в 649 году. В 671 году была введена должность главного министра — дайдзё-дайдзин. Новое правительство состояло из восьми министерств — кунайсё (двора), сикибусё (церемоний), дзибусё (государственного церемониала и знати), мимбусё (народных дел), хёбусё (военных дел), гёбусё (наказаний), окурасё (финансов) и накацукасасё (центральных дел), а также дзингикан (совет по делам небесных и земных божеств, который занимался всеми синтоистскими святилищами в регионах). С 686 года в документах стал упоминаться дайдзёкан (большой государственный совет), в котором заседали дайдзё-дайдзин, садайдзин, удайдзин и их помощники-советники гёситайфу и нагон (с 696 года стали называться дайнагон).

Печать дайдзёкан

Наиболее последовательно реформы проводились в столичном районе Кинай («Внутренние провинции»), где были учреждены местная администрация, заставы и почтовые станции, назначены управители уездов и начальники сторожевых пунктов. В провинциях центральные власти взамен старых наследственных глав территорий старались продвигать образованных сановников новой формации, но фактически местные органы управления (начиная с уезда и ниже) продолжали находиться под контролем старой знати. Для формирования сословия чиновников и его регулярного пополнения в 670 году была открыта столичная школа, в которой обучалось около 400 человек, а в 701 году — школы чиновников в провинциях. Также власти установили критерии, которым должен был соответствовать назначаемый на должность чиновник. Согласно указам 673 и 676 года, предпочтение отдавалось кандидатам, имевшим способности к несению службы и прошедшим испытательный срок. Но уже указы 682 и 690 года привнесли традиционные японские черты, согласно которым назначение зависело от положения рода, из которого происходил кандидат.
В 682 году началось реформирование и упорядочение системы удзи-кабанэ. Согласно указу властей, которые желали узаконить удзи в качестве социальной категории и управлять ими через вождей, разветвлённые и многочисленные роды должны были разделиться, запрещалось вносить в списки родов посторонних лиц, а кандидатуры глав родов отныне утверждались императорским двором. В 684 году была введена новая шкала кабанэ. Многочисленные титулы были сведены в восемь (якуса-но кабанэ): махито, асоми, сукунэ, имики, митиноси (мити-но си), оми, мурадзи и инаги, причём некоторых из них, в том числе первых двух (наивысших), до реформы не существовало, а некогда престижные (оми и мурадзи) оказались внизу шкалы.

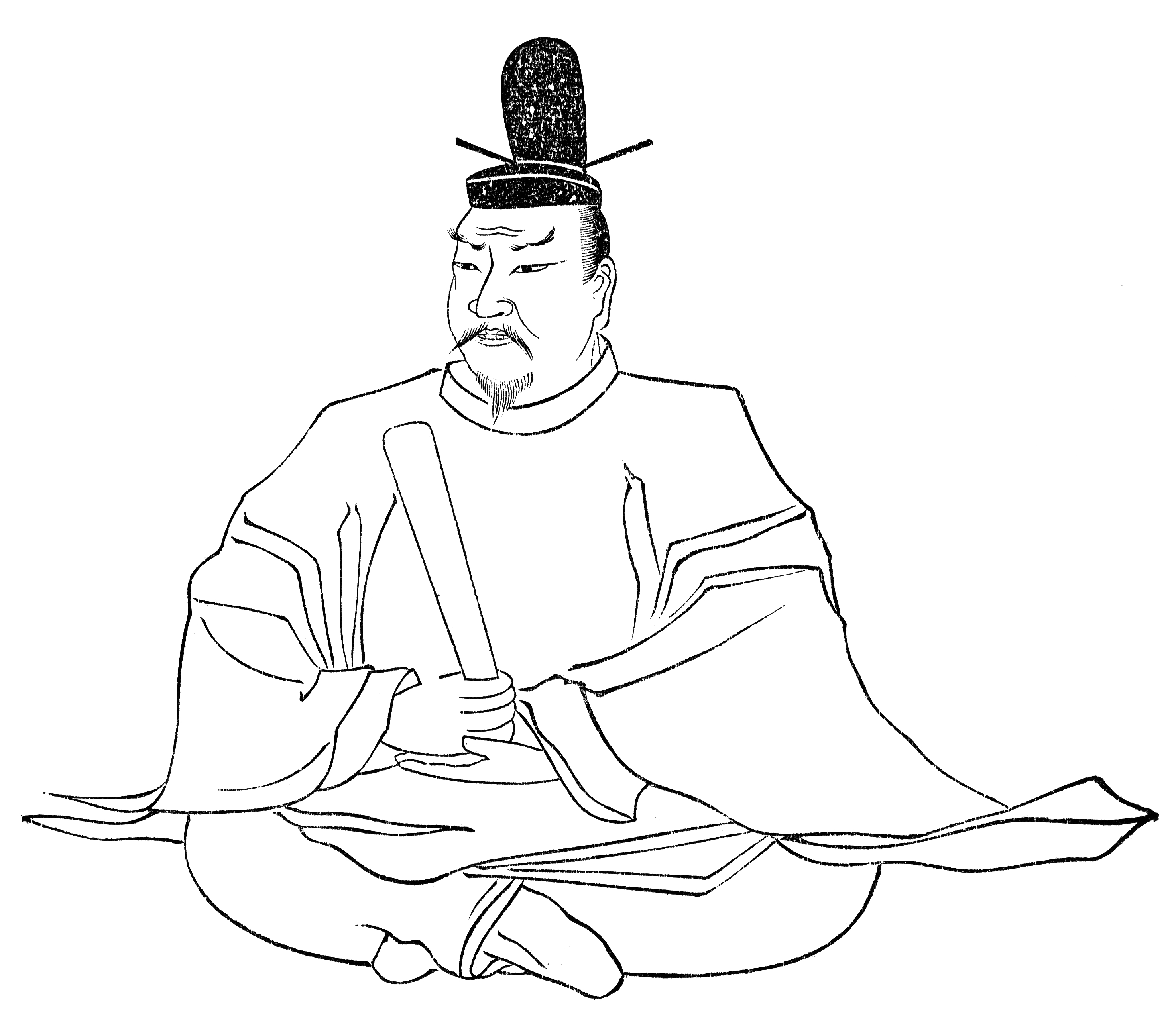
Портрет императора Тэмму

Со временем зависимость между иерархией титулов и рангами чиновников проявлялась всё сильнее. Оказалось, что большинство лиц, получивших высокие ранги чиновников, были потомками людей, которым император Тэмму пожаловал высокие кабанэ за поддержку в междоусобной войне. Постепенно новая шкала титулов слилась с системой чиновничьих рангов, когда присвоение ранга было обусловлено прежде всего происхождением и родовитостью. Кроме того, император Тэмму, опасавшийся военного вторжения со стороны Танской империи, начал реформу армии, стремясь создать регулярные вооружённые части. В то время ядро вооружённых сил составляли императорская гвардия и отряды родов, преданных правящему дому (именно последние показали свою неэффективность во время военных экспедиций в Корею). В 675 году было создано министерство военных дел, отвечавшее за функционирование армии и оборонное строительство, а в 689 году, уже при императрице Дзито, была введена воинская повинность (её должен был исполнять каждый четвёртый мужчина в крестьянской семье).
Главным итогом реформ второй половины VII века было формирование новой государственной структуры, которая отчасти смогла преодолеть консерватизм прежнего социального устройства. Однако, реформы зачастую не были последовательными, иногда — противоречивыми. Тем не менее, эти реформы создали предпосылки для появления кодекса Тайхо (701 год) и кодекса Ёро (718 год), а в дальнейшем — сформировали условия к созданию на их основе государства, основанного на законах («рицурё кокка»). Законодательные своды, составленные в VIII веке, формально продолжали действовать вплоть до периода Мэйдзи, а все законы, принятые после них, теоретически рассматривались лишь как дополнение к уже существовавшему законодательству.
Бюрократический аппарат в основном функционировал в соответствии с китайским «гражданским кодексом» (рё), лишь немного видоизменённым согласно местным реалиям. Однако применение уголовного законодательства (рицу), заимствованного из Китая, столкнулось со значительными трудностями, так как вступило в противоречие с местными нормами права. Японцы отдавали предпочтение социальным формам контроля, надзор за исполнением неписаных правил со стороны общества оказывался эффективнее развитой карательной системы. Реальное применение уголовного права было мягче предписанных законом наказаний. Например, начиная с 810 года и вплоть до установления сёгуната Камакура император заменял смертную казнь пожизненным заключением. Законы рицу в период Нара служили, скорее, неким эталоном, нежели реальным инструментом регулирования и наказания.

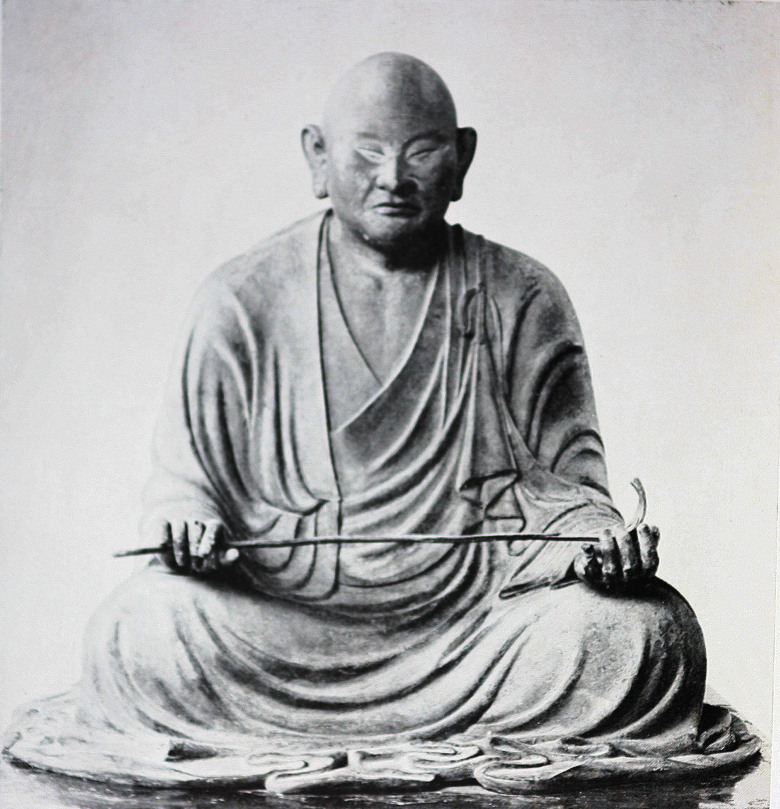
Статуя священника периода Нара

Законы рё не определяли порядок наследования престола, оно происходило на основании некодифицированного права. Главенствующая роль синтоизма в официальной идеологии была закреплена созданием самостоятельного и фактически неподконтрольного органа (дзингикан). В законах рё присутствовал специальный раздел, определявший правила поведения буддийских монахов. В отличие от Китая, в Японии периода Нара возможность занятия высокой должности лицом незнатного происхождения была намного ниже, контроль за делами на местах фактически находился в руках местной знати, зато положение женщины было выше (она могла получить землю и обладала правом наследования) и налогообложение не имело такого единообразия.
Модификация, которой подверглось в Японии китайское законодательство, не только отражала местные особенности, но и свидетельствовала о сохранении в обществе многих элементов родовых отношений. Для того, чтобы избежать противоречий между законами и повседневной жизнью, своды постоянно корректировали, но так, чтоб не вносить исправлений в основной текст. Власти издавали дополнения к законодательству (кяку) и руководства по его применению (сики), которые по мере роста объёма собирались в самостоятельные своды. Кроме того, в IX веке появились систематизированные комментарии к законодательным сводам рё — «Рё-но гигэ» (833 год) и «Рё-но сюгэ» (859—877 года).
К началу VIII века в стране уже действовал довольно эффективный государственный аппарат, построенный по китайскому образцу, что позволяло власти реализовывать грандиозные проекты (например, строительство сети дорог, новой столицы Нара и храма Тодай-дзи). Император обладал верховенством в сфере управления страной и армией, ротации чиновников и внешних связей. Ему подчинялись три высших учреждения, ответственных за реализацию указов монарха — дайдзёкан, дзингикан и дандзётай (палата цензоров).
Главным административным органом был дайдзёкан, обладавший большими полномочиями и ограничивавший власть императорского рода. Внутри дайдзёкан существовал другой орган — гисэйкан (высший совет по решению государственных задач), где заседали представители старых аристократических родов провинций Ямато, Ямасиро, Кавати, Идзуми и Сэтцу. Фактически, доминирующее влияние в гисэйкан имел 21 род из столичного района Кинай: Фудзивара (ветвь Накатоми), Исикава (бывший Сога), Исоноками (бывший Мононобэ), Накатоми, Авата, Тадзихи, Симоцукэно, Абэ, Ки, Татибана, Косэ, Отомо, Фунъя, Такамуко, Киби, Оно, Ōно (О-оно), Агатаинукаи, Хиками, Саэки и Югэмикиё.
Верхушке дайдзёкана не подчинялся только дзингикан, фактически находившийся в прямом подчинении у императора (как первосвященника синто). Дзингикан отвечал за проведение синтоистских храмовых служб, церемоний и праздников общегосударственного масштаба. Дандзётай следил за соблюдением законов, расследовал их нарушение, инспектировал чиновников в провинциях и уездах. Формально глава дандзётай мог напрямую докладывать императору, но фактически он редко миновал дайдзёкан и был подотчётен ему.

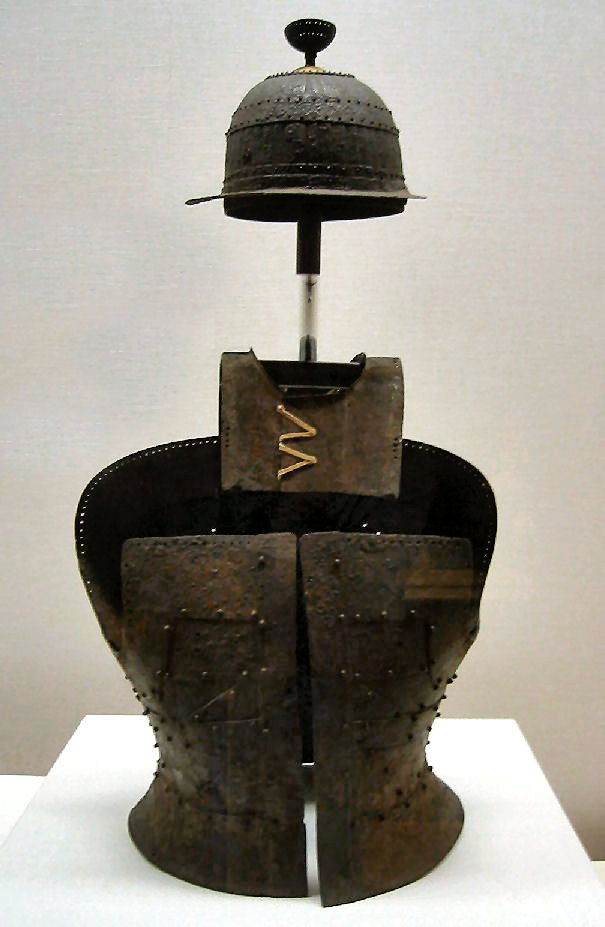
Воинские доспехи V века

Положение в стране оставалось довольно устойчивым, чему в немалой мере способствовала армия. Вооружённые силы были распределены по всей стране и на местах подчинялись управляющим провинций. Армия делилась на гундан (провинциальные части) и эфу (столичный гарнизон). Каждый крестьянский двор направлял в гундан одного пешего воина, обеспечивая его вооружением и провиантом. В лагерях проводилась воинская подготовка рекрутов, которыми командовали представители местной знати. Часть новобранцев направлялась в столицу или пограничные районы. Срок их службы в столице составлял один год, на Кюсю — три года. Численность эфу превышала 5 тыс. человек, распределённых почти поровну между охраной дворца и других важных объектов и личной охраной императорской семьи. Многие должности в гарнизоне передавались по наследству, например, охрана ворот, закреплённых за определённым родом. Основной задачей отдалённых гарнизонов и частей являлась охрана важных коммуникаций (в первую очередь дорог Санъёдо, Токайдо и Тосандо), борьба с внешней угрозой, а также с племенами эмиси (к началу IX века продвижение японцев на север Хонсю практически полностью прекратилось, отчасти из-за отсутствия экономической мотивации для расширения владений). Императоры периода Нара опасались вторжения со стороны Кореи и Китая, хотя и сами не теряли надежды вновь покорить Силла.
Всё население Японии делилось на две основные категории: рёмин («добрый люд») и сэммин («подлый люд»). К первым относились ки (чиновники 1 — 3 рангов), цуки (чиновники 4 и 5 рангов), остальные чиновники, бякутё (свободные крестьяне), синабэ и дзакко (зависимые от императорского двора ремесленники). К сэммин относились кладбищенские сторожа и смотрители гробниц, превращённые в государственных рабов преступники и их семьи, а также домашние и полузависимые рабы различных категорий (нухи). Чиновники делились на столичных (найкан) и провинциальных (гайкан). Столичное чиновничество структуризировалось с помощью шкалы рангов, которая состояла из 30 градаций, сведённых в 9 категорий (ви). Ранги, в свою очередь, дробились на старшие и младшие, а часть из них — на верхнюю и нижнюю ступени. Для гайкан существовала своя система рангов (гэи), которая состояла из 20 ступеней, сведённых в 5 основных категорий. Отдельная система градации была у принцев: четыре класса (хон) в зависимости от степени родства с императорским родом.
На вершине найкан находились ки («благородные») — чиновники высших трёх рангов. Попасть в эту категорию могли лишь представители самых могущественных японских родов, а для выходцев из Китая и Кореи это было практически невозможно. Чиновники 4-го ранга занимали промежуточное положение между ки и цуки. Они не имели привилегий ки, но могли занимать должности, недоступные чинам 5-го ранга. Большую часть придворных должностей занимали чиновники 5-го ранга, который служил своеобразным стартом для успешной карьеры. Чиновники 6 — 8 рангов составляли низшее звено служилого сословия, попасть в их число могли выходцы из незнатных родов, обладавшие способностями и соответствующими знаниями. Обладатели 9-го ранга представляли собой стажёров, проходивших испытательный срок для превращения в полноценного чиновника.

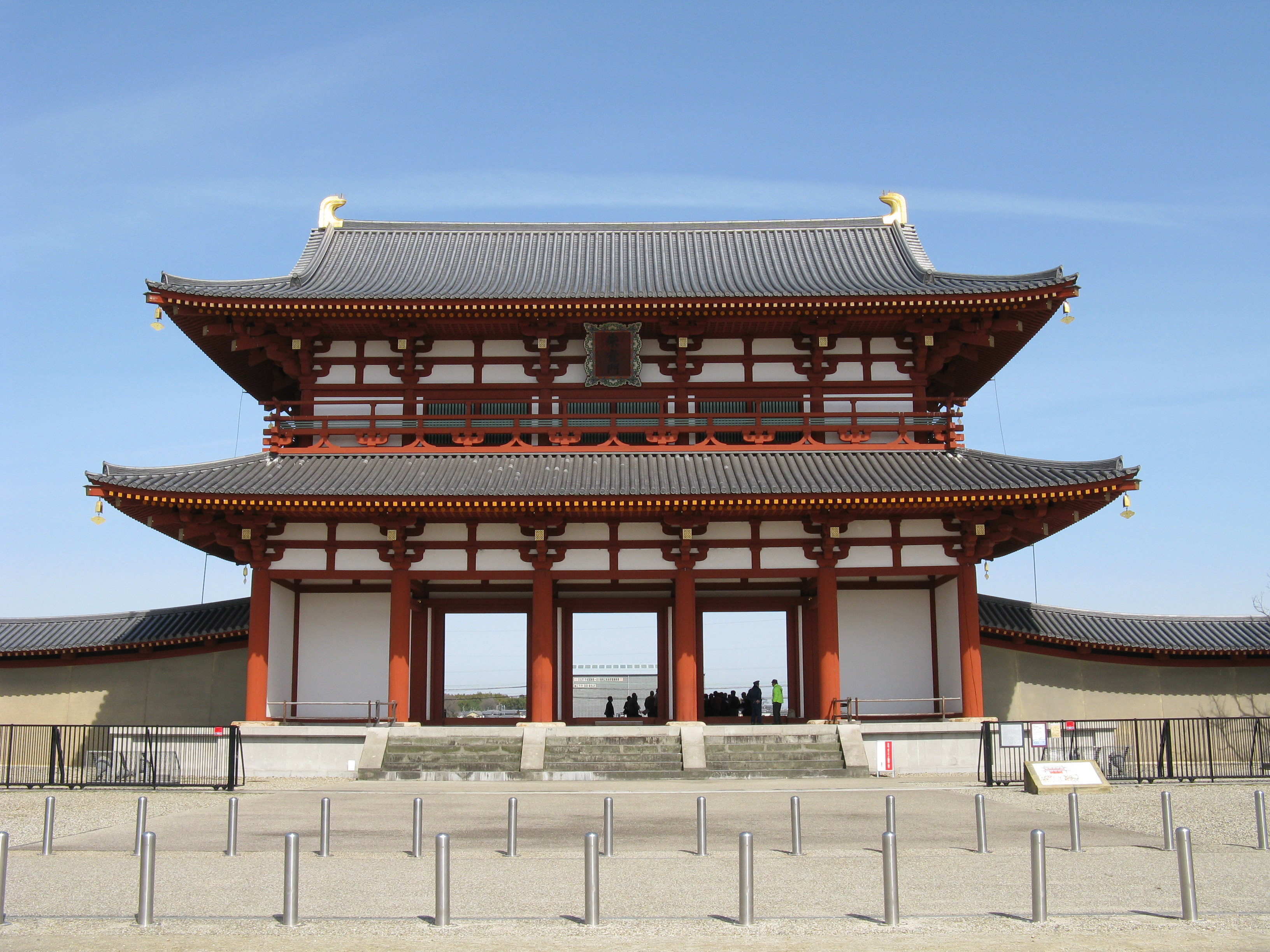
Главные ворота императорского дворца в Наре (реконструкция)

В зависимости от рангов и должностей, чиновники получали экономические льготы и правовые преференции, то есть претендовали на получение идэн и сикибундэн (полей), дзикифу (дворов), сидзин (личных слуг), ироку (рангового жалованья) и кироку (сезонного жалованья, выдававшегося шёлком, ватой, холстом и мотыгами два раза в год), а также могли претендовать на постройку гробниц определённого размера, на передачу рангов детям и внукам (так называемые онъи — «теневые ранги»), на владение родовыми буддийскими храмами (удзидэра), на поблажки при совершении преступлений. Чем выше был ранг чиновника или класс принца, тем больше полей, дворов, слуг и жалованья он мог получить от государства.
Почти все представители высшего чиновничества и столичной знати несколько раз за карьеру на несколько лет отправлялись нести службу в провинцию — управителями провинций, их заместителями и помощниками, провинциальными инспекторами. К провинциальной знати относились главы уездов и другие уездные чиновники. В отличие от глав провинций, которые назначались из столицы на определённый срок (от двух до шести лет), главы уездов в большинстве своём назначались пожизненно из числа местной родовой знати (потомков бывших куни-но мияцуко). Уездные чиновники также получали различные привилегии и льготы (они не получали кироку, зато имели право на сельскохозяйственные наделы, большие по площади чем у провинциальных чиновников, на образование детей и других родственников в школах чиновников, на службу родственников в дворцовой охране императора, на отправку во дворец служанок).
Со временем уездные чиновники обрастали широкими связями в столице. Их сыновья, попавшие в столичную школу чиновников или дворцовую охрану, могли претендовать на карьеру при дворе и соответствующие ранги. Их дочери, ставшие придворными дамами (унэмэ), могли войти в ближайшее окружение жены императора или выйти замуж за представителей столичной аристократии из знатных родов. Главы провинций назначали и смещали глав уездов и их помощников, ежегодно инспектировали их работу и по её итогам аттестовали подчинённых, рекомендовали родственников уездных чиновников для службы при дворе или учёбы в школах. Со временем назначение на должность главы уезда приобрело наследственный характер (система фудай), однако сын не мог быть полностью уверенным в том, что займёт должность отца. Нередко за место главы уезда разворачивалась кровавая борьба между различными кланами и ветвями знати. Зависимость главы уезда от воли главы провинции привела к положению, когда власть на местах уже слабо контролировалась из столицы.
| Кинай  | Токай | Тосан  | Хокурику |
| Санъин | Санъё | Нанкай | Сайкай   |

В связи с введением надельной системы изменилось и административное деление Японии. Основной экономической единицей стал крестьянский двор (ко), являвшийся коллективом родственников. Дворы были «малые» (боко) и «большие» (гоко), объединявшие 2 — 3 «малых» (существовали также хо — «пятидворки»). Глава каждого гоко распределял наделы между всеми боко. 50 дворов образовывали село (ри или сато), возглавляемое старостой, который следил за уплатой налогов, выполнением повинностей и соблюдением законов. Существовали и «большие сёла» (го), объединявшие в своём составе 2 — 3 обычных села (ри), а также окрестные боко и гоко. Сёла подчинялись уезду (коори или гун), которые, в свою очередь, объединялись в провинцию (коку). Верхним уровнем административного деления были регионы (до): Токайдо (16 провинций), Сайкайдо (9 провинций), Тосандо, Санъёдо и Санъиндо (по 8 провинций), Хокурикудо (7 провинций) и Нанкайдо (6 провинций).
В правление императора Камму была проведена реформа провинциальной администрации, которая всё сильнее утрачивала связь с центром. Появилась новая должность кагэюси — специального инспектора, который организовывал сбор натурального налога, обеспечивал его сохранность и доставку в столицу. Также в 792 году была реформирована армия, в которой упразднялся набор рекрутов из числа крестьян и вводилась система кондэй (воинская повинность сохранилась только на пограничных Кюсю и северо-востоке, в провинциях Муцу, Дэва и Садо). Отныне воинские подразделения стали формироваться избирательно из сыновей знатных родов (фактически такой порядок службы просуществовал до 1873 года). Каждая провинция предоставляла не более 60 кондэй, а вся армия насчитывала около 3 тыс. человек. Фактически в самый разгар военной кампании против эмиси произошло резкое сокращение японской армии, чему в немалой степени способствовало исчезновение угрозы, исходившей с материка.
Фигура тэнно («небесного хозяина») фактически была выведена за пределы любых письменных законов (не были кодифицированы даже такие понятия, как статус правителя и порядок престолонаследия). Все строгие регламентации жизни императора, определения его ритуальных и церемониальных действий существовали только в устной форме обычного права. Своды «Кодзики» и «Нихон сёки» обосновывали лишь сакральность императорской династии, но никак не несменяемость отдельного правителя. Таким образом, синтоистский миф обладал отдельным и особым статусом. Он распространялся и на другие влиятельные рода. На рубеже VIII—IX веков появились обращения к императорам Камму и Хэйдзэю «Такахаси-удзи буми» (789 год) и «Когосюи» (807 год), в которых представители знатных родов доказывали древность и знатность своего происхождения. Также они обосновывали права на исполнение определённых функций (например, род Такахаси издревле приносил жертвоприношения богам и обслуживал императорский стол, род Имибэ — исполнял различные религиозные ритуалы).

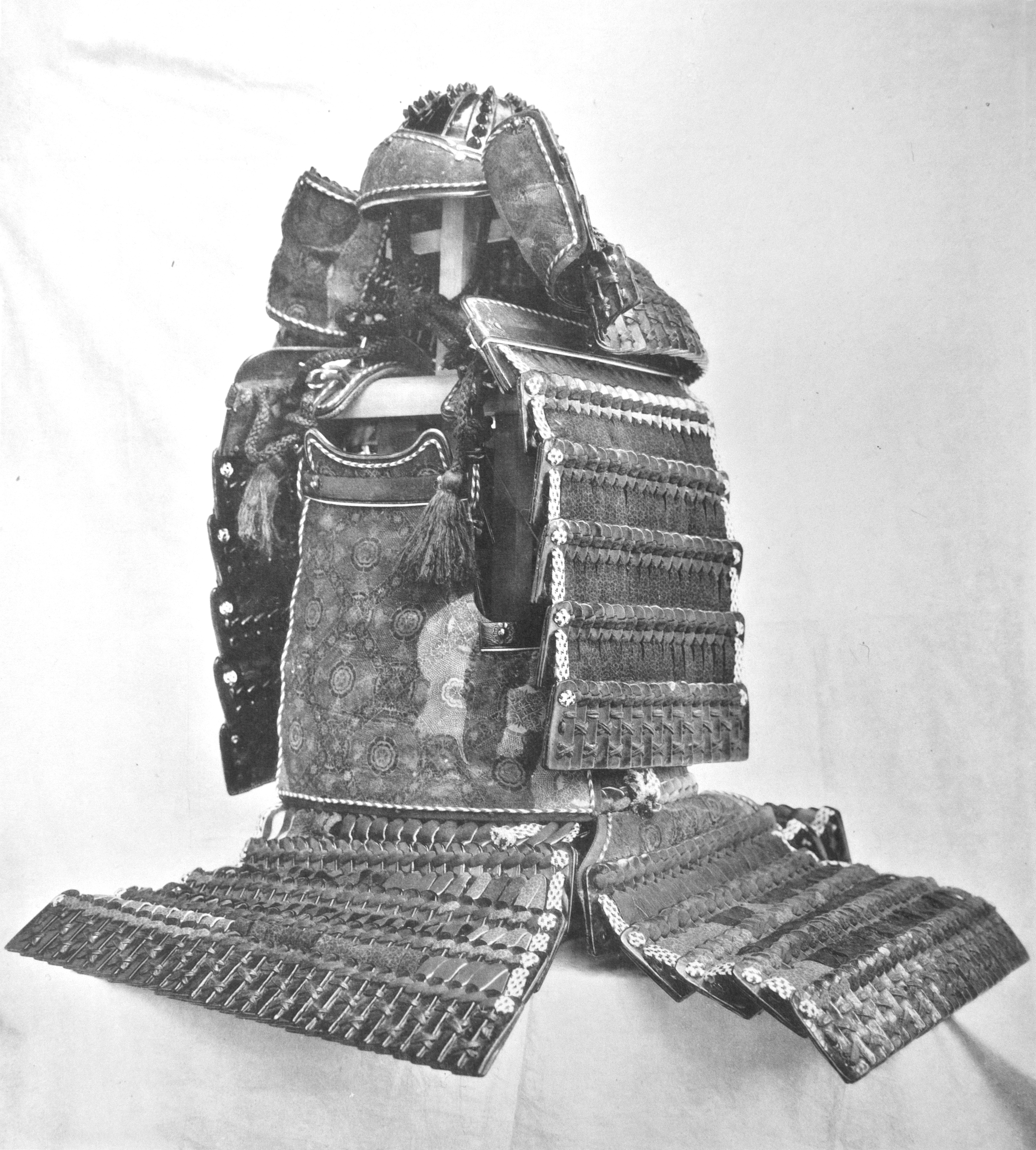
Воинские доспехи знатной особы периода Хэйан

В 815 году на основе мифологических преданий были составлены «Синсэн сёдзироку» («Вновь составленные родовые списки»), в которых 1182 влиятельных рода из района Кинай были классифицированы в зависимости от типа предка, к которому они возводили своё происхождения. На вершине стояли потомки Аматэрасу (то есть императорский род), за которыми следовали потомки других небесных божеств, потомки детей и внуков небесных божеств, потомки земных божеств и потомки переселенцев из Кореи и Китая. С помощью этого свода родоплеменная аристократия превратилась в замкнутый правящий класс, ограничив влияние при дворе потомков иммигрантов, служивой знати и провинциальных родов.
Таким образом, в IX веке оформились официальная идеология и социальная структура японского государства, основанные на сакральных генеалогиях, которые создавались в рамках императорского мифа. Была окончательно кодифицирована как иерархия всех знатных родов, так и разветвлённый синтоистский пантеон, на вершине которого находилась богиня Аматэрасу. Удзи сохраняли церемониальные и политические функции, но на первый план стали выходить связи отдельных групп рядовых членов рода с его главой, а также горизонтальные связи между группами равного социального положения. В период Хэйан лишь 12 знатных домов сохранили классическую структуру удзи (Фудзивара, Минамото, Томо, Ō, Такасина, Накатоми, Урабэ, Татибана, Имибэ, Косидзи, Сугавара и Вакэ). Общая численность аристократии, включая всех членов семей, составляла несколько десятков тысяч человек (так, в своде «Энгисики», составленном в 927 году, упоминается, что официальные должности имели около 6 тыс. человек).
Новым этапом в развитии государства было появление во второй половине XI века системы инсэй, при которой императорский дом оформился в самостоятельную структуру наподобие других домов кугэ, имевших собственную экономическую базу, механизм управления и военизированные структуры. Правящая ветвь рода Фудзивара утратила положение соправителя императорского дома, сохранив за собой лишь привилегию «поставщика» жён императоров и наследных принцев. Отныне главными сделались отношения отец — сын, а родственные связи по материнской линии уступили связям по отцовской линии.

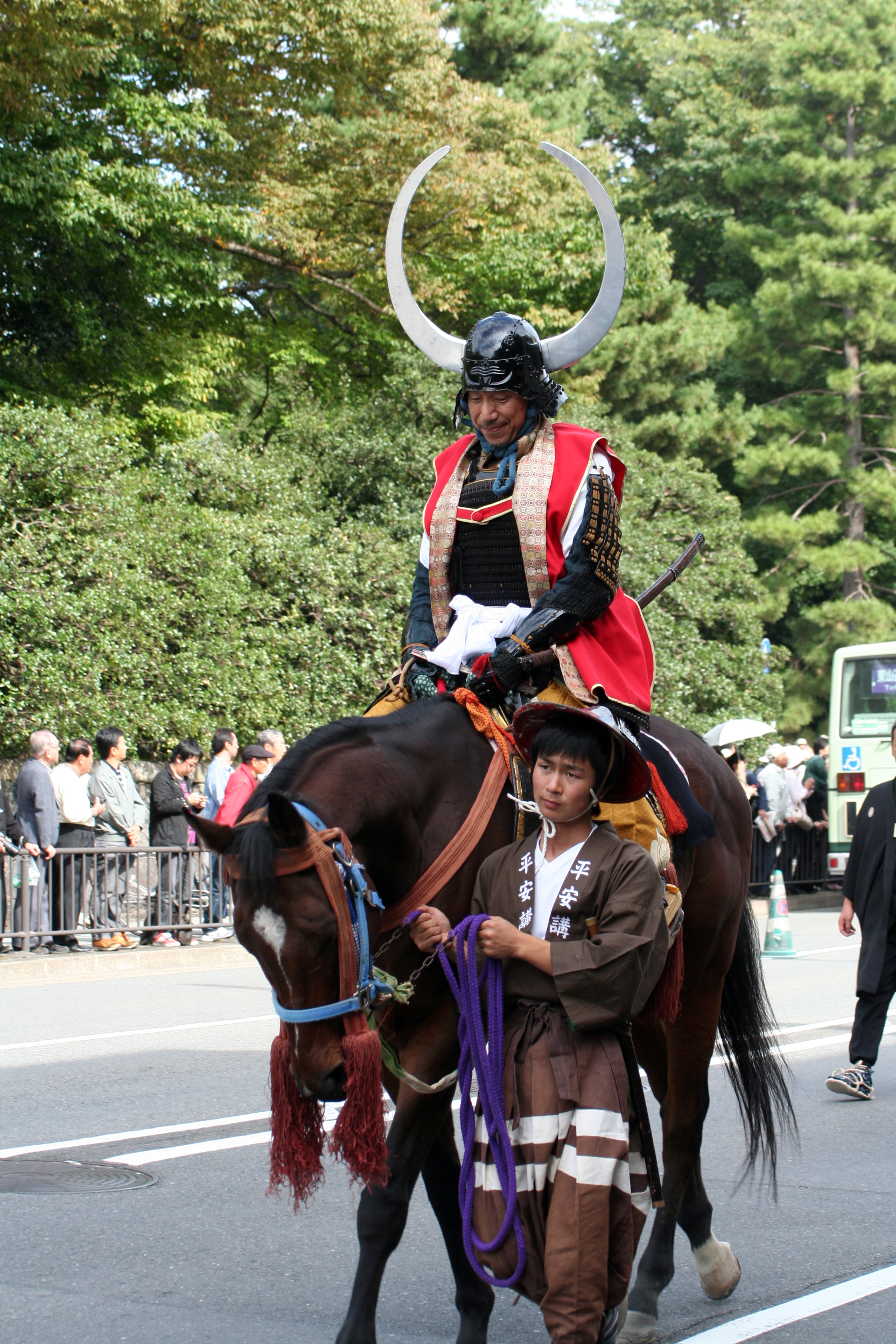
Конный буси. Современная реконструкция

Во второй половине XI века на политическую авансцену выдвинулось новое сословие — самураи (или буси), но их формирование происходило задолго до этого. В VIII веке были известны потомственные воинские рода Отомо, Саэки и Саканоуэ, в IX веке — Оно и Окура. В результате военных походов, совершённых в начале IX века против эмиси, в состав Японии вошли северные провинции Муцу и Дэва. Часть эмиси согласилась на должности в администрациях этих провинций, а также была привлечена к охране границ. Конные отряды эмиси отличались хорошей подготовкой и вскоре составили ядро японской кавалерии. Во второй половине IX и начале X века северо-восток Хонсю был охвачен частыми восстаниями, здесь хозяйничали сюба-но то («конные банды»), которые грабили поселенцев, нападали на усадьбы чиновников и государственные склады, причём нередко доходили до границ столичного района Кинай.
В ответ власти создавали посты кэбииситё — военизированных сил правопорядка. В 901 году вышел закон, по которому губернаторы провинций без указа из столицы могли поднимать местные войска для поимки преступников. Также снимались ограничения на размеры провинциальных воинских формирований, особенно в пограничных с эмиси районах. В X—XII веках крупные роды, происходившие из знати эмиси (такие как Абэ и Киёхара), а также породнившаяся с ними северная ветвь рода Фудзивара, фактически контролировали провинции Муцу и Дэва (они управляли уездами и занимали наследственные должности в провинциальном аппарате, имели свои крепости, собирали налоги и поддерживали порядок от имени императора). С конца X века среди служивой знати на первые места выдвинулись рода Минамото (Гэндзи) и Тайра (Хэйси), которые имели самые многочисленные и боеспособные военные отряды, пополнявшиеся выходцами из провинций.
С установлением института инсэй у отрёкшихся императоров появилась своя дворцовая стража (хокумэн-но буси), которую возглавляли торё. Эти командиры выбирались либо из рода Минамото, либо из рода Тайра. Хотя торё и не занимали никаких официальных должностей, именно они при необходимости возглавляли императорскую армию. Постепенно представители Минамото и Тайра благодаря покровительству столичных родов (в том числе Фудзивара) становились губернаторами провинций или столичными чиновниками, приобретали богатство и политический вес при дворе.

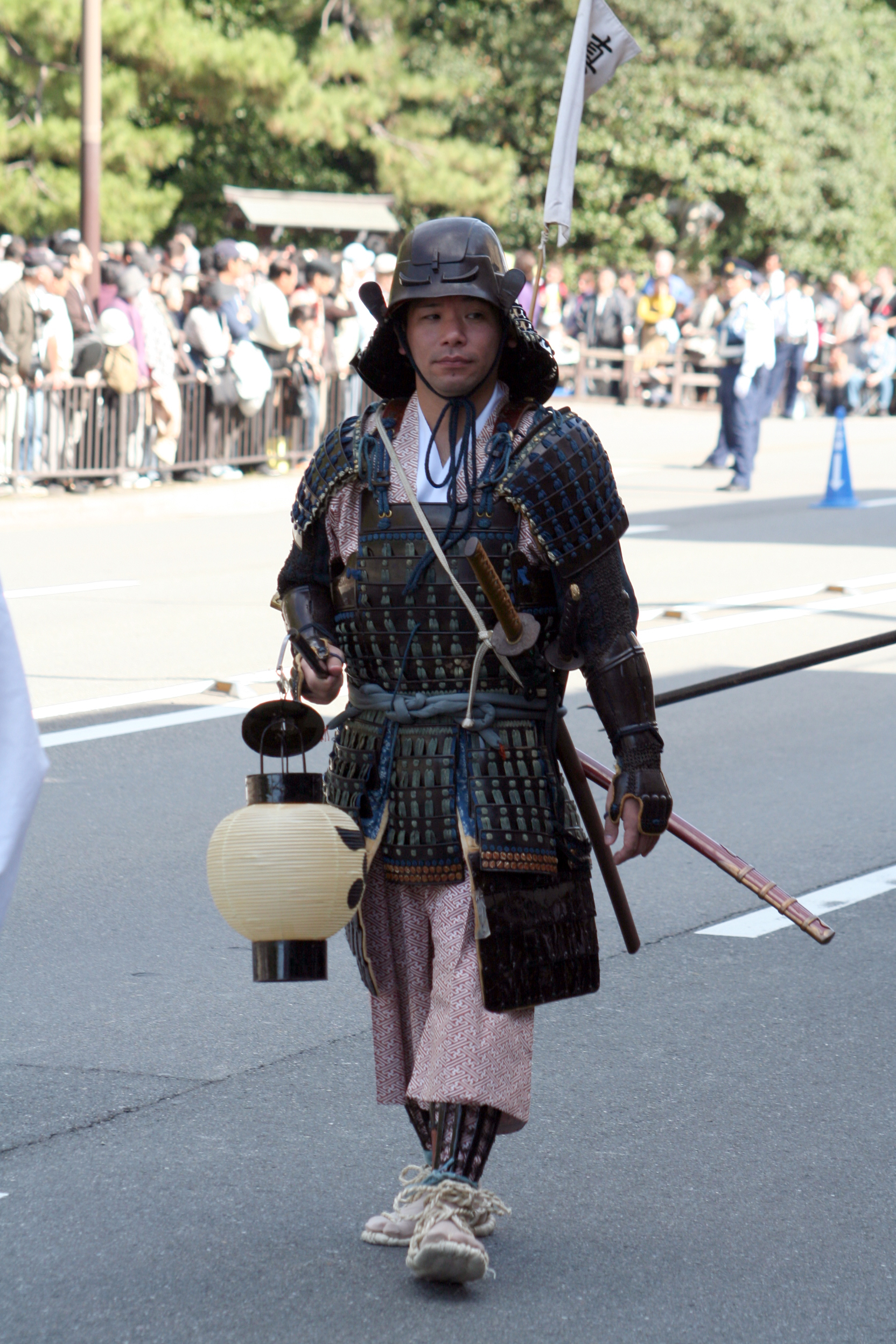
Пеший воин. Современная реконструкция

В IX—X веках система организации регулярных вооружённых сил продолжала оставаться двухступенчатой — существовали столичная гвардия и провинциальные отряды, подчинявшиеся губернаторам (дзурё). Изначально столичный гарнизон состоял из стражи императорского дворца и городских ворот (частично он комплектовался рекрутами из провинции, частично — представителями знатных родов). После ликвидации столичной гвардии в 792 году на её месте в начале IX века была сформирована своеобразная полиция кэбииситё, позже разросшаяся в большое ведомство со своими чиновниками и воинами.
Помимо кэбииситё большое значение имели неофициальные, но довольно боеспособные военные отряды аристократических родов (сёка-но хэйси). Нередко они устраивали между собой схватки прямо на улицах столицы, что вызывало недовольство императоров. Кроме того, столичные аристократы и их воины часто участвовали в различных соревнованиях — боях на мечах или стрельбе из лука на скаку (ябусамэ).
В провинциях военные отряды также были двух типов: подчинявшиеся губернаторам и главам знатных родов. В формирования губернаторов входили отряды их вассалов из числа провинциальной знати, чиновники различных ведомств (дзайтё-но каннин), отвечавшие за производство оружия, и «воины провинции» (куни-но цувамонодомо), которых дзурё знали по охоте, храмовым церемониям и службе в пограничной страже. Самые крупные отряды имели губернаторы приграничных провинций севера Хонсю, севера Кюсю и побережья Внутреннего Японского моря. Для всех отрядов, независимо от рода подчинения, существовало строгое правило: выступить они могли только после получения письменного указа императора, иначе нарушитель объявлялся мятежником и подлежал строгому наказанию.
Формирования кэбииситё и провинциальные отряды содержались за счёт налогов, собираемых властями. По мере уменьшения налогов, поступавших в столицу, многие воины переходили на службу к торё или успевали служить в обеих структурах одновременно (государственная служба давала возможность социального роста через должности и ранги, а работа на торё сулила хороший заработок). Оружие, использовавшееся в междоусобных войнах, не претерпело существенных изменений: меч, кинжал, копьё и лук со стрелами. Однако во второй половине XI века изменилась техника ведения боя, всё чаще стали применяться различные единоборства (например, кэндзюцу, нагинатадзюцу, содзюцу, кюдзюцу и ниндзюцу).

## Культура

### Летоисчисление
Наиболее древняя система датировки событий, заимствованная из Китая, вела счёт годов по 60-летнему циклу и окончательно сформировалась к началу династии поздняя Хань (25 — 220 года). Согласно этой системе для обозначения каждого года использовалась комбинация из двух иероглифов, в которой первый из них — один из десяти циклических знаков (дзиккан), а второй — один из двенадцати знаков зодиака (дзюниси). Другая система летоисчисления основывалась на годах правления императора (для обозначения года указывалось имя правителя и порядковый номер со времени начала его правления). Третья система летоисчисления, также заимствованная из Китая, основывалась на девизах правления (нэнго) и утвердилась в начале VIII века. Нередко девизы правления менялись, иногда — по нескольку раз за время правления одного императора.
В X веке была выработана и абсолютная хронологическая шкала (кигэн), разработанная Миёси Киёюки. Он подсчитал, что от начала правления императора Дзимму до девятого года правления императрицы Суйко прошло 1260 лет. Этот способ не нашёл широкого применения, но был реанимирован в 1872 году, когда было введено понятие «эры императоров» (коки) и началось празднование Дня основания государства.

### Фольклор, письменные источники и литература

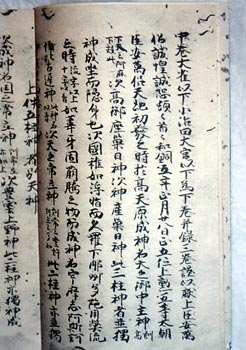
Рукопись «Кодзики» XIV века

В 712 году было закончено первое из полностью дошедших до наших дней древнеяпонских сочинений — «Кодзики» («Записи о делах древности»). Свод, состоящий из трёх свитков, представляет собой сборник текстов, сложившихся в устной традиции, и несёт на себе отпечаток дописьменной культуры Японии. Фактически, это собранные воедино мифы, легенды и сказания различных могущественных родов, а также исторические хроники и генеалогия правителей (в том числе легендарных), прошедшие цензуру императорского двора и записанные составителем О-но Ясумаро на вэньяне. «Кодзики» обосновал и утвердил легитимность правящей династии как прямых потомков Аматэрасу и высокое положение в обществе других японских родов, приближённых ко двору.
Ко времени составления «Кодзики» в Японии уже существовала развитая устная и письменная традиция составления исторических хроник и генеалогических сводов знатных родов. Все подобные труды старались возвести происхождение своего рода (заказчика) к древним легендарным правителям и богам, причём чем древнее получалась родословная, тем знатнее и престижнее становился род. Следствием такой ориентации стало стремление государства в лице правящего рода монополизировать историю предков и переписать её по своему усмотрению. Поэтому хронология первых правителей носит в «Кодзики» полулегендарный характер и лишь с середины VI века датировки свода начинают более корректно соотноситься с данными китайских, корейских и других японских источников. Практически все прозаические тексты той эпохи основаны на хронологической последовательности изложения и несут на себе отпечаток исторического произведения (в VII и VIII веках не появилось ни одного значимого памятника религиозно-философской мысли).

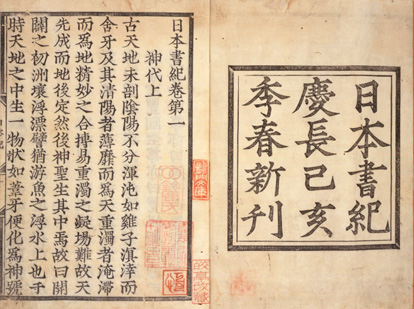
Издание «Нихон сёки» конца XVI века

Хотя свод и был одним из наиболее значимых памятников японской литературы и истории, он практически не был известен в древней и средневековой Японии, а его влияние на последующую культурную традицию было минимальным (повторное открытие «Кодзики» произошло в XVII—XVIII веках благодаря деятельности школы кокугаку). Согласно одной версии, свод был тайной хроникой правящего рода, а согласно другой — его «задвинули» представители недавно возвысившихся родов и буддийских кругов, которые были обойдены вниманием в «Кодзики» (не случайно, что факт составления «Кодзики» не был отражён даже в главном историческом источнике VIII века — «Сёку нихонги»).
В 720 году под руководством принца Тонэри был составлен новый свод летописей и генеалогии «Нихон сёки» («Анналы Японии»), состоящий из 30 свитков. По сравнению с «Кодзики» его содержание было богаче, в нём приводилось несколько вариантов одних и тех же мифов и преданий, деяния правителей и служилой знати описывались подробнее. Основными источниками для «Нихон сёки» служили предания правящего дома и других влиятельных родов, местные предания, личные записи придворных, хроники буддийских монастырей, китайские и корейские источники (особенно «Ивэнь лэйцзю» Оуян Сюня, а также «Вэйчжи», «Ханьшу» и «Хоу Ханьшу»). Поэтому в новом своде, составители которого находились под влиянием китайской исторический традиции, подробно описан процесс распространения буддизма, широко применяются китайская официальная терминология и скрытые цитаты из китайских философских произведений.
«Нихон сёки» заложил основы официальной историографии японского государства, а его мифологическая часть стала основой письменных канонов синтоизма. Свод принято считать первой из «шести национальных историй» (Риккокуси), к числу которых также относятся «Сёку нихонги» («Продолжение анналов Японии»), «Нихон коки» («Поздние анналы Японии»), «Сёку нихон коки» («Продолжение поздних анналов Японии»), «Нихон Монтоку тэнно дзицуроку» («Истинные записи об императоре Японии Монтоку») и «Нихон сандай дзицуроку» («Истинные записи о трёх императорах Японии»). Особенностью этих хроник является то, что они были рассчитаны не на современников, а на их потомков, в сознании которых должна была сложиться именно такая модель прошлого. Начиная с «Сёку нихонги» записи велись в одно время с происходившими событиями, а не описывали давно прошедшее.

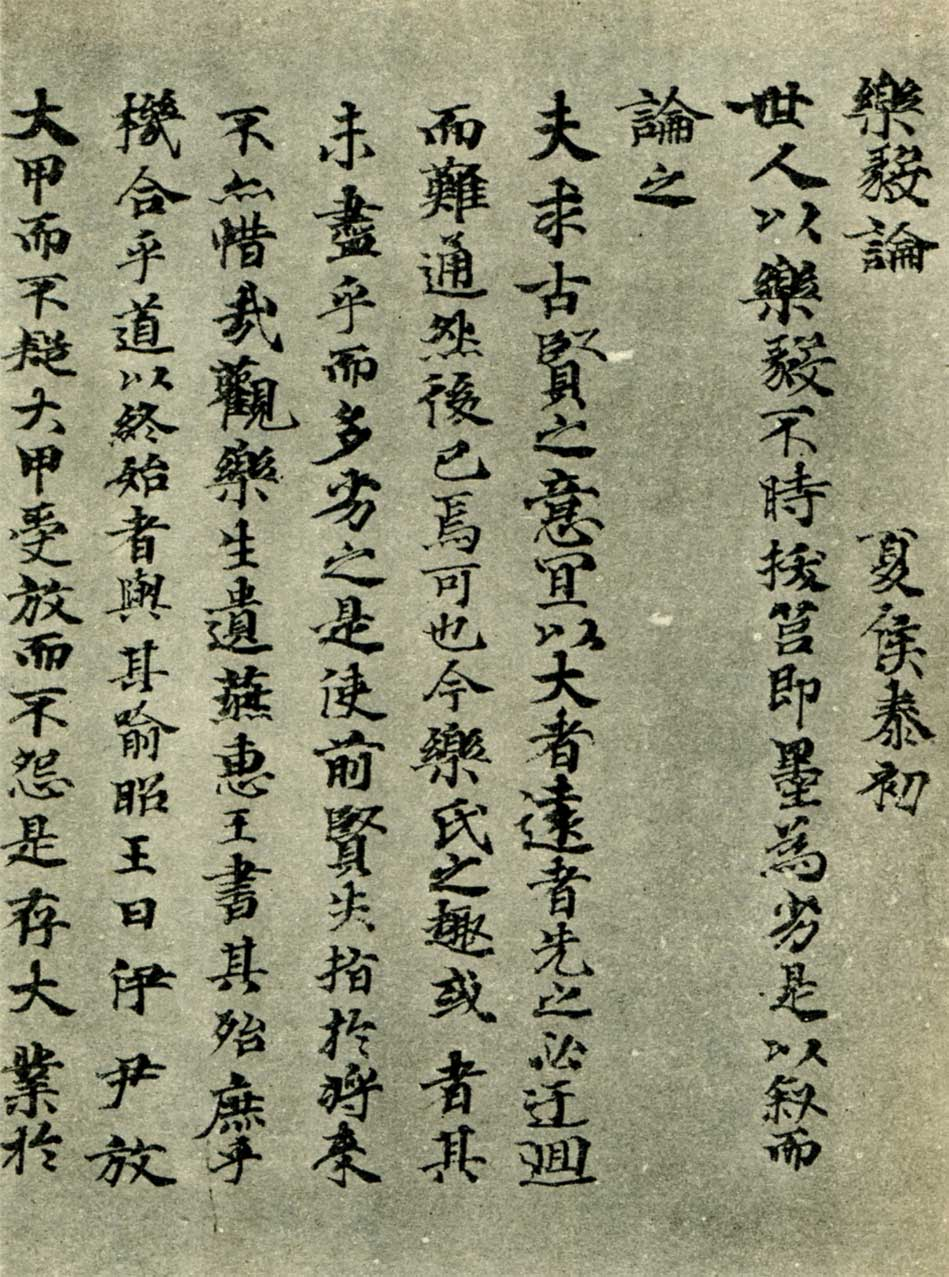
Рукопись произведения «Гаккирон», выполненная в VIII веке Комё

В периоды Нара и Хэйан на смену мифологическо-летописным сводам пришли исторические хроники, наиболее значительным примером которых является «Сёку нихонги», законченная в 797 году. Тексты, размещённые на 40 свитках, составлялись в три этапа и охватывают период с 697 по 791 год (окончательный вид хронике придали Фудзивара Цугицуна и Сугано Мамити). Если «Кодзики» и «Нихон сёки» оказали влияние на поэзию, прозу и историографию, то влияние «Сёку нихонги» ограничилось лишь исторической мыслью. В этом труде меньше заимствований из китайских произведений, уже нет ярких описаний характеров и поступков, он полностью построен на сухом хронологическом изложении, причём «плотность» наполнения событиями и их детализация возросли.
Главными объектами описания в «Сёку нихонги» являются император, его ближайшее окружение (особенно северная ветвь рода Фудзивара), представители чиновничьего сословия (как правило, рангом не ниже пятого), а основным местом действия — императорский дворец и столица. В отличие от китайских хронистов, их японские коллеги отказывались от оценки деятельности императоров, которые оставались сакральными фигурами. Достоверность сообщаемой в «Сёку нихонги» информации довольно высока, в хронике отсутствуют систематические искажения, многие факты нашли подтверждение в результате археологических изысканий.
Важное значение имеют законодательные своды, особенно «Тайхо рицурё» (701 год) и «Ёро рицурё» (718 год). Текст первого дошёл до наших дней не полностью, второй свод сохранился намного лучше. Каждый из сводов по примеру китайских законодательств состоит из двух разделов — рицу («уголовный кодекс») и рё («гражданский кодекс»). Но система конфуцианских ритуалов, обладавшая в Китае более высоким статусом, в Японии не имела самостоятельного значения. Статьи уголовного права почти полностью утеряны, а сохранившиеся свидетельствуют о том, что они заимствованы из Китая без существенных изменений. Таким образом, «Сёку нихонги» и законодательные своды являются важнейшими письменными источниками VIII века по истории и культуре Японии.

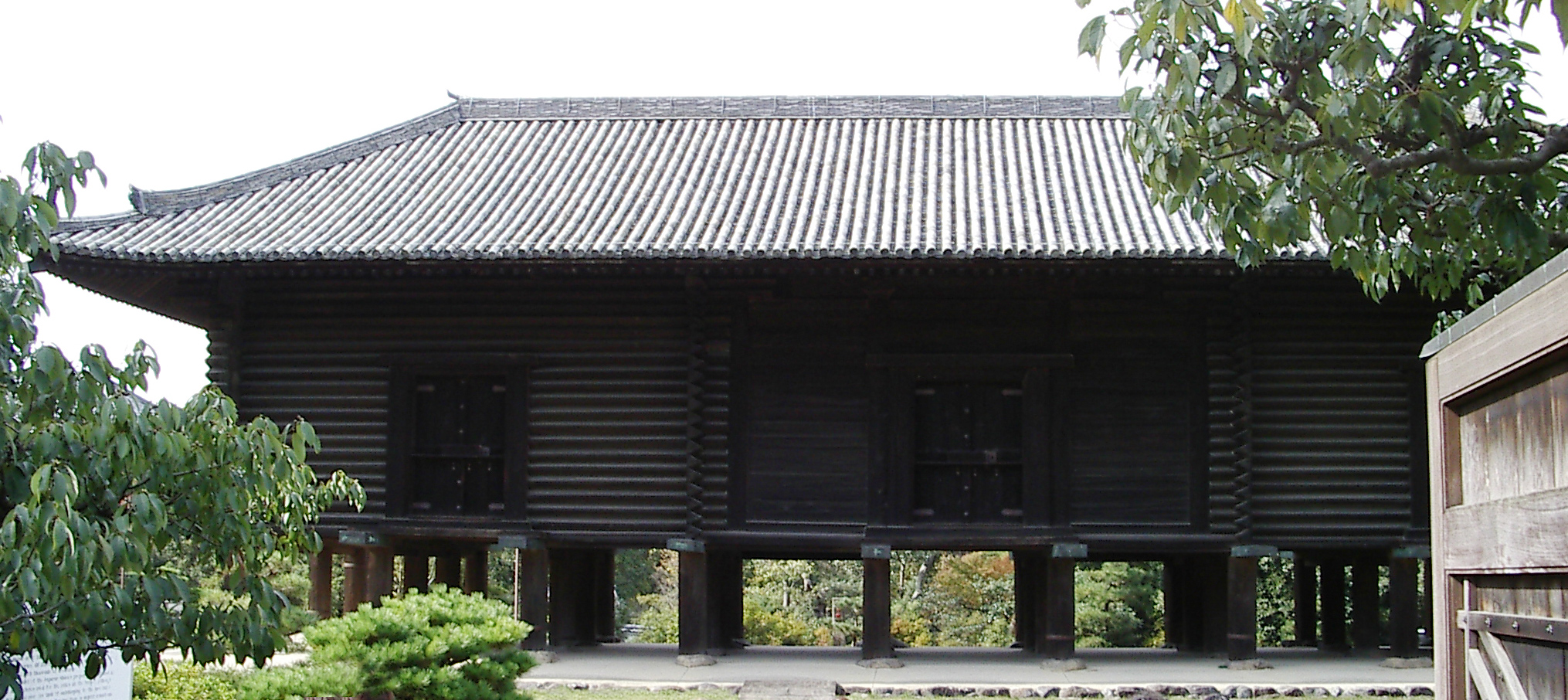
Сёсоин

Другими источниками познаний служат тысячи бумажных документов, собранных в сокровищнице Сёсоин, созданной при храме Тодай-дзи в Наре. Управление по переписке сутр (сякёсё) было образовано в 736 году при дворце Комё, супруги императора Сёму, а затем преобразовано в подразделение храма Тодай-дзи. Весь период Нара оно копировало буддийские сутры, составляло документы храма и систематизировало переписку с другими учреждениями. Дополнительную ценность имеют храмовые тексты, написанные на обороте документов из других ведомств (бумага в то время была дорогим товаром и использовалась по возможности максимально). Кроме того, в Сёсоин хранится ценная коллекция моккан — деревянных дощечек, на которые наносилась служебная переписка между чиновниками различных учреждений (в основном о перемещении грузов и людей), учебные тексты и налоговая маркировка товаров. В отличие от Китая, где подобные дощечки сшивались и содержали большие тексты, в Японии VII—VIII века они имели разную длину, в зависимости от длины сообщения, но сообщений, которые имели бы продолжение на другой дощечке, на архипелаге найдено не было. Моккан было легко перевозить и хранить, а при необходимости — и повторно использовать (старый текст соскабливался и наносился новый).

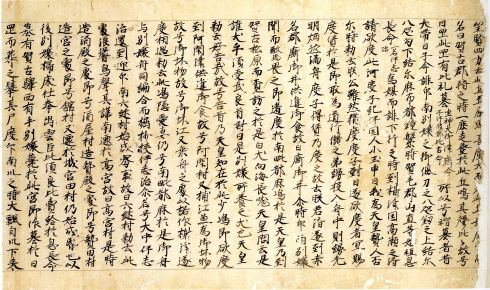
Старейший свиток «Фудоки» с описанием Харимы. Библиотека университета Тэнри

Для эффективного управления страной требовалась опись всего, что находилось на территории Японии (особенно отдалённых регионов). С целью решить эту задачу в 713 году был издан указ о начале составления «Фудоки» («Описания земель и обычаев»). В 715 году было завершено описание провинций Харима и Хитати, в 733 году — провинции Идзумо (единственный полностью сохранившийся текст), позже — Бунго и Будзэн. Тексты с описанием остальных провинций до наших дней не дошли. «Фудоки» приводили характеристики географических особенностей провинций и уездов, описывали население, полезные ископаемые, животных, растения, сельхозугодья и крупнейшие храмы, а также местные мифы и предания.
Во второй половине VIII века вышла старейшая и наиболее значимая поэтическая антология «Манъёсю», в составлении которой принял участие Отомо-но Якамоти.
К концу периода Нара во многих крупных буддийских храмах начали вести храмовые хроники, создавая отдельную от государства историю, а также появились литературные труды, описывавшие житие святых. Первым сборником буддийских преданий и легенд был «Нихон рёики» (полное название — «Нихонкоку гэмпо дзэнъаку рёики» или «Записи о дивных чудесах прижизненного воздаяния за добрые и злые дела, случившиеся в Японии»), составленный монахом храма Якусидзи по имени Кёкай. Сборник был очень популярен среди читателей, использовался для подготовки проповедей и оказал существенное влияние на современников. В конце IX века сложилась относительная культурная автономия Японии, что привело в дальнейшем к укреплению национального самосознания и расцвету местных жанров, стилей и разновидностей литературы (вака, танка, нагаута, каэси-ута, дзуйхицу, моногатари и т. д.).

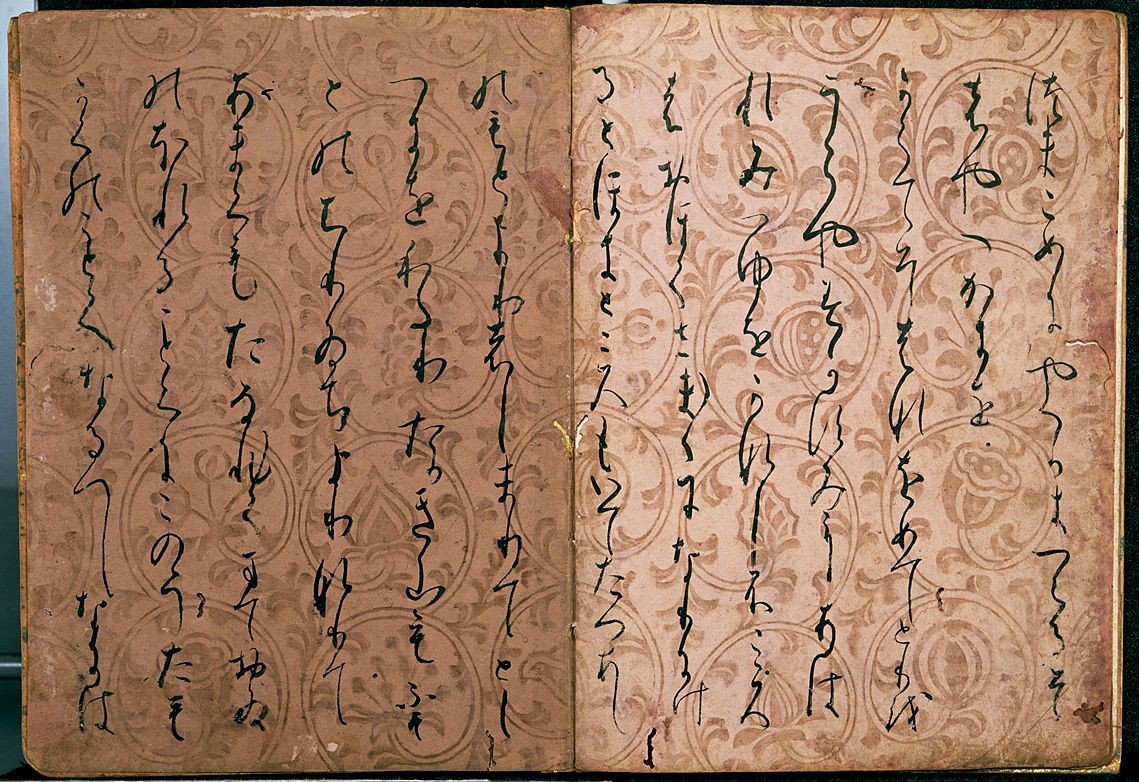
Издание «Кокин вакасю» XII века

Яркой особенностью периода Хэйан, особенно X—XI веков, была культура придворных аристократов кугэ и императорского двора, сформированная под китайским влиянием. Среди знати возник культ любования природой (цветением сакуры, хризантемами и ирисами, полной луной на безоблачном небе) и наслаждения «очарованием вещей» (мононо аварэ), в повседневную жизнь вошли литературные игры и поэтические состязания. С появлением собственного письменного языка начался бурный расцвет литературы. Если в IX веке большинство произведений создавалось на китайском языке, то в X—XI веках случился бум стихов, рассказов, повестей, эссе, легенд и дневников на японском. Стихи записывались в семейные антологии, на ширмах и веерах. В этот период творили такие классики японской литературы, как Мурасаки Сикибу (автор романа «Повесть о Гэндзи»), Сэй-Сёнагон (автор «Записок у изголовья» и основоположница жанра дзуйхицу), Митицуна-но хаха (автор «Дневника эфемерной жизни», ставшего образцом жанра никки).
В правление императора Дайго были составлены поэтические антологии «Кокин вакасю» («Собрание старых и новых японских песен», 905 год) и «Синсэн вака» («Новое собрание японских песен», 930 год). Составитель «Кокин вакасю» поэт и филолог Ки-но Цураюки ввёл в обиход термин «шесть гениев» (роккасэн) японской поэзии, к которым он причислил Хэндзё, Аривару-но Нарихиру, Фунъю-но Ясухидэ, Кисэна-хоси, Оно-но Комати и Отомо-но Куронуси. Ориентация на буддийское мировоззрение вызвала к жизни жанр «исторических повествований» (рэкиси моногатари), изображавших жизнь исторических персонажей из поколения в поколение. Его первыми произведениями были написанные в конце XI — начале XII веков литературные памятники «Окагами» («Великое зерцало») и «Эйга моногатари» («Повесть о процветании»), восхвалявшие деятельность рода Фудзивара.

### Изобразительное искусство и керамика

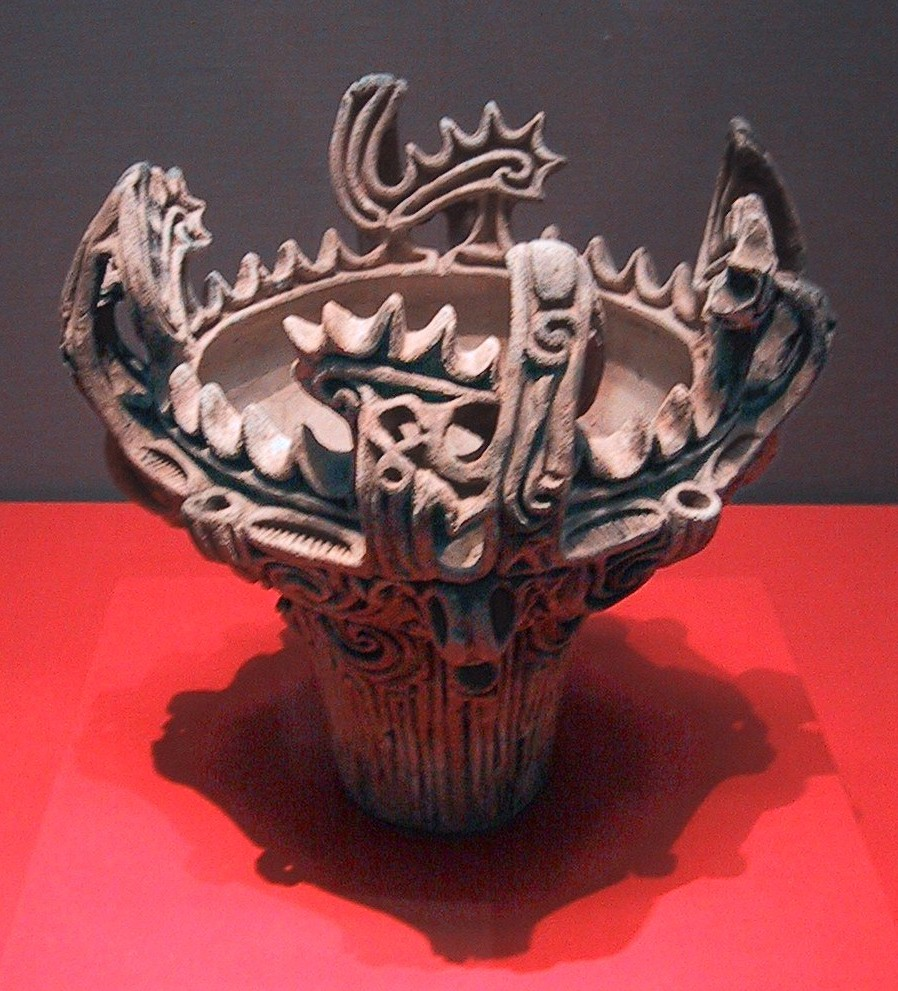
Сосуд периода Дзёмон (3-е тыс. до н. э.)

Первой стадией развития керамики стали изделия периода Дзёмон (согласно результатам радиоуглеродного анализа, самые древние образцы фрагментов японской керамики датированы 15 — 12-м тысячелетием до н. э.). Распространение керамики на Японских островах началось с северо-западной части Кюсю, которая была наиболее подвержена континентальному влиянию. В начале этого периода на сосуды наносился вертикальный узор (на сырую глину накладывали отдельные растительные волокна). Затем нити стали сплетать, нанося узор горизонтальными полосами в виде «ёлочки». Середине периода Дзёмон был присущ диагональный узор, а в позднем периоде преобладал геометрический узор. «Верёвочный орнамент» наносился в результате вращения верёвки или обмотанной верёвкой палочки вокруг сосуда (в Африке и Полинезии узор наносился методом прикладывания инструментов к поверхности изделия). Помимо наиболее распространённого «верёвочного орнамента» существовало множество видов керамики, узор на которую наносился пальцами мастера или бамбуковой палочкой. Обжиг керамики происходил в ямах, на дне которых разводился костёр, но из-за низкой температуры сосуды страдали повышенной хрупкостью.

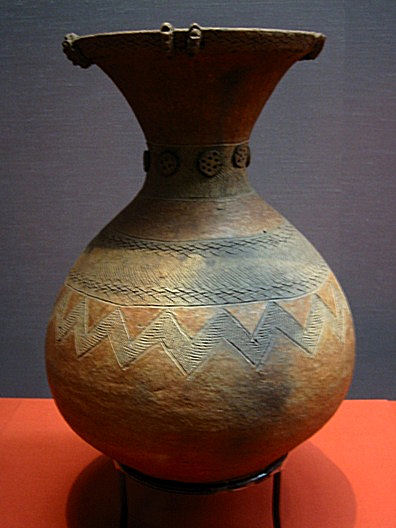
Сосуд периода Яёй (I—III век н. э.)

В ранний период Дзёмон территория Японского архипелага делилась на два крупных культурных ареала: юго-западный (здесь орнамент наносился на керамику с помощью ногтей) и северо-восточный (здесь преобладал «верёвочный орнамент»), граница между которыми проходила по равнине Канто. Почти вся керамика раннего и среднего периода Дзёмон использовалась для хозяйственных нужд — варки пищи, хранения воды и продуктов питания (особенно зерна). В конце периода Дзёмон поверхность сосудов стали покрывать красной охрой и полировать, а сами изделия тщательнее обжигать, что улучшило их гидроизоляцию. Кроме того, в позднем периоде Дзёмон стала появляться керамика культового предназначения со «змеиными мотивами» и пластическими изображениями голов различных животных.
Керамика периода Яёй стала более унифицированной и утилитарной (преобладали сосуды и другая утварь сугубо хозяйственного назначения), с более простым орнаментальным украшением (в основном «верёвочный орнамент», «царапины» и отпечатки раковин на поверхности) или вообще без всяких украшений. Наиболее часто встречающимся оттенком керамики Яёй был красный, обжиг осуществлялся более равномерно, чем в предшествующий период. Однако, технология производства керамики (низкотемпературный обжиг и отсутствие гончарного круга) практически не изменилась, из-за чего даже у специалистов возникают проблемы с классификацией изделий и соотнесением их к периодам Яёй или Дзёмон.

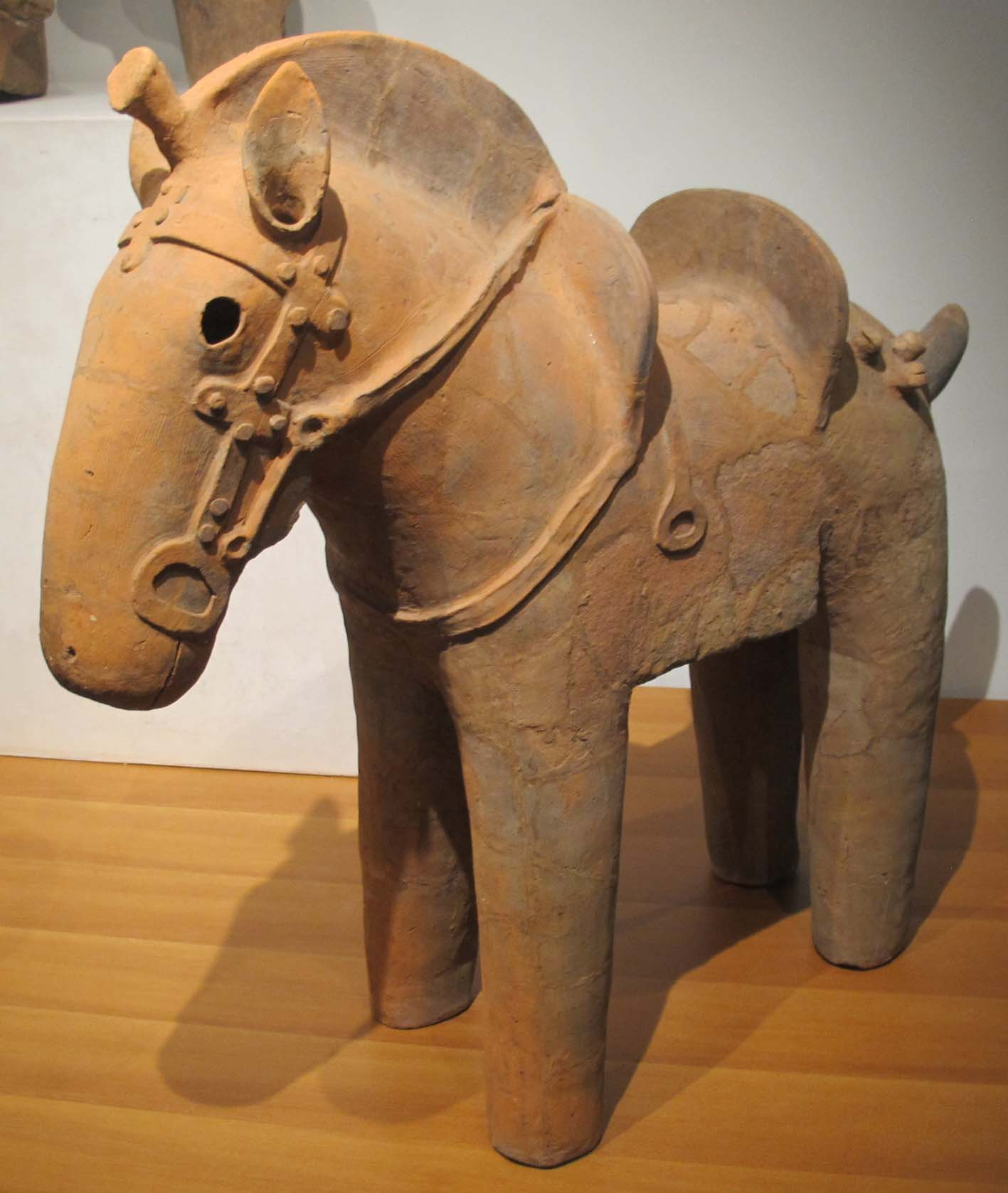
Ханива. V—VI век

Ярким образцом керамики периода Кофун являются ритуальные скульптуры ханива, в технологии изготовления которых прослеживается преемственность по отношению к керамике периода Яёй. Сама же идея украшения погребений глиняными фигурами, призванными оберегать могилу от воздействия со стороны злых духов, вероятнее всего была заимствована из ханьского или цзиньского Китая. Также в период Кофун приобрела популярность керамика континентального типа суэ, которая имела пепельный цвет, изготовлялась на гончарном круге и обжигалась в специальной печи. Но широко применялась, в том числе в погребальных церемониях, и местная керамика хадзи — сосуды, изготовленные без применения гончарного круга.
Распространение эзотерического буддизма и его сближение с традиционным синтоизмом в период Хэйан повлекли за собой изменения в изобразительном искусстве и привели к появлению синтоистских скульптурных изображений (например, бога Хатимана, богини Накацу-химэ и императрицы Дзингу в храме Якусидзи в Наре или божества Мацуо в Хэйан-кё). Мастера продолжали следовать буддийским канонам, принятым на материке, но в их работах всё ярче выражались японские черты. От копирования китайских бронзовых статуй они перешли к работе с местными материалами. Всё чаще вместо глины и лака скульпторы стали использовать древесину кипариса и камфорного дерева. Многие статуи периода Хэйан вырезались из цельного ствола вместе с пьедесталом, а потом тщательно обрабатывались и окрашивались.
В горных районах Хонсю и Кюсю стали появляться первые скальные рельефы, изображающие буддийских божеств и охранителей местности (например, рогатые демоны возле Усуки). Изменения коснулись и алтарей: теперь в центре композиции вместо безмятежных фигур будд стали размещать многоголовых и многоруких божеств, призванных вызывать страх. Яркими примерами новых веяний в скульптуре являются многофигурный алтарь столичного храма То-дзи, статуя Нёирин Каннон из осакского монастыря Кансиндэн, а также многочисленные статуи патриархов и синтоистских божеств. В живописи раннего периода Хэйан наиболее значимым явлением было создание мандал, которые выполнялись либо на шёлке, либо в виде фресок на стенах. Нередко встречаются иконографические изображения защитников буддизма, предстающих в облике демонов. Другим направлением живописи были горизонтальные свитки ямато-э, которыми иллюстрировали литературные произведения.

### Градостроительство и архитектура

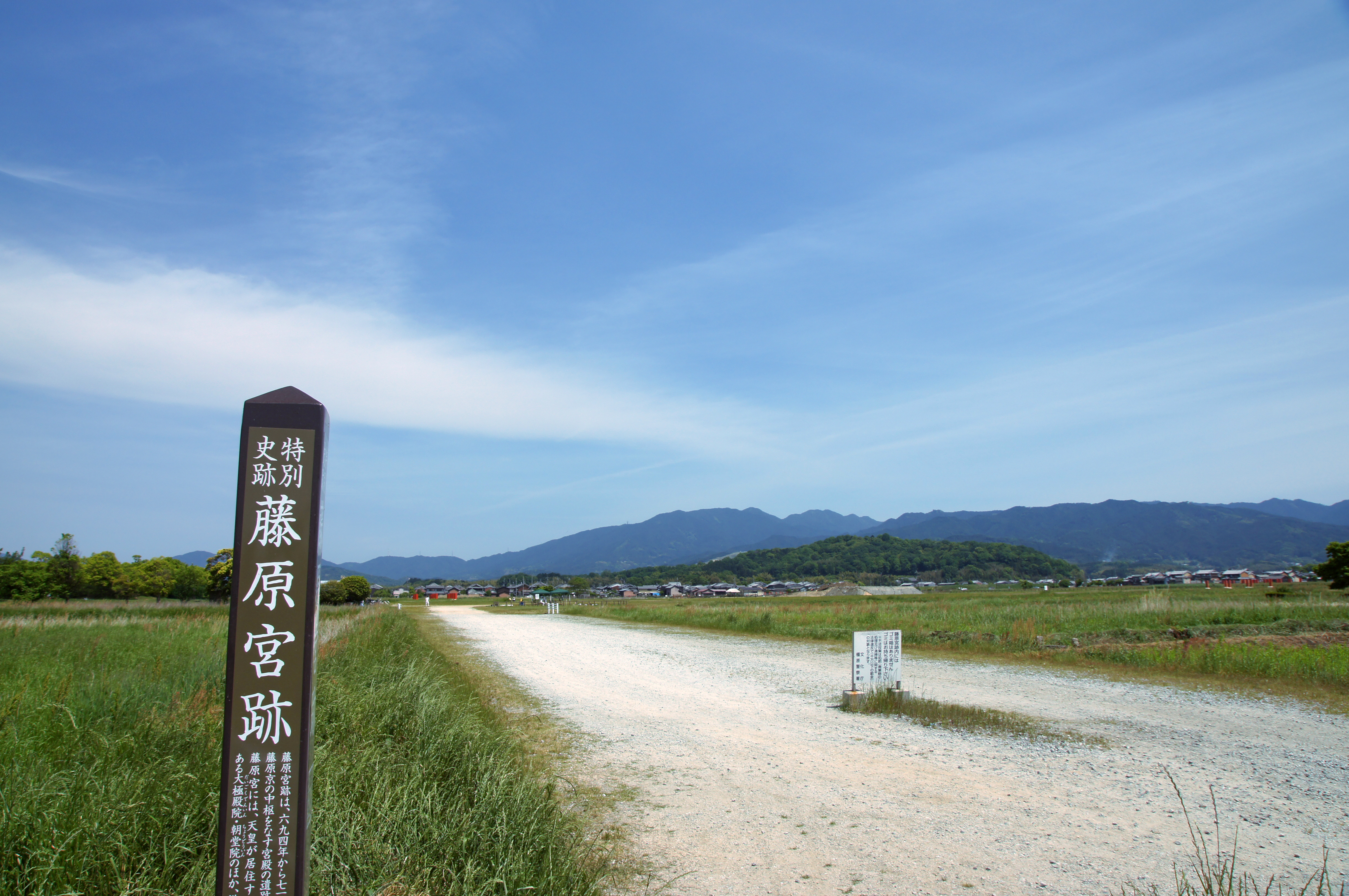
Местность в городе Касихара, где располагалась Фудзивара-кё

Во время правления императрицы Дзито была построена первая постоянная резиденция правителей Ямато — город Фудзивара-кё (местоположение Фудзивары было выбрано ещё супругом Дзито — императором Тэмму, который стремился собрать в одном месте всю политическую элиту страны, ранее разбросанную по родовым усадьбам региона Кинай). Новая столица располагалась к югу от будущей столицы Нара и севернее от Асуки, вокруг которой находились резиденции предыдущих императоров (сегодня эта территория входит в состав города Касихара). Согласно оценкам, в Фудзиваре проживало от 30 до 50 тыс. человек — императорский двор, высшие чиновники, гарнизон охраны, персонал дворцового комплекса, священнослужители, представители влиятельных родов, близких к трону, а также семьи и слуги всех вышеперечисленных категорий.
Образцами для прямоугольной планировки Фудзивары послужили китайские столицы — танская Чанъань и северовэйская Лоян. Дворцовый комплекс имел форму квадрата площадью около 1 км² и был обнесён мощной стеной. Попасть в него можно было через 12 ворот (по три с каждой стороны), которые носили имена известных родов (Тадзихияматобэ, Тиисакобэ, Такэрубэ и т. д.). Каждый род нёс охрану у «своих» ворот и поддерживал порядок в своём секторе города. С ближайшей водной артерией столицу соединял канал, по которому в город доставляли грузы. В Фудзиваре было четыре «больших государственных» буддийских храма: Дайан-дзи, Якуси-дзи, Хоко-дзи (Асука-дэра или Ганго-дзи) и Гуфуку-дзи (Кавара-дэра), а также родовой храм (удзидэра) рода Фудзивара — Кофуку-дзи (все эти храмы, кроме Гуфуку-дзи, впоследствии были перенесены в новую столицу Нара). Фудзивара носила титул столицы всего 16 лет и успела послужить резиденцией для трёх правителей: императриц Дзито и Гэммэй (жили здесь часть своего правления), а также императора Момму.

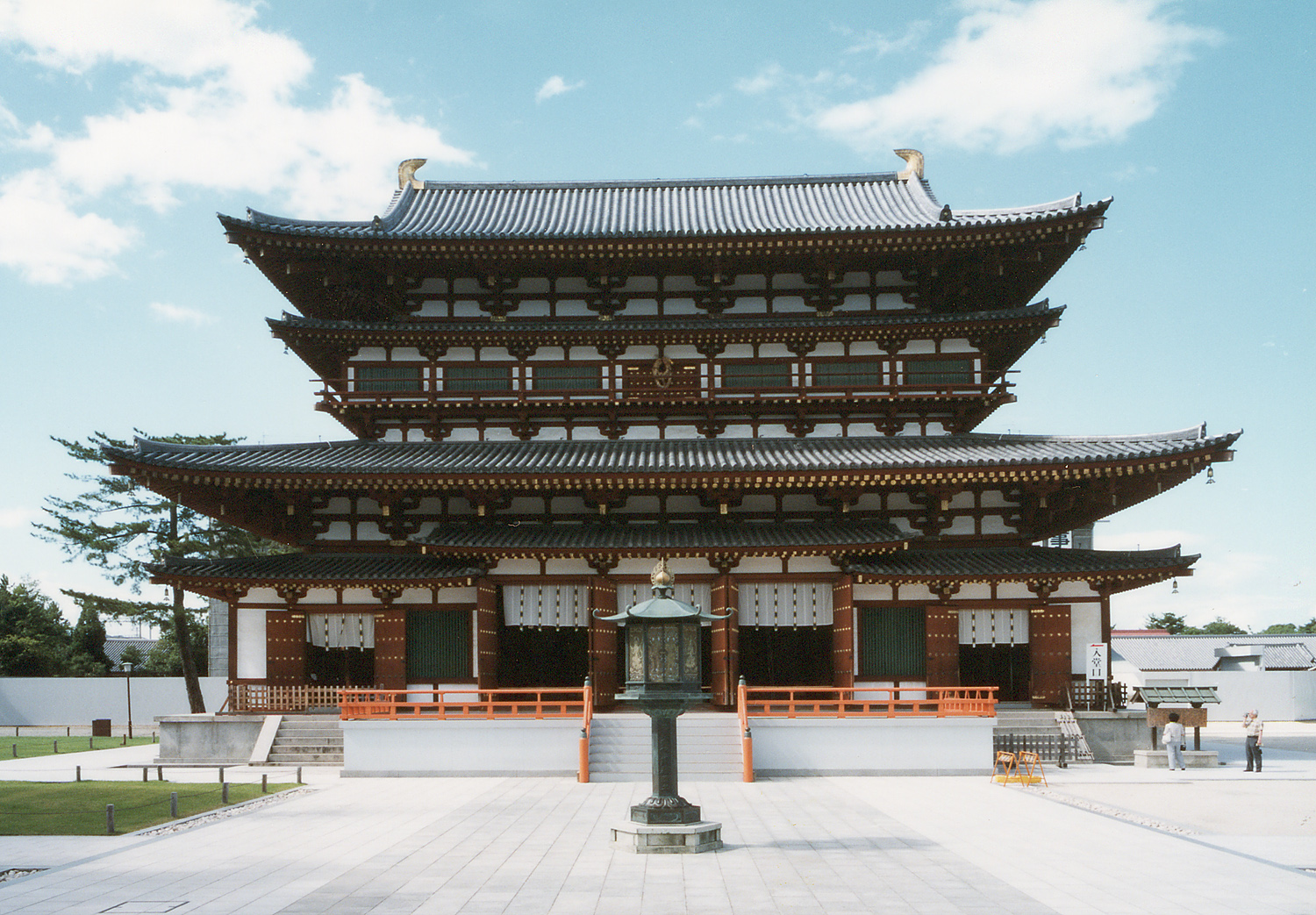
Храм Якуси-дзи

В правление Гэммэй была основана новая столица — Хэйдзё-кё или Нара (первый топоним, официальный, переводится как «равнинная столица», «равнинный замок» или «мирная столица»; второй происходит от названия равнины Нара, что означает «плоский», «ровный» или «мирный»). Как и Фудзивара, Хэйдзё был спланирован по типу Чанъаня, но с небольшими поправками на местные особенности и традиции. Существует несколько версий переезда двора из Фудзивары. Во-первых, новый город лучше соответствовал китайским принципам фэншуй (по-японски — фусуй): к востоку от него протекала река, на западе столицу окаймляла дорога, на юге находился пруд, за которым простиралась равнина, а на севере возвышались горы. Во-вторых, в годы правления Момму в стране разразились голод и эпидемии, в связи с чем требовалось избавиться от старой «осквернённой» резиденции. После переезда императорского двора Гэммэй в новую столицу Фудзивара пришла в запустение, многие её постройки были разобраны и использовались при расширении Нары, а территория города практически сразу была занята рисовыми полями.
Нара представляла собой прямоугольник размерами 4,8 на 4,3 км. Главная магистраль — Судзаку — шириною в 67,5 метров разделяла город на западную и восточную часть. По обе стороны Судзаку были обустроены каналы шириной 7 метров. С севера на юг Нару пересекали 9 улиц (бо), а с запада на восток — 10 (дзё), которые образовывали 72 квадратных квартала. Позже на северо-востоке города были построены ещё 12 кварталов «внешней столицы» (гэкё), а на северо-западе — три «полуквартала». Императорский дворец и административные постройки, которые образовывали единый архитектурный комплекс общей площадью 120 га, занимали четыре квартала в северной части Нары. Этот комплекс был обнесён толстой глинобитной стеной высотой около 5 метров, однако сама столица не имела крепостных стен. Дворцы, храмы и дома строились исключительно из дерева, что делало столицу уязвимой для пожаров, но более устойчивой в случае землетрясений (таким образом, ни одно из зданий того времени не дошло до наших дней в первозданном виде).
В Наре не было синтоистских святилищ, так как, согласно верованиям, ками обладали магической силой только в местах своего изначального обитания. Зато в столице располагалось множество буддийских храмов (в 720 году их насчитывалось уже 46 или 48). Крупнейшими храмами были Тосёдай-дзи, Якуси-дзи и Сайдай-дзи в западной части города и Кофуку-дзи, Ганго-дзи и Дайан-дзи в восточной части. На северо-востоке Нары раскинулся самый грандиозный храмовый комплекс во всей японской истории — Тодай-дзи, построенный на средства императорского дома и частные пожертвования. Храм занимал площадь около 90 га, на выплавку 16-метровой статуи Будды пошло около 400 т меди (работы по сооружению статуи продолжались с 747 по 755 года), а «Золотой павильон» («Кондо») до сих пор является крупнейшим деревянным сооружением в мире (и это при том, что он сохранился в пропорции 2:3 по отношению к первоначальному варианту).
Из-за значительных перепадов высот (до 14 метров) в ходе строительных работ в Наре было засыпано около 800 тыс. м³ низин и срыто около 400 тыс. м³ холмов. Рабочие прорыли канал длиной 3 км и шириной в 10 м, по которому доставляли строительные материалы. Возведение дворцового комплекса заняло приблизительно два года. Земля для строительства жилых домов выделялась в зависимости от чиновничьего ранга и занимаемой должности. Большие владения высшей аристократии примыкали к дворцу, а дома мелких чиновников и простых горожан находились поодаль (чем меньше были участки, тем дальше от дворцового комплекса они находились).

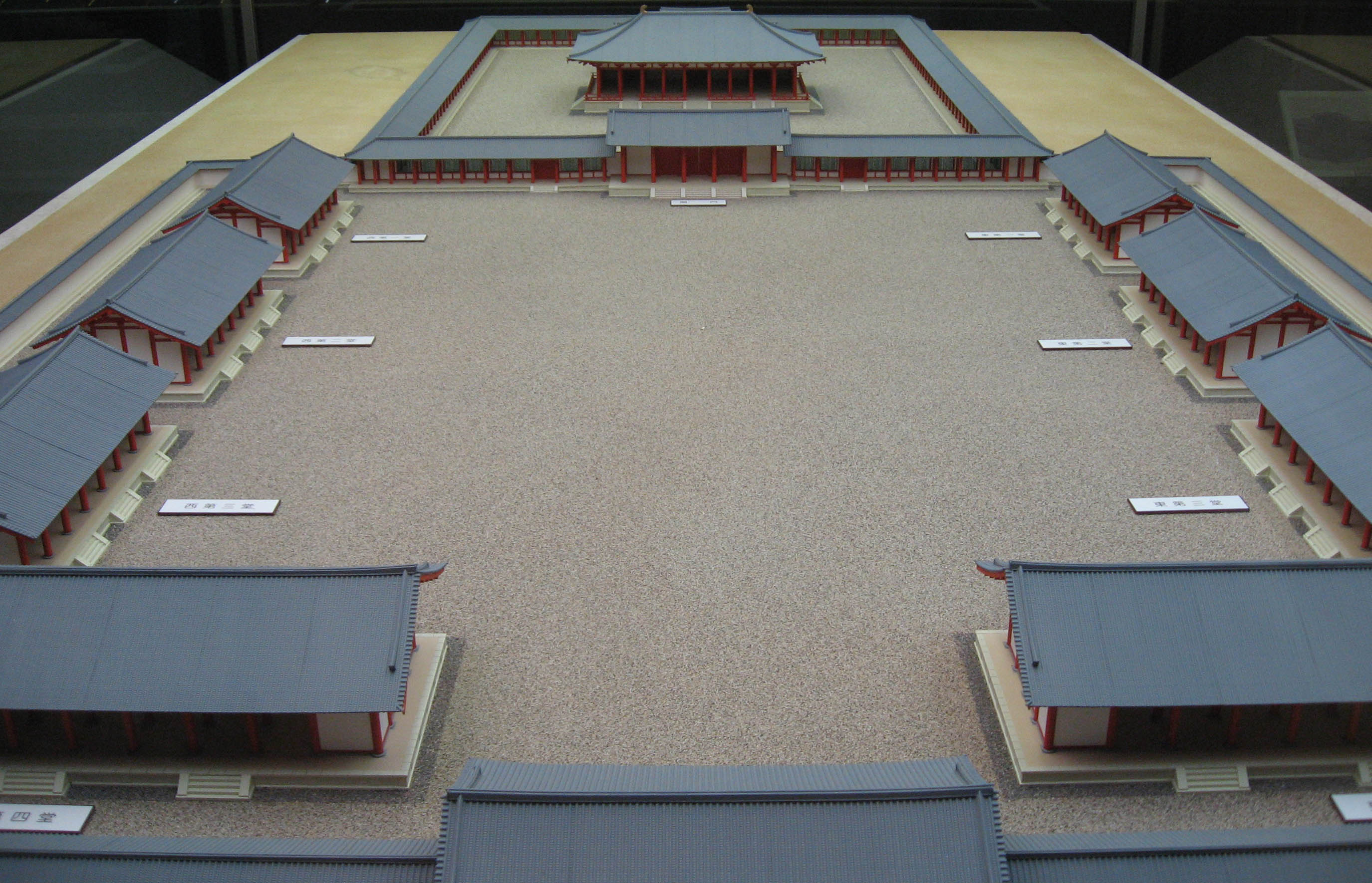
Модель императорского дворца в Нагаока-кё

В правление императора Камму столица Японии была перенесена сначала в Нагаока-кё (провинция Ямасиро), а затем — в соседний Хэйан-кё. Среди основных причин переноса значатся обострение государственного кризиса, чрезмерное вмешательство буддийского монашества в дела императора и традиция при «новой» династии переезжать в новую столицу (все правители периода Нара были прямыми потомками Тэмму и Дзито, а Камму по отцовской линии был потомком Тэндзи). В 784 году императорский двор переехал в Нагаоку, однако в следующем году полномасштабные строительные работы были приостановлены. В 792 году для охраны старого императорского дворца в Нару было отправлено воинское подразделение. В 809 году в Наре была построена резиденция для бывшего императора Хэйдзэя, отрёкшегося от престола, а в 810 году даже появился указ о возвращении столицы в Нару, однако он так и не был претворён в жизнь. После смерти Хэйдзэя в 824 году Нара потеряла всякое значение для властей, и в течение следующего столетия значительная её часть отошла под сельскохозяйственные наделы.
В 794 году императорская резиденция была перенесена на несколько километров в сторону и началось строительство новой столицы (согласно одной из версий, Нагаоку покинули из-за череды несчастий, обрушившихся на императорский род и его приближённых). Вскоре умерла супруга Камму и заболел принц Ато (будущий император Хэйдзэй), что было истолковано как следствие проклятия умершего принца Савара. Чтобы умиротворить его дух, в 800 году Саваре посмертно был пожалован титул тэнно. В 805 году строительные работы были приостановлены из-за оскуднения казны, но через некоторое время возобновились. Как и прежние столицы, Хэйан строился согласно строгим архитектурным канонам династии Тан.

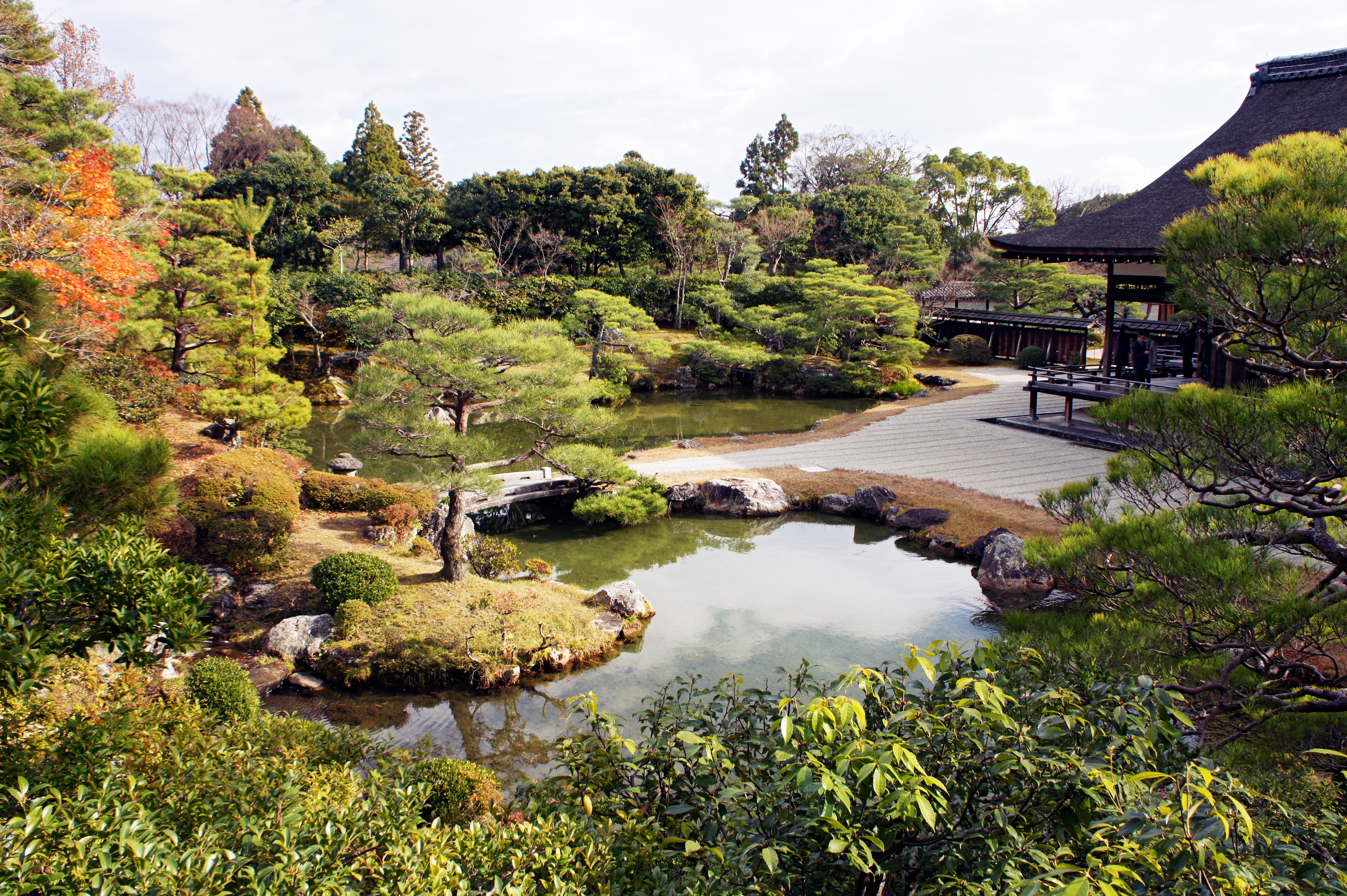
Сад храма Нинна-дзи

В плане город представлял собой правильный прямоугольник со сторонами 4569 м с востока на запад и 5312 м с севера на юг (его общая площадь составляла более 24 км²). Центральный проспект Судзаку-одзи (Феникса) шириной около 85 м делил столицу на восточную и западную части, каждая из которых имела свою систему управления. На южном конце проспекта располагались монументальные ворота Расёмон. Каждая половина города была разделена проспектами шириной 25 — 35 м на 34 района (бо), имевших свой номер. С севера на юг шло девять проспектов, называвшихся «Первый», «Второй», «Третий» и т. д. С востока на запад шли четыре кёгоку одзи («продольные проспекты»), в том числе Судзаку-одзи. Улицы шириной около 12 м делили каждый район на 16 кварталов (тё) площадью 450 м², которые, в свою очередь, делились на 32 части (хэнуси). Однако идеальной симметрии плана так и не удалось достичь, так как из-за особенностей рельефа долины западная часть города была менее удобной и развивалась медленнее восточной, которая уже к концу IX века протянулась до берегов реки Камо.

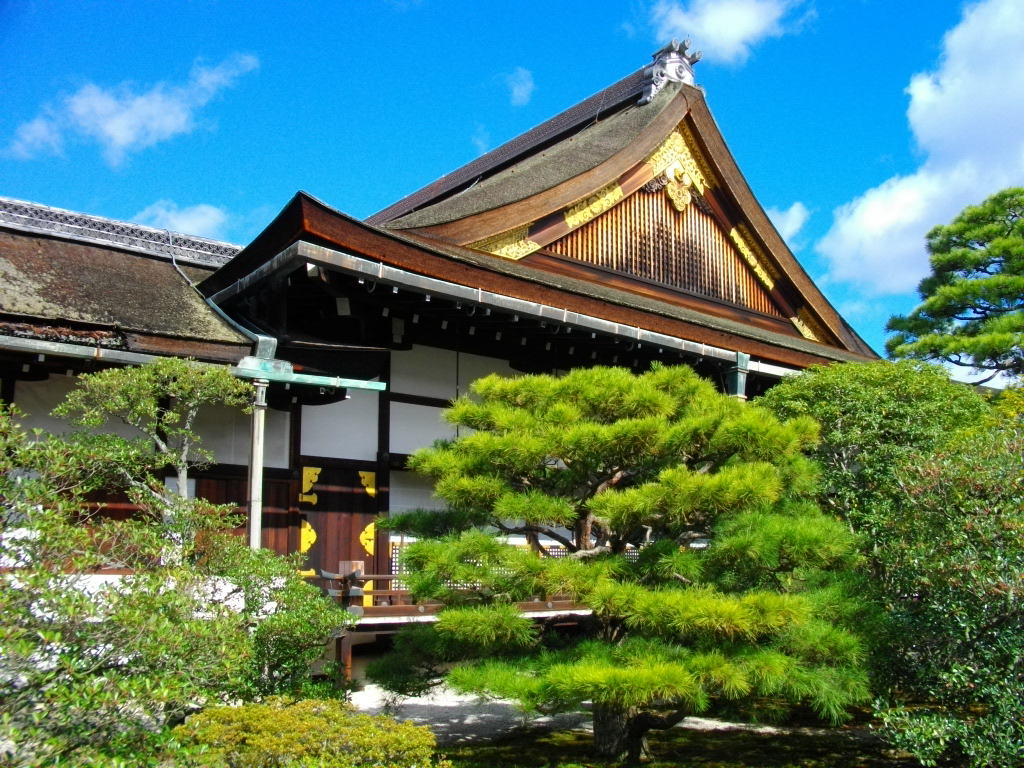
Малый дворец Когосё комплекса императорского дворца

Буддийским храмам из Нары было запрещено перемещаться в новую столицу, потому изначально в городе планировалось иметь лишь два храма. Позже их число возросло, и к концу IX века известными буддийскими храмами Хэйана и ближайших окрестностей были Корю-дзи, Роккаку-до, То-дзи, Сай-дзи, Киёмидзу-дэра, Сайхо-дзи, Отаги-нэмбуцу-дзи, Энряку-дзи, Нисон-ин, Адасино-нэмбуцу-дзи, Дайкаку-дзи, Сэнню-дзи, Гангё-дзи, Дайго-дзи, Нинна-дзи и Эйкан-до (также в столице находилось древнее синтоистское святилище Ясака-дзиндзя). Императорский дворец располагался в северной части Хэйана и занимал площадь четырёх районов, по два с восточной и западной сторон от проспекта Судзаку-одзи. Недалеко от дворца, в северо-восточной части города находились резиденции аристократии и высшего чиновничества. Некоторые усадьбы занимали целые кварталы и включали в себя, кроме жилых построек, изысканные парки и пруды. Также в городе имелись два оживлённых рынка. В результате постоянного роста население столицы к концу IX века достигло 100 тыс. человек, из которых десятую часть составляла аристократия.
С конца X века среди буддийского духовенства и придворной аристократии стали распространяться пессимистические настроения о наступлении «конца эпохи Закона», чему в немалой степени способствовала нестабильность в стране. Главным становится мотив далёкого рая, воплотившийся в архитектуре в виде богато украшенных храмов-мавзолеев Ходзё-дзи (построен Фудзиварой-но Митинагой) и Бёдо-ин (построен Фудзиварой-но Ёримити).

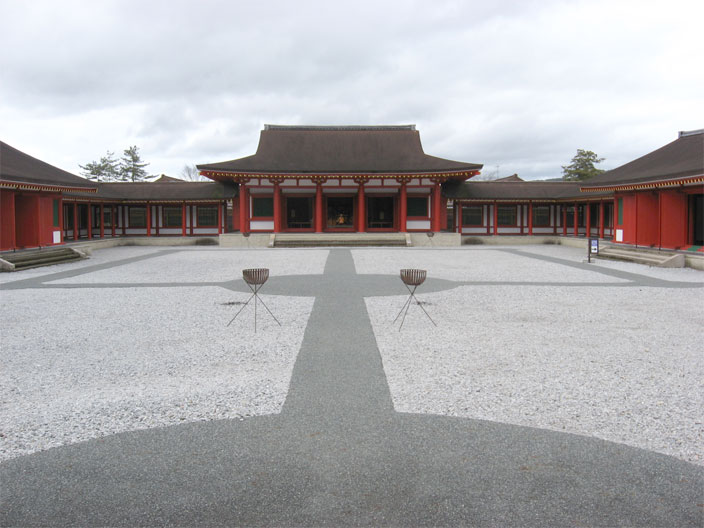
Усадьба рода Фудзивара — образец стиля синдэн-дзукури

Строительство Хэйана способствовало развитию светской архитектуры и возникновению стиля синдэн-дзукури (буквально — «спальный павильон»), который определил архитектурный канон на несколько столетий вперёд. Классическими примерами синдэн-дзукури служили императорский дворец Дайри и усадьбы наиболее влиятельных аристократических родов. Прямоугольные в плане помещения были высоко подняты над землёй на прямоугольных столбах. Внутреннее пространство без стационарных перегородок было разделено столбами на основное помещение (моя) и окружающие его по периметру галереи (хисаси) и веранды (суноки). Внешними стенами служили решётчатые двойные съёмные панели (ситомидо), а внутренними — бумажные перегородки (сёдзи), различные занавеси (судара и ситё), створчатые ширмы (бёбу) и раздвижные двери (фусума).
Центральное здание (синдэн) обычно соединялось крытыми переходами (ватадоно) с флигелями (тайноя), а они, в свою очередь, крытыми коридорами (тюмонро) с павильонами (во дворце Дайри это были павильоны Цуридоно и Идзумидоно). Перед фасадом синдэна, обращённого к югу, располагался парадный двор (нантэй), а за ним — пейзажный сад с водоёмами и островками. В северной части дворца или усадьбы располагались служебные помещения, территория комплекса была обнесена стеной с несколькими воротами (парадными саммон и ритуальными тории). В результате сближения буддизма и синтоизма изменился и стиль религиозной архитектуры, отошедшей от канонов буддийского храмового строительства, принятых на материке. На смену открытым ансамблям периода Нара пришли уединённые постройки в горах, на смену монументальности — следование рельефу местности. Покрытие кровли корой дерева хиноки ещё больше приблизило буддийские храмы к традиционным синтоистским святилищам.

## Образование и наука
В VII веке японская культура была в значительной мере уже письменной, в государственном аппарате работал довольно большой слой образованных чиновников, при храмах и монастырях имелось немало писарей и составителей хроник, в столице и провинциях — лекарей и учёных, что свидетельствует о наличии в стране образовательных учреждений. В 670 году открылась столичная школа чиновников дайгаку (в ней обучалось более 400 человек), а в 701 году — провинциальные школы кокугаку (с числом учеников до 60 человек). Обучение в них осуществлялось на основе классических китайских трудов по философии, истории и литературе. Также в этот период уже существовали школы медицины и астрологии, в которых обучалось свыше 100 человек. Немалое число монахов и мирян училось при буддийских монастырях, некоторые получали образование в Китае и Корее (например, Абэ-но Накамаро и Киби-но Макиби). На фоне всего этого в Японии прижился заимствованный в Китае пиетет перед грамотностью и учёностью, а сам Китай превратился в основной источник культурной информации в различных областях (прежде всего науки, техники и государственного устройства).

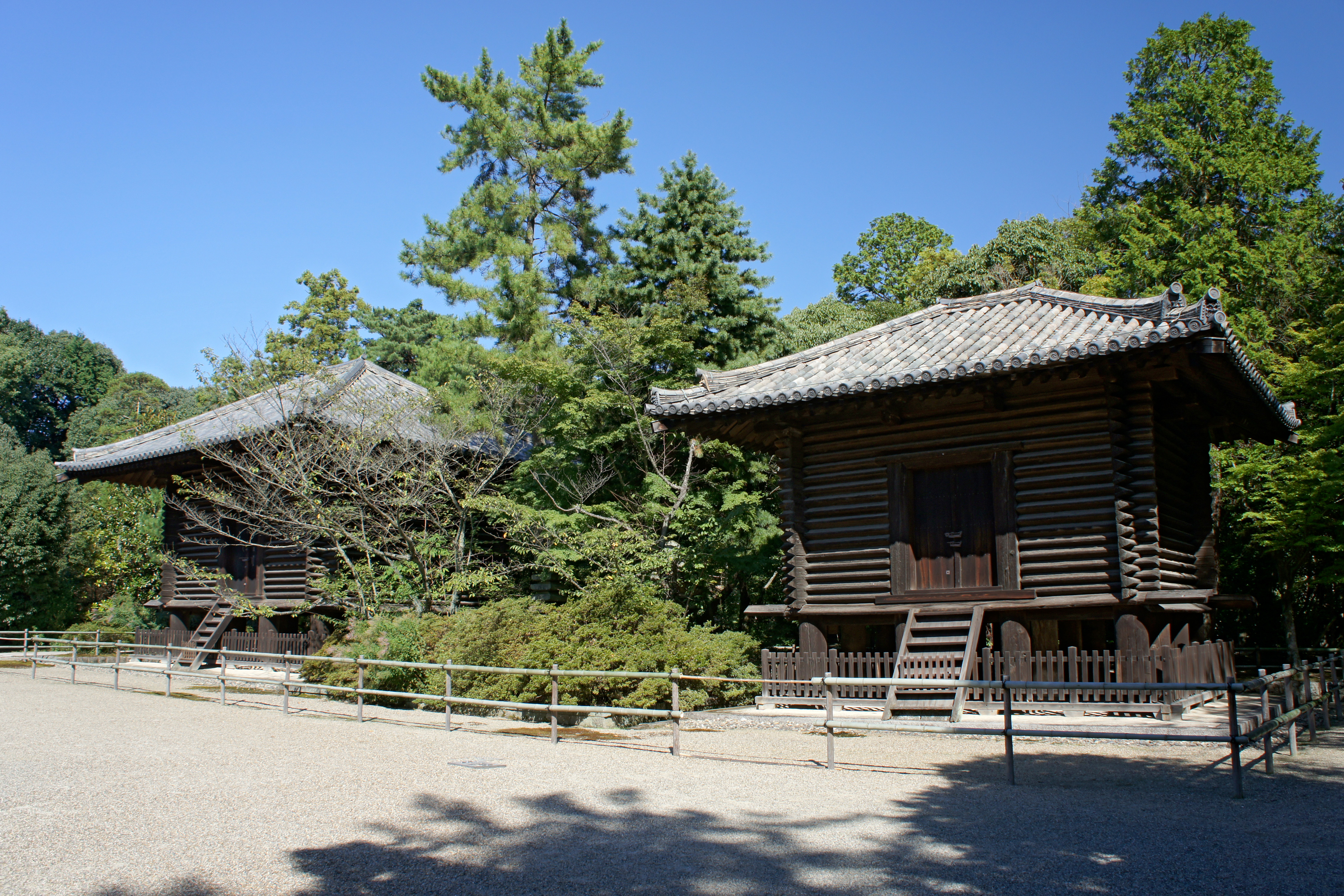
Хранилище сутр храма Тосёдай-дзи

Начиная с VIII века широкое распространение получила практика ввоза посольствами книг и отдельных рукописей (на эти цели дипломатам выделялись специальные средства), а также их переписывания под строгим контролем государственных структур. Привезённые из Китая книги были очень ценным товаром, они хранились в специальном управлении (тосёрё) и выдавались по специальным распоряжениям императора даже принцам.
Китайская идея конкурсных экзаменов на занятие чиновничьих должностей оказалась малопригодной для Японии, где продвижение по служебной лестнице в большей степени зависело от происхождения, чем от заслуг по службе, стараний и знаний. Во многом именно поэтому в период Хэйан государственные школы чиновников уступили своё место домашнему образования (особую популярность получили частные конфуцианские школы, которыми руководили видные учёные своего времени). Император Камму пытался исправить положение: он расширил систему образования, увеличил содержание для студентов (кангакудэн), привлекал в дайгаку не только сыновей высокопоставленных чиновников, но и способных юношей из незнатных родов. В IX веке в стране уже существовало ведомство, отвечавшее за образование (дайгакурё).
В 828 году рядом со столичным храмом То-дзи знаменитый монах Кукай основал школу искусств и наук, в которой обучались дети из всех сословий. Однако эта школа просуществовала недолго: в 847 году её продали государству, чтобы на вырученные средства содержать монахов. В основе образования периода Хэйан лежало изучение китайской классики: «Ши цзи», «Ханьшу» и «Вэньсюань», поэтому конфуцианство укоренилось среди образованной части населения и стало частью официальной идеологии.

## Комментарии
1. ↑  Топоним Нихон или Ниппон впервые встречается в 702 году, когда японский посол Авата-но Махито так назвал свою страну при танском дворе, что и было зафиксировано в китайской хронике. На практике оба названия — Ямато и Нихон — длительное время имели параллельное хождение[35].
2. ↑  Формально императорский дом являлся собственником всей земли в стране, но фактически выделение земель на содержание отрёкшегося императора стало первым шагом к формированию собственных земельных владений правящего рода[58].